# Molise
Il Molise (AFI: /moˈlize/, Molizë in arbëresh, Moliški in slavo molisano) è una regione italiana a statuto ordinario dell'Italia meridionale di 287 239 abitanti, con capoluogo Campobasso.
Nata nel 1963 per distaccamento della provincia di Campobasso dalla regione Abruzzi e Molise, confina con l'Abruzzo e il Mare Adriatico a nord, con il Lazio a ovest, la Campania a sud e la Puglia a est; le province sono Campobasso e Isernia, quest'ultima istituita nel 1970 per distaccamento di 52 comuni dalla provincia di Campobasso. Il termine "Molise" proviene dai primi feudatari del Contado, che avevano il cognome "De Molisio", mentre altri sostengono che derivi dal comune di Molise.
L'attuale territorio molisano, abitato anticamente dai Frentani e dalla tribù sannitica dei Pentri, fu in gran parte ricompreso nella regione romana Regio IV Samnium. In epoca longobarda, allorquando il territorio fu assoggettato al Ducato di Benevento, comincia a definirsi il primo nucleo di quello che diventerà in seguito il Contado di Molise, un territorio che solo nel 1806 troverà una certa autonomia rispetto alla confinante Terra di Lavoro e alla Capitanata da cui ha dipeso per secoli. L'entità amministrativa contemporanea, ben diversa dal Contado originario che escludeva ampie zone e ne includeva altre, trae le proprie origini nella suddivisione del Regno delle Due Sicilie realizzata durante la dominazione napoleonica.

## Geografia fisica

Il Molise per zone altimetriche

Con i suoi 4438 km², è la seconda regione più piccola d'Italia dopo la Valle d'Aosta (è la più piccola tra quelle a statuto ordinario), la sua superficie è divisa quasi equamente tra zone di montagna, il 55,3% del territorio, e zone collinari, per il 44,7% del territorio. La zona montuosa si estende tra l'Appennino abruzzese e l'Appennino sannita.
I Monti della Meta (2247 m) e le Mainarde formano il punto d'incontro della linea di confine tra il Molise, l'Abruzzo e il Lazio, poi ci sono i Monti del Matese che corrono lungo il confine con la Campania e raggiungono i 2050 metri con il monte Miletto. A oriente, la zona del Subappennino (Monti Frentani) digrada verso il mare con colline poco ripide e dalle forme arrotondate. Le aree pianeggianti sono poche e di piccole dimensioni, le principali sono la piana di Bojano (CB) nel Molise centrale, a occidente la piana di Venafro (IS) e due minori verso il mare le "Piane di Larino" e Pantano Basso a Termoli. La Bocca di Forlì, o Passo di Rionero, (891 m s.l.m.) segna convenzionalmente il limite geografico tra Appennino centrale e Appennino meridionale.
Il clima è di tipo mediterraneo, soprattutto lungo le coste, con inverni generalmente freschi e piovosi ed estati calde. Sulla costa il clima è più mite, man mano che si procede verso l'interno diventa via via più fresco e le temperature si abbassano notevolmente.

### Fiumi
I fiumi principali della regione sono il Trigno, che segna parte del confine con l'Abruzzo, il Biferno, e il Fortore, al confine con la Puglia. Il Biferno è l'unico fiume che nasce, scorre, e sfocia interamente nella regione Molise, più precisamente nella provincia di Campobasso. Le sue sorgenti danno molte acque. In Molise nasce anche il Volturno, che con una lunghezza di 175 km e un bacino esteso per 5.550 km², è il principale fiume dell'Italia meridionale sia per lunghezza sia per portata. Nel territorio regionale scorre anche parte del fiume Sangro, e nasce il fiume Tammaro. Altri torrenti importanti sono il Verrino, il Saccione, il Cigno, il Sente, il Tappino, il Quirino. La notevole abbondanza di risorse idriche del Molise permette di soddisfare i fabbisogni, oltre che ovviamente della medesima regione, anche di Campania, Puglia e Abruzzo.

### Laghi
Il fiume Biferno è stato sbarrato da un invaso artificiale negli anni settanta, la diga del Liscione, e fu così formato il lago di Guardialfiera, il più esteso del territorio. Altro lago di grande importanza è quello di Occhito che costeggia per diversi chilometri il confine tra Molise e Puglia.
Inoltre, tra le Mainarde molisane sorge il bacino artificiale di Castel San Vincenzo (IS), realizzato alla fine degli anni cinquanta e che fa parte dell'area molisana del parco nazionale d'Abruzzo, Lazio e Molise, la diga di Chiauci che sbarra il fiume Trigno e inaugurata nel 2011 e infine la diga di Arcichiaro sul torrente Quirino nel comune di Guardiaregia. I laghi naturali sono pochi, estremamente ridotti e a carattere stagionale, come il lago di Campitello Matese, il lago di Carpinone, il lago di Civitanova e Serra del Lago a Colli a Volturno.

### Coste
La costa del Molise è lunga 36 km ed è bagnata dal mare Adriatico.

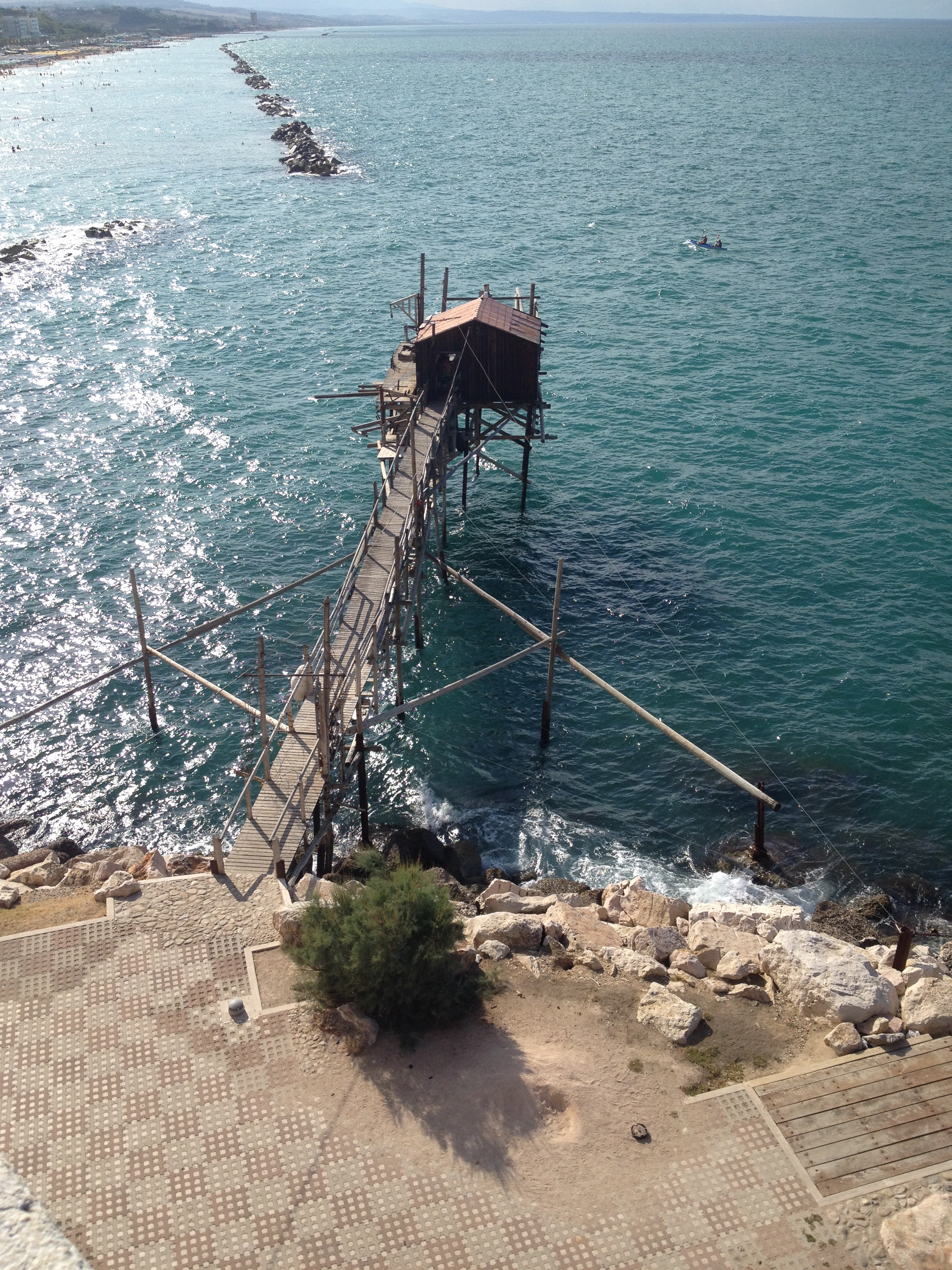
Veduta di un trabocco nella spiaggia di Termoli (CB)

I quattro centri balneari e di villeggiatura che la compongono, Montenero, Petacciato, Termoli e Campomarino, tutti in provincia di Campobasso e dotati (considerando i territori comunali) di lunghe spiagge, hanno costituito un consorzio di marketing turistico denominato costa dei delfini.
La costa è bassa e sabbiosa tranne per il promontorio di Termoli, al cui riparo è stato costruito il porto artificiale da dove tutto l'anno partono le navi per le Isole Tremiti (situate nella provincia di Foggia); lungo le coste ci sono anche alcune fasce pianeggianti, larghe non più di qualche chilometro. La formazione di dune litoranee causava il ristagno delle acque dei torrenti con la conseguente formazione di paludi, da qualche tempo però eliminate con opere di bonifica.

### Ambiente

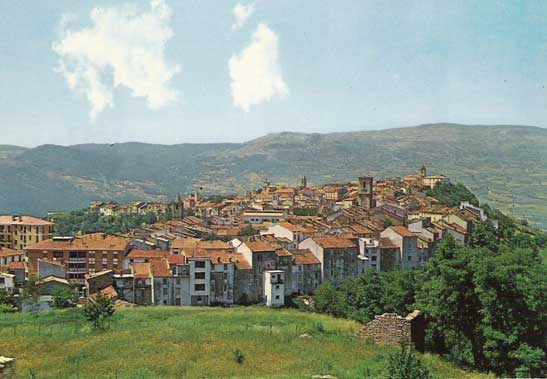
Veduta del borgo di Agnone (IS) e della Valle del Verrino

Nel Molise, che include il settore Mainarde del parco nazionale d'Abruzzo, Lazio e Molise, sono presenti ulteriori vaste aree boschive, soprattutto nella provincia di Isernia. Di notevole importanza sono le oasi del WWF (Monte Mutria e l'oasi di Guardiaregia-Campochiaro), l'oasi LIPU Bosco Casale di Casacalenda (CB), la riserva naturale di Pesche (IS) (la prima nata in regione nel 1982), l'oasi Le Mortine nel bacino fluviale del Volturno presso Venafro (IS), il parco nazionale del Matese, due riserve MAB (la riserva naturale di Collemeluccio con le sue estensioni di boschi di abete bianco, e la Riserva naturale Montedimezzo, prime in Italia ad essere inserite nella lista), l'oasi di Legambiente "Selva Castiglione" a Carovilli (IS), la riserva naturale Torrente Callora a Roccamandolfi (IS), il giardino della flora appenninica di Capracotta e il Parco fluviale del Volturno a Colli a Volturno (IS). Da segnalare anche la presenza sul territorio regionale del parco regionale agricolo storico dell'olivo di Venafro, unico parco agricolo in Molise, riconosciuto con una legge regionale risalente al 2008, e il parco delle morge cenozoiche del Molise.
La fauna è caratterizzata dalla presenza del capriolo, del cervo, del cinghiale, del daino, della lontra, del lupo appenninico, dell'orso bruno marsicano e della volpe. La fauna aviaria stanziale include il falco pellegrino, il gheppio.

## Storia

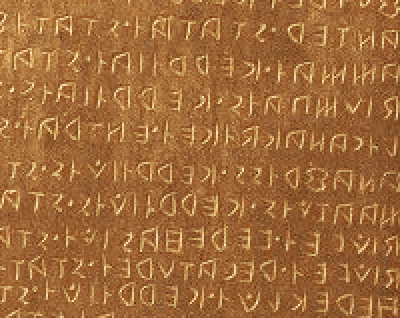
Particolare del frammento della tavola bronzea del III secolo a.C. ritrovata ad Agnone (IS)

### Epoca preistorica
Le prime testimonianze di vita umana in Molise si hanno sin dal Paleolitico, come dimostrano i ritrovamenti del sito archeologico di "Isernia La Pineta", la cui frequentazione è stata datata a 700 000 anni dal presente, tra le più antiche testimonianze paleolitiche d'Italia. Il sito, oltre a resti faunistici e litici, ha restituito il fossile di un bambino vissuto 583 000 anni dal presente, che si pensa appartanesse alla specie Homo heidelbergensis. 

### Epoca antica: Sanniti e Romani

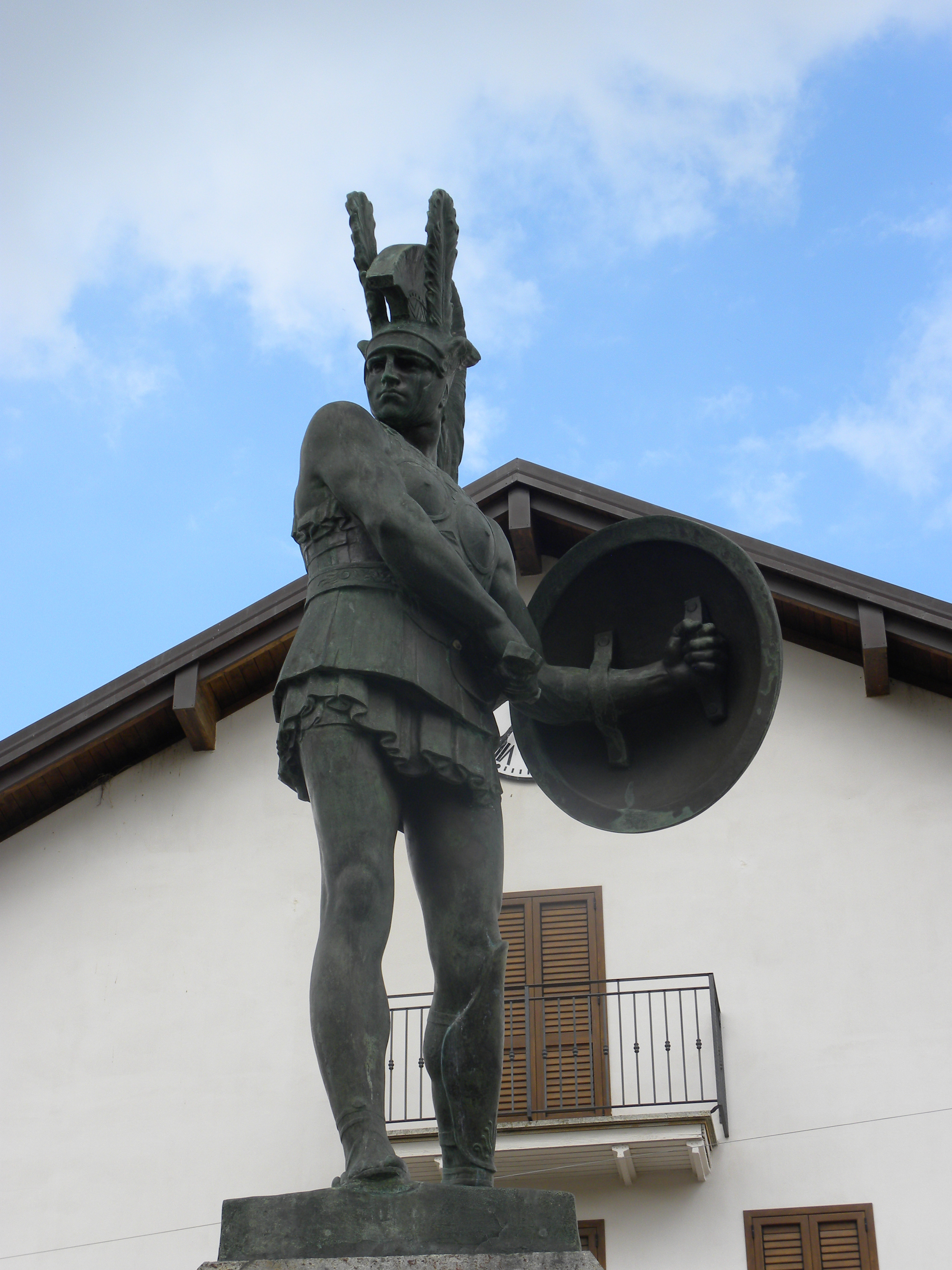
Monumento al Guerriero Sannita a Pietrabbondante

In età preromana il Molise era parte del Sannio, un territorio abitato da popolazioni di stirpe sannitica. La popolazione di pastori-guerrieri era stanziata prevalentemente nella zona d'Isernia, città dei Pentri e nelle campagne di Campobasso, allora semplice punto di controllo, dove i Sanniti Pentri comunicavano con i Frentani. La vita sociale dei Sanniti si concentrava sulla difesa del territorio, sulla venerazione di divinità locali come Ercole, e i Dioscuri, divinità principalmente venerate dai soldati che difendevano le cittadelle. La popolazione sannita, stanziatasi nel territorio dall'VIII secolo a.C. circa, iniziò ad avere i primi contatti con Roma dal IV secolo a.C., che sfoceranno nelle note "guerre sannitiche" durante le mire espansionistiche dell'Urbe.
Città come Bojano e Isernia furono coinvolte pesantemente nella seconda e terza guerra sannitica, venendo infine assoggettate al potere romano. Venne in seguito conquistato dai Romani e integrato nel sistema del suo imperium (88 a.C.), dopo che gli Italici tentarono contro Silla un'ennesima disperata rivolta, essendosi riuniti nella "Lega italica" a Corfinio (AQ). Esattamente durante il dominio di Augusto il territorio fu ripartito nella Regio IV Samnium. Tale regione comprendeva anche gran parte dell'Abruzzo (Marsica, Frentania, terra dei Marrucini e Valle Peligna). Allora le città maggiori del Molise erano Bojano (Bovianum Vetus), Venafro (Venafrum) e Isernia (Aesernia).
All'epoca romana risalgono le città ricostruite quasi daccapo secondo gli schemi dell'Urbe, i cui siti archeologici sono ancora abbastanza conservati; del periodo precedente restano, invece, soltanto poche tracce, individuabili maggiormente in resti di fortificazioni murarie con torri di vedetta, edificate dai Sanniti durante le guerre del III-II secolo a.C.
Nelle città maggiori le stesse famiglie patrizie sannite come gli Staii, i Decitii e i Neratii promossero costruzioni all'avanguardia, come terme, teatri, nuovi templi, riformulando anche l'asse viario urbano, rendendolo conforme ai decumani romani. Esempi evidenti sono le città antiche di Altilia (Terravecchia) a Sepino, l'anfiteatro di Venafro e lo stesso impianto urbanistico della città attuale, e il complesso templare di Pietrabbondante.

### Medioevo: dai Longobardi al Contado di Molise (VIII - XIII secolo)
Nel periodo tardo-antico il territorio molisano attraversò una fase di progressivo declino, sia economico che demografico: al loro arrivo i Longobardi trovano una regione priva di centri urbani significativi e spopolata.
Sotto il dominio del Ducato longobardo di Benevento il territorio del Molise risulta organizzato in diversi gastaldati, fra i quali quello di Bojano: esso sembra sia stato creato intorno al 667 mediante concessione del Re longobardo Grimoaldo al condottiero bulgaro Alzeco, che divenne il primo gastaldo di un'area pressoché disabitata.
La presenza longobarda ha lasciato numerose tracce: una parte consistente dei centri abitati della regione risale a questo periodo; ai Longobardi si deve la promozione del culto di San Michele Arcangelo e la conseguente realizzazione di chiese intitolate al santo. Da ricordare, infine, è la realizzazione dell'abbazia di San Vincenzo al Volturno. Nel 1045 il condottiero normanno Rodolfo di Moulins, disceso in Italia meridionale con gli Altavilla, ottiene la Contea di Bojano.
È con l'arrivo dei normanni e della famiglia de' Moulins, tra la fine dell'XI secolo e l'inizio dell'XII secolo, infatti, che comincia ad affermarsi il toponimo Comitatus Molisii riferito, appunto, alla contea di Bojano, che, nel contempo, aveva inglobato altre contee dove governavano altre signorie feudali.

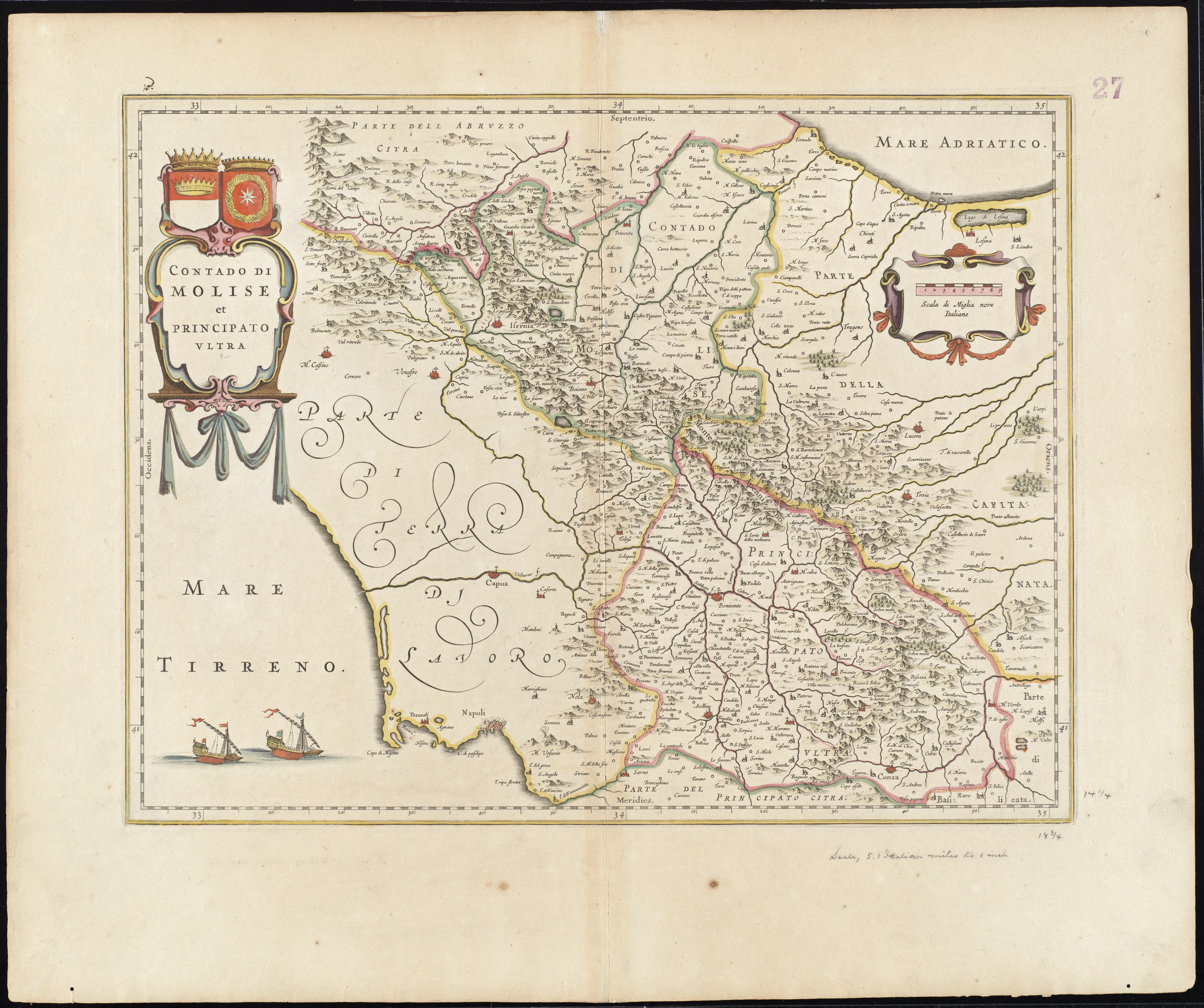
Cartina del Contado di Molise

Il dominio della famiglia si estinse verso la fine del secolo XII; tale condizione determinò anche la fine della Contea, che si smembrò in piccoli feudi.
Con le riforme di Federico II di Svevia il Contado di Molise divenne sede di giustizierato (Justitiaratus Molisii), cioè di un distretto di giustizia imperiale, dove l'autorità del re si sovrapponeva a quella dei feudatari. In realtà, l'amministrazione del Molise era congiunta a quella della Terra di Lavoro, che insieme formavano un unico distretto denominato Justitiaratus Molisii et Terra Laboris.

### Epoca moderna: dal XVI secolo al 1806
I due territori condivisero il medesimo giustiziere fino al XVI secolo, quando dal 1538 il Molise, pur rimanendo entità distinta, fu staccato dalla Terra di Lavoro e aggregato alla Capitanata. L'aggregazione alla Capitanata cessò nel 1806, quando con la legge 132 "Sulla divisione ed amministrazione delle province del Regno" varata da Giuseppe Bonaparte, si estese al Regno di Napoli il modello amministrativo francese basato sulle Provincie.
Ci furono poi negli anni successivi fino al 1811, una serie di regi decreti che completarono il percorso d'istituzione delle province. In base alla suddetta riforma del 1806, quindi, fu stabilita la separazione del Contado di Molise dalla Capitanata. Il processo di definizione dei confini terminò nel 1811 e la provincia del Molise raggiunse quasi tutta la dimensione dell'attuale Regione Molise.
Dal 1º gennaio 1817, l'organizzazione amministrativa venne definitivamente regolamentata con la Legge riguardante la circoscrizione amministrativa delle Province dei Reali Domini di qua del Faro del 1º maggio 1816.
Fu questo un periodo di isolamento e di grave crisi economica e sociale, data la presenza sul territorio di numerose bande di briganti.

### Castelli e casate del Molise ai tempi del Contado del Molise (1221-1806)

Panorama di Cerro al Volturno (IS)

| Pos. | Comune               | Nome del Castello     | Periodo     | Famiglia                           |
| ---- | -------------------- | --------------------- | ----------- | ---------------------------------- |
| 1    | Venafro              | Castello Pandone      | XIV secolo  | Pandone                            |
| 2    | Civitacampomarano    | Castello Angioino     | XIII secolo | Alfonso I d'Aragona                |
| 3    | Monteroduni          | Castello Pignatelli   | XIII secolo | d'Ardicourt poi Pignatelli         |
| 4    | Gambatesa            | Castello di Gambatesa | XIV secolo  | Pietravalle poi De Capua           |
| 5    | Campobasso           | Castello Monforte     | XIV secolo  | Monforte-Gambatesa                 |
| 6    | Castropignano        | Castello d'Evoli      | XIV secolo  | d'Evoli                            |
| 7    | Termoli              | Castello Svevo        | XIII secolo |                                    |
| 8    | Ferrazzano           | Castello Carafa       | XIII secolo | Carafa                             |
| 9    | Acquaviva Collecroce | Palazzo Cantelmo      | XVI secolo  | Cantelmo Stuart poi Siliberto-Neri |

### Dal 1806 al 1811: provincia di Molise

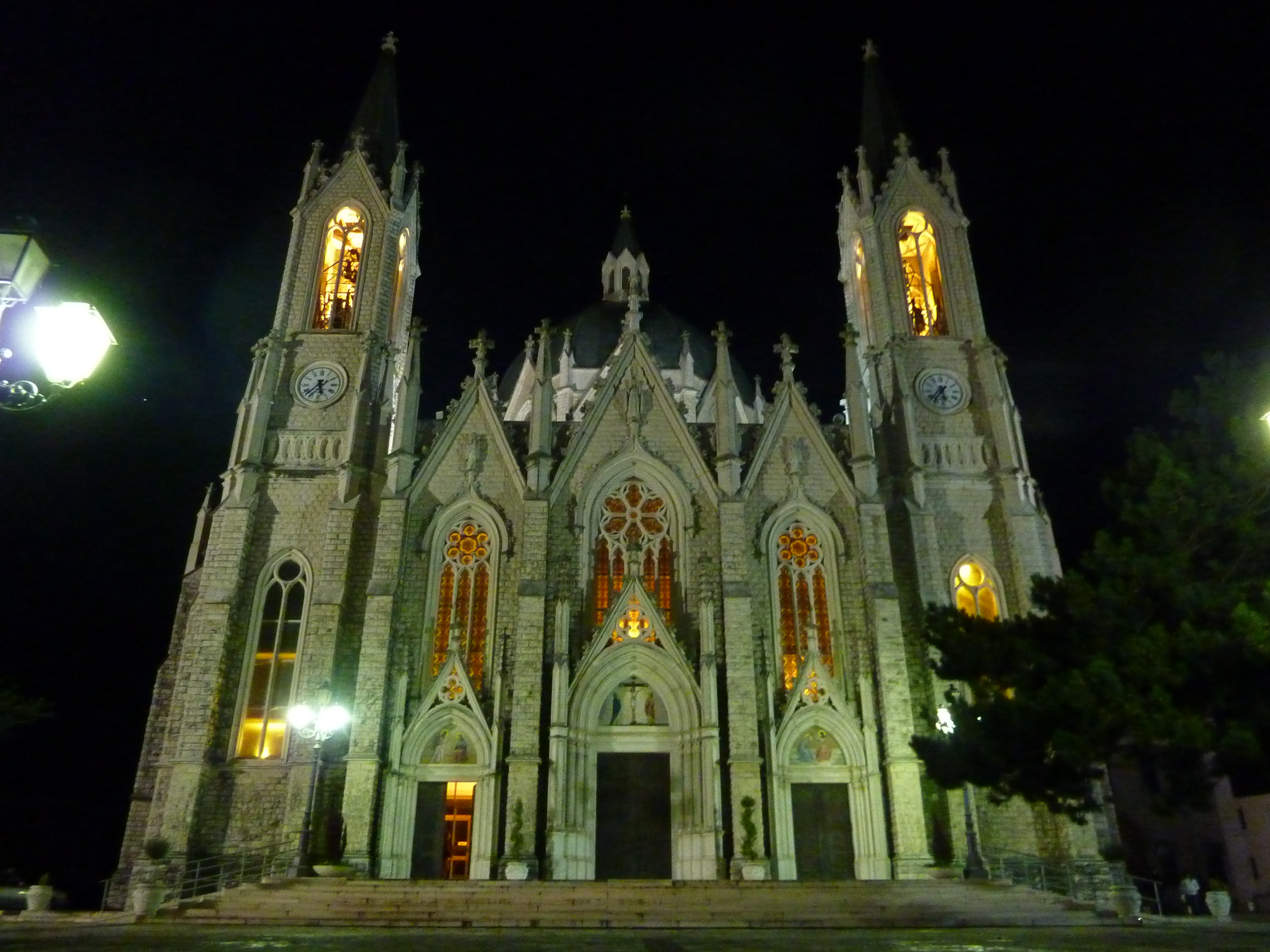
Il Santuario della Madonna Addolorata presso Castelpetroso (IS)

Con l'invasione francese, ufficialmente il 27 settembre 1806, con la legge 132 del 1806 Sulla divisione ed amministrazione delle province del Regno, varata l'8 agosto di quell'anno, con Napoleone, il Molise divenne per la prima volta una provincia autonoma denominata Provincia di Molise con Campobasso capoluogo e che era suddivisa in tre distretti:
- Distretto di Campobasso, dal 1806;
- Distretto di Isernia, dal 1806;
- Distretto di Larino, istituito nel 1806 come parte della Capitanata e (con mutamenti territoriali) aggregato al Molise nel 1811.

### Dal 1811 al 1962

#### Ottocento
La provincia di Molise ebbe un forte sviluppo grazie alle opere infrastrutturali e alle politiche messe in atto dal Re di Napoli Gioacchino Murat (succeduto a Giuseppe Bonaparte) a partire dal 1811, e l'annessione di Larino, Venafro e di parte della Valle del Volturno.
Dall'epoca del Regno di Napoli il territorio molisano era in realtà compreso in quattro giustizierati diversi: il Contado del Molise, l'Abruzzo Citeriore, la Terra di Lavoro e la Capitanata; tuttora è possibile riscontrare differenze dialettali, gastronomiche e folcloristiche fra queste quattro aree. Con l'annessione al Regno d'Italia, nella regione scoppiarono molte ribellioni che furono completamente sedate solo alla fine del XIX secolo.

#### Primo Novecento e Ventennio fascista
Durante il Ventennio fascista, vennero costruite due città di fondazione in Molise: Nuova Cliternia, frazione di Campomarino e Castellino Nuovo, che avrebbe dovuto sostituire il vecchio paese di Castellino del Biferno, in quanto sito su un territorio ad alto rischio idrogeologico.
Campobasso fu oggetto di un consistente piano di interventi urbanistici e, a differenza di Isernia, risentì delle politiche a favore della natalità portate avanti dal regime, registrando nel ventennio 1921-1941 una crescita da 16.413 a 22 525 abitanti. Fu esaltata l'attitudine rurale del Molise (al 1936, l'80% degli abitanti era dedito all'agricoltura).
Sorgevano almeno due campi d'internamento di civili durante la guerra in Molise: uno ad Isernia, con 139 detenuti, e l'altro ad Agnone, con 155 detenuti.

#### Seconda guerra mondiale
Nel corso della Seconda guerra mondiale, il territorio molisano fu interessato da duri combattimenti (esso era infatti attraversato da 4 linee difensive tedesche: la linea Barbara o del Trigno, la linea Bernhardt, la linea Viktor e la linea Gustav) che causarono circa 1.250 vittime civili, di cui circa 500 nel bombardamento alleato di Isernia, e si conclusero per la maggior parte nell'ottobre 1943, con lo sbarco degli alleati a Termoli (CB), che portò nel giro di poche settimane alla resa dei tedeschi nei principali centri abitati molisani (il 12 ottobre si arresero i tedeschi a Larino, il 24 a Bojano, entro i primi di novembre 1943 la valle del Trigno era liberata ed entro il 19 dicembre l'intera provincia di Campobasso fu completamente liberata). La zona delle Mainarde fu invece interessata da combattimenti fino al 1944, con la vittoria del Corpo Italiano di Liberazione nella battaglia di Monte Marrone, al confine col Lazio.

#### Dopoguerra
Al termine del conflitto, al referendum sulla forma istituzionale dello Stato del 1946 il 68,5% dei molisani votò per la Monarchia. Alle prime elezioni il Molise risultò una roccaforte della Democrazia Cristiana, che vi raccolse il 58% dei consensi nel 1948, il 46% nel 1953 e il 55% nel 1958, a scapito di socialisti e comunisti. Nel primo dopoguerra restò superiore alla media nazionale anche il consenso ai partiti monarchici.

#### Dal 1963: regione Molise
Nel 1963, grazie a una disposizione transitoria che consentì di derogare ai limiti imposti dall'art. 132 della Costituzione italiana quali il referendum e il limite di un milione di abitanti, la provincia di Campobasso sotto spinta del Deputato Democristiano Giacomo Sedati, con poco più di 300 000 abitanti, venne distaccata senza referendum dalla preesistente regione Abruzzi e Molise e inserita nella nuova regione denominata Molise, di cui Campobasso divenne capoluogo. Il 3 marzo 1970 una parte del suo territorio venne scorporata e istituita come provincia di Isernia, con Isernia capoluogo. Il Molise è quindi, con le due province di Campobasso e Isernia, la ventesima e più giovane regione d'Italia.

#### Terremoti
Il territorio molisano ha subito le conseguenze in epoca storica di diversi terremoti appenninici tra i quali si citano:
- il terremoto dell'Appennino centro-meridionale del 1349: sisma di magnitudo 6,7 che interessò la parte del Regno di Napoli tra Isernia, il Reatino e L'Aquila, con probabile epicentro situato nel venafrano, causando crolli alle strutture principali della città, che necessitarono di nuova riedificazione, soprattutto a Venafro, Isernia, Cassino e L'Aquila e crolli furono segnalati anche a Roma.
- il terremoto dell'Italia centro-meridionale del 1456: di magnitudo 7,1, con epicentro tra Sannio e Irpinia, che distrusse molti comuni e danneggiò gravemente città come Sulmona, Campobasso e Napoli.
- il terremoto del Molise del 1805: disastroso terremoto di magnitudo 6.6 (detto anche di “Sant’Anna” per la notte di luglio in cui si verificò), verificatosi nel massiccio del Matese, tra Bojano e Benevento, che distrusse molti paesi molisani, che furono ricostruiti quasi ex novo, sconvolgendo l'aspetto medievale di Campobasso stessa, e causando danni anche a Isernia.
- il terremoto dell'Italia centro-meridionale del 1984: di magnitudo 5.9, verificatosi nella Valle di Comino in Lazio, danneggiò i centri molisani della zona isernina al confine con l'Abruzzo come San Pietro Avellana e Castel del Giudice e i comuni della Valle del Volturno come Acquaviva d'Isernia, Pizzone e Colli a Volturno.
- il terremoto del Molise del 2002: di magnitudo 5.7, verificatosi il 31 ottobre nei pressi di San Giuliano di Puglia, colpendo anche i comuni di Castellino del Biferno, Provvidenti e Santa Croce di Magliano. Famosa è la triste vicenda del crollo della scuola elementare a San Giuliano, dove perirono una maestra e 27 bambini.

## Popolazione residente ai censimenti
Popolazione residente (unità) dal 1861 al 2021 come da censimento decennale

Dopo il massimo storico registrato in occasione del censimento del 1951, nel ventennio successivo la popolazione molisana subì un netto calo per la ripresa del fenomeno migratorio. Dal 1981, grazie alla diminuzione delle partenze e all'aumento dei rientri, si è riscontrata una minima ripresa; al contempo, però, si è assistito a una ridistribuzione degli abitanti a favore dei centri maggiori delle colline e della costa e a discapito dei piccoli borghi di montagna. Negli anni novanta, esauritosi il flusso dei rientri, la popolazione tornò a diminuire, questa volta a causa del calo delle nascite non compensato dalla scarsa immigrazione dall'estero. In circa 30 anni, la popolazione è scesa da 331.000 a 291 000 abitanti.
La popolazione del Molise al 31 dicembre 2024 è così distribuita tra le sue due province:
| Pos. | Provincia  | Abitanti Provincia | Abitanti capoluogo |
| ---- | ---------- | ------------------ | ------------------ |
| 1    | Campobasso | 209 201            | 47 519             |
| 2    | Isernia    | 78 759             | 20616              |

### Comuni principali

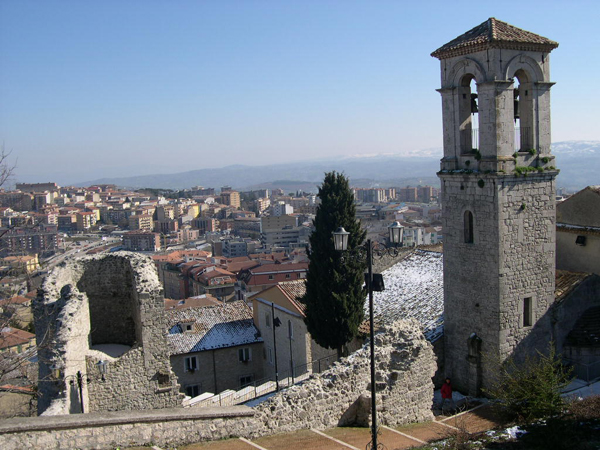
Veduta di Campobasso, in primo piano il campanile della Chiesa di San Bartolomeo

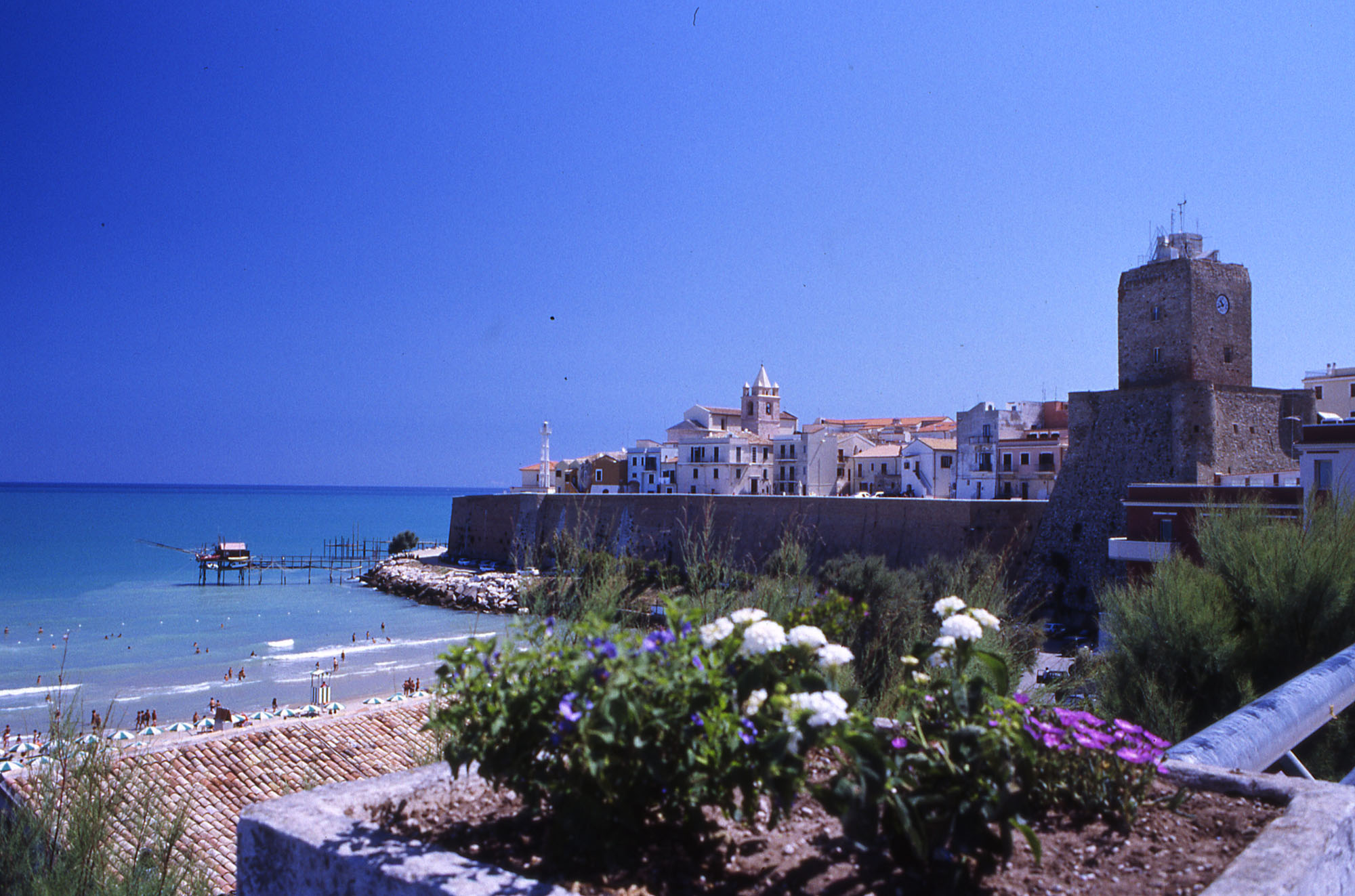
Veduta di Termoli (CB), in primo piano il borgo antico con la torre del Castello svevo

Il Molise è composto prevalentemente da comuni di piccole dimensioni, molti dei quali non superano i 1.000 residenti. I comuni più importanti per struttura demografica, sociale ed economica sono Campobasso, Termoli, Isernia e Venafro.
Di seguito la tabella riporta la popolazione dei dieci comuni più popolosi del Molise:
|    | Comune                | Popolazione (31-12-2024) | Provincia  | Superficie (km²) | Pil procapite (2021) |
| -- | --------------------- | ------------------------ | ---------- | ---------------- | -------------------- |
| 1  | Campobasso            | 47 519                   | Campobasso | 56,11            | 19 550 €             |
| 2  | Termoli               | 31 858                   | Campobasso | 55,64            | 18 276 €             |
| 3  | Isernia               | 20 616                   | Isernia    | 69,15            | 18 225 €             |
| 4  | Venafro               | 10 742                   | Isernia    | 46,45            | 16 761 €             |
| 5  | Campomarino           | 7 896                    | Campobasso | 76,68            | 14 056 €             |
| 6  | Bojano                | 7 553                    | Campobasso | 52,63            |                      |
| 7  | Larino                | 6 291                    | Campobasso | 88,77            | 15 473 €             |
| 8  | Montenero di Bisaccia | 6 174                    | Campobasso | 93,32            | 14 273 €             |
| 9  | Guglionesi            | 4 894                    | Campobasso | 100,95           | 14 518 €             |
| 10 | Riccia                | 4 719                    | Campobasso | 70,04            |                      |

### Etnie e minoranze straniere
Al 31 dicembre 2019 gli stranieri residenti in regione erano 13 145, ossia il 4,35% della popolazione residente. I gruppi più numerosi erano:
- Romania: 3 806
- Marocco: 1 460
- Albania: 776
- Nigeria: 734

### Minoranze etno-linguistiche
Nel territorio molisano sono presenti alcune minoranze etniche e linguistiche, site tutte nella provincia di Campobasso. Le principali sono quella dei croati del Molise, in particolare nei comuni di Montemitro, Acquaviva Collecroce e San Felice del Molise, le uniche in Italia, e quella albanese (arbëreshë), soprattutto nei comuni di Campomarino, Ururi, Portocannone e Montecilfone (Basso Molise). In entrambe le minoranze etniche si mantiene la tipica lingua, albanese e croato molisano, e le varie tradizioni (benché gli albanesi del Molise non abbiano conservato il rito bizantino).

## Politica
Dal 24 novembre 2005 la regione Molise ha una rappresentanza istituzionale a Bruxelles, Belgio.

### Suddivisione amministrativa

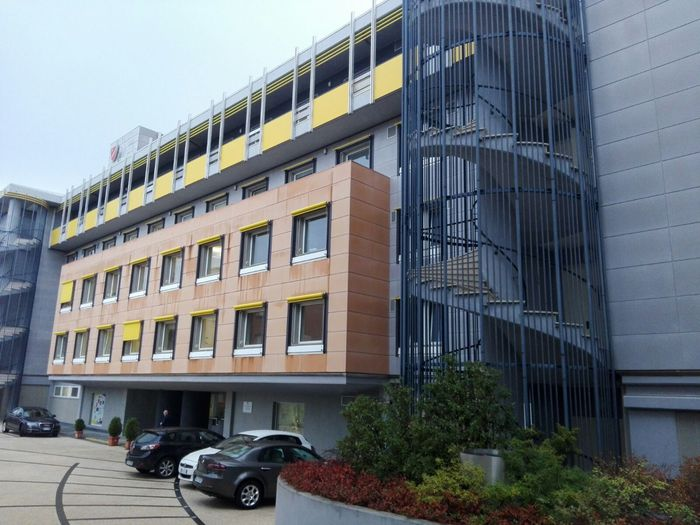
Sede della Regione Molise, a Campobasso

Con la legge costituzionale del 27 dicembre 1963, n. 3 recante "Modificazioni agli articoli 131 e 57 della Costituzione e istituzione della Regione Molise", pubblicata sulla Gazzetta Ufficiale n. 3 del 4 gennaio 1964, fu istituita la Regione del Molise, territorialmente separata dall'Abruzzo, ma solo con la legge n. 281 del 1970 furono attuate le sue funzioni.
La regione Molise comprende due province:
- Campobasso (con 84 comuni)
- Isernia (con 52 comuni)

Il Molise è l'unica regione dove in due occasioni sono state annullate le elezioni regionali, in entrambi i casi a causa della raccolta di firme false. La prima volta fu nel 2001, con decisione del TAR confermata in appello dal Consiglio di Stato.
Il 17 maggio 2012 il TAR del Molise ha annullato le elezioni regionali del 2011, stabilendo altresì il ritorno alle urne per la scelta del nuovo presidente di regione. Il 29 ottobre 2012 viene depositata la sentenza della 5/a sezione del Consiglio di Stato sui ricorsi elettorali e questa conferma, in via definitiva, l'annullamento delle elezioni del 2011. In entrambe le occasioni si trovò coinvolto l'ex presidente Angelo Michele Iorio: egli promosse insieme ad un elettore il primo ricorso, e 11 anni dopo fu accolto il secondo ricorso che annullò la sua terza elezione a capo della giunta.

## Economia

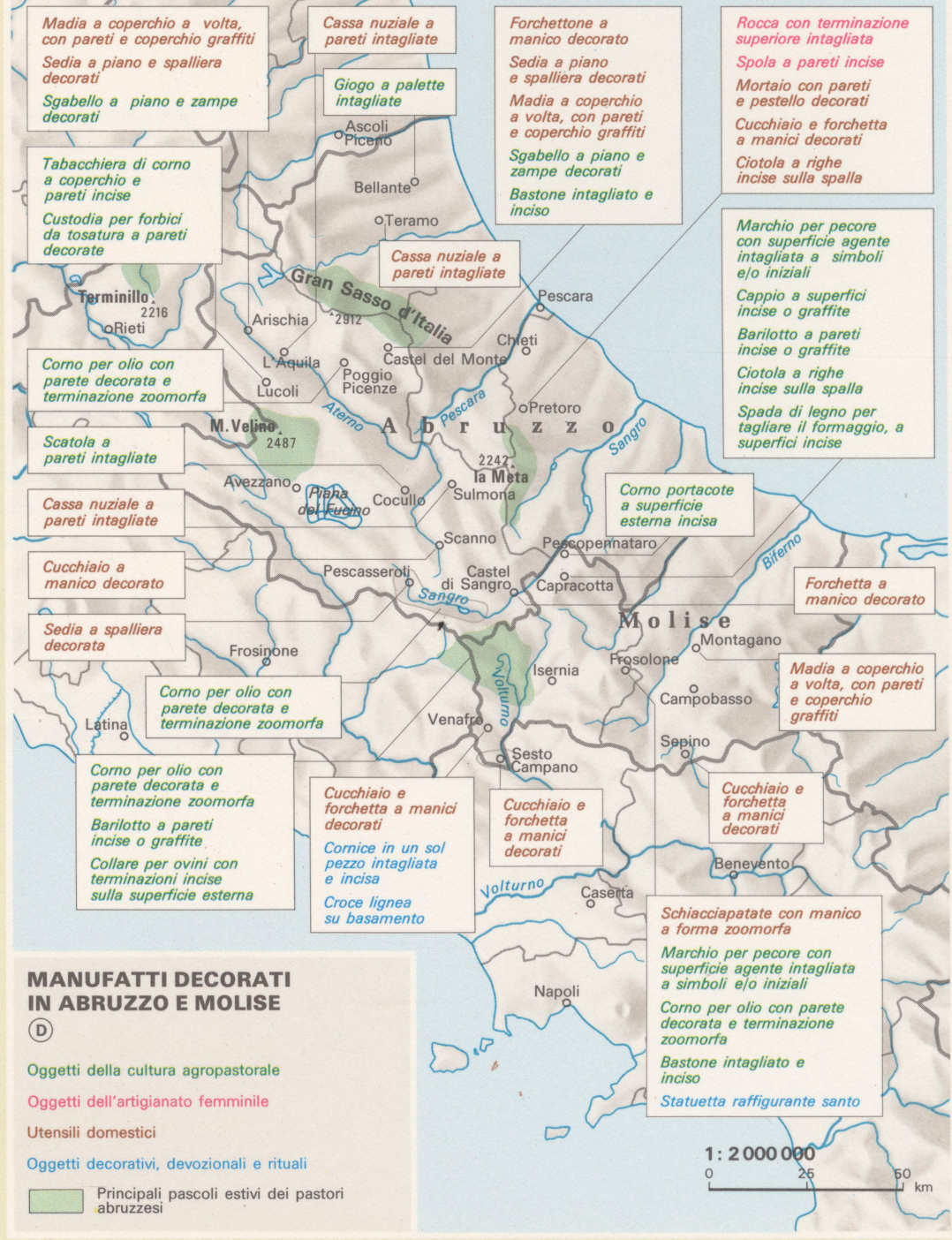
Manufatti decorati e aree di produzione di Abruzzo e Molise.

Dato il basso numero di abitanti, l'economia del Molise è scarsamente sviluppata rispetto alle altre regioni italiane (pur avendo un PIL pro capite leggermente superiore a quello di altre regioni del Mezzogiorno come Campania, Puglia, Calabria, Sicilia), pertanto il settore primario è quello da cui provengono le maggiori rendite economiche.
Le industrie sono raggruppate nei nuclei industriali di Termoli (CB), Campobasso-Bojano (CB), Campobasso-Ripalimosani (CB) e Venafro-Pozzilli (IS).
L'ambiente naturale pressoché intatto e l'assenza di inquinamento sono forti motivi di attrazione, in particolare nei centri balneari e di villeggiatura quali Termoli (CB), Campomarino (CB), Montenero di Bisaccia (CB), Petacciato (CB) anche per i punti di riferimento montani come Campitello Matese (CB), Capracotta (IS) e il parco nazionale d'Abruzzo, Lazio e Molise.
La regione è ultima per arrivi turistici: nel 2014 sono stati 164.550 italiani e 14.071 stranieri.
L'area più servita e più sviluppata è quella di Termoli (CB) dove è presente l'area portuale, e attraversata dalla linea ferroviaria Adriatica e dall'autostrada A14.
Le attività pastorali in regione sono caratterizzate dalla transumanza, consistente nello spostamento delle greggi dall'Appennino abruzzese al Tavoliere delle Puglie attraverso una fitta rete di tratturi e tratturelli.
Nell'industria alimentare è maggiormente rilevante nel capoluogo il pastificio La Molisana.
Dal 2006 è attiva la casa automobilistica DR Motor Company, con sede a Macchia d'Isernia (IS), mentre a Termoli (CB) è attiva dal 1972 la Fiat Powertrain, con una fabbrica dedita alla produzione di motori e cambi, che ha influenzato notevolmente lo sviluppo economico e demografico della città adriatica, ed è considerata una delle più importanti fabbriche del gruppo per i volumi prodotti.
Di seguito la tabella che riporta il PIL e il PIL procapite, prodotto nel Molise dal 2000 al 2009:
|                                              | 2000     | 2001     | 2002     | 2003     | 2004     | 2005     | 2006     | 2007     | 2008     | 2009     |
| -------------------------------------------- | -------- | -------- | -------- | -------- | -------- | -------- | -------- | -------- | -------- | -------- |
| Prodotto Interno Lordo (Milioni di Euro)     | 4.930,7  | 5.131,3  | 5.280,5  | 5.337,7  | 5.563,9  | 5.783,5  | 5.958,7  | 6.394,2  | 6.534,7  | 6.449,3  |
| PIL ai prezzi di mercato per abitante (Euro) | 15.308,1 | 15.985,5 | 16.460,3 | 16.607,7 | 17.290,0 | 17.994,6 | 18.591,9 | 19.950,6 | 20.370,0 | 20.097,6 |

Di seguito la tabella che riporta il PIL, prodotto nel Molise ai prezzi correnti di mercato nel 2006, espresso in milioni di euro, suddiviso tra le principali macro-attività economiche:
| Macro-attività economica                                                        | PIL prodotto | % settore su PIL regionale | % settore su PIL italiano |
| Agricoltura, silvicoltura, pesca                                                | 197,7 €      | 3,32%                      | 1,84%                     |
| Industria in senso stretto                                                      | 982,6 €      | 16,49%                     | 18,30%                    |
| Costruzioni                                                                     | 400,3 €      | 6,72%                      | 5,41%                     |
| Commercio, riparazioni, alberghi e ristoranti, trasporti e comunicazioni        | 994,8 €      | 16,7%                      | 20,54%                    |
| Intermediazione monetaria e finanziaria; attività immobiliari e imprenditoriali | 1155,1 €     | 19,38%                     | 24,17%                    |
| Altre attività di servizi                                                       | 1583,4 €     | 26,57%                     | 18,97%                    |
| Iva, imposte indirette nette sui prodotti e imposte sulle importazioni          | 644,7 €      | 10,82%                     | 10,76%                    |
| PIL Molise ai prezzi di mercato                                                 | € 5.958,7    |                            |                           |

### Turismo

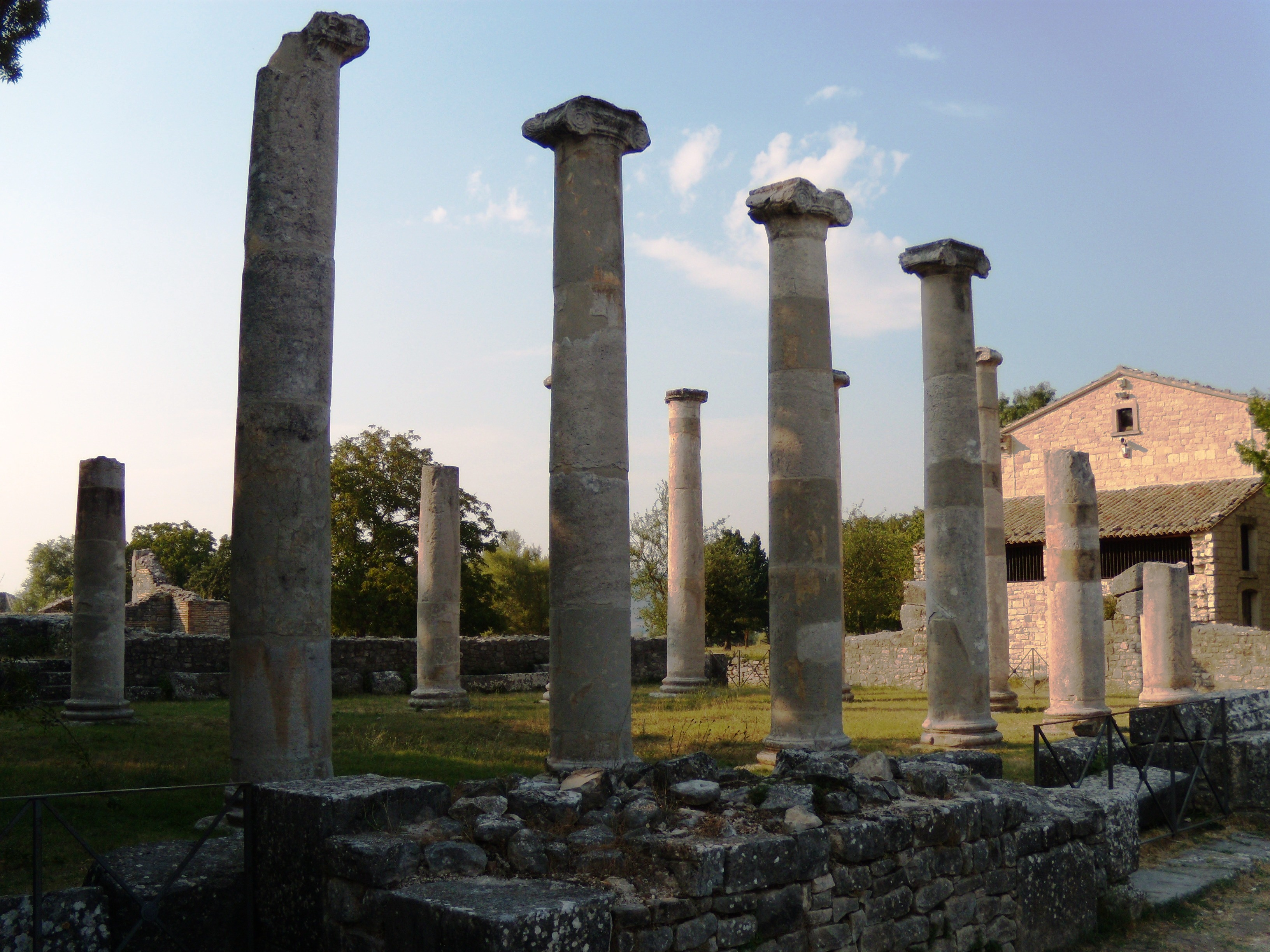
Colonne della basilica del municipio romano di Saepinum

Benché il Molise sia da sempre la regione italiana con il più basso numero di visitatori e con la percentuale più bassa di turismo, questo ha incominciato a incrementarsi nei primi anni 2000. La regione possiede soprattutto vaste aree di verde incontaminato, nonché pianure, montagne e 35 km di costa. Il turismo marittimo risulta molto importante ed è concentrato su Termoli e Campomarino, mentre il turismo di montagna riguarda specialmente l'attività sciistica presso Campitello Matese e Capracotta. Il turismo artistico e culturale riguarda le principali città di Campobasso, Isernia, Venafro ma molto visitato, specialmente dai turisti che viaggiano verso la Puglia, è il borgo medievale di Termoli, frequente meta di visite per il Duomo e il Castello Svevo.
Campobasso è famosa per essere una cosiddetta "città giardino", durante il risanamento di Gioacchino Murat, e per il borgo medievale con chiese storiche del romanico e con il Castello Monforte.
Isernia è conosciuta per la Cattedrale, per la pregevole Fontana Fraterna, e per il sito archeologico Isernia La Pineta, datato 700.000 anni dal presente, una delle testimonianze più antiche della presenza di individui del genere Homo in Italia.
Venafro è città d'arte e di testimonianze storiche di ogni epoca conservando numerosi monumenti e reperti di epoca romana quali il teatro, l'odeon, l'anfiteatro, l'acquedotto augusteo e resti di ville romane. È conosciuta anche con l'appellativo di "Città delle 33 chiese" grazie al numero cospicuo di edifici di culto presenti nel suo centro storico. Non meno numerosi sono i palazzi signorili, le fortificazioni militari (castello Pandone, Torricella, mura urbane e antiche porte urbiche).
Larino è nota come "la piccola Roma", poiché custodisce l'Anfiteatro Romano, il Foro, le Terme e altri luoghi di interesse come i mosaici della Lupa, del Polpo, del Kantharos, del Leone.
Altri piccoli centri di interesse sono soprattutto Agnone, la cosiddetta "Atene del Molise", per la presenza della storica fabbrica di campane della Fonderia Pontificia Marinelli e per la Ndocciata, evento dedicato al fuoco che richiama molti visitatori; Frosolone, capitale meridionale della lavorazione artigiana di forbici e coltelli, tradizione con radici medievali nella lavorazione delle spade; Bojano (con il borgo medievale di Civita Superiore), Venafro (con il borgo rinascimentale in stile napoletano), Guglionesi, Pietrabbondante (resti archeologici), Pescolanciano, Sepino (con la famosa area archeologica romana di Altilia) e Capracotta. Del turismo artistico sono state riscoperte le testimonianze delle storiche abbazie di San Vincenzo al Volturno (Rocchetta a Volturno) e Santa Maria del Canneto (Roccavivara), testimonianza del romanico molisano, come anche la chiesa di Santa Maria Maggiore di Guglionesi e quelle di San Giorgio di Campobasso e Petrella Tifernina.
Il territorio è anche molto ricco di castelli e borghi fortificati, come Bagnoli del Trigno, Civitacampomarano, Agnone, Torella del Sannio, Lupara e Sant'Elia a Pianisi. Alcuni castelli come Castropignano e Civitacampomarano hanno conservato la forma originaria del XIII secolo circa, mentre molti altri sono stati trasformati in residenze signorili dai nobili napoletani, come il castello Pandone di Venafro, il castello D'Alessandro di Pescolanciano o il castello De Capoa di Gambatesa.
Per ultimo, il Molise ha riscoperto il suo passato pre-romano, con varie campagne di scavi presso il territorio dell'antico Sannio, scoprendo vari villaggi e fortificazioni dei popoli Sanniti Pentri. Così sono rappresentativi il villaggio di Saepinum a Sepino e l'area sacra del Teatro di Bovianum Vetus a Pietrabbondante.

## Infrastrutture e trasporti
Il sistema di viabilità principale del Molise è concentrato sulle Strade Statali e sulle Ferrovie, con unico sistema di trasporto marittimo presso il porto di Termoli e qualche km di autostrada in corrispondenza di Termoli.

### Autostrada
- Autostrada Adriatica

Importante infrastruttura di collegamento sull'asse Nord-Sud dell'Italia.

### Strade
- Strada statale 16 Adriatica
- Strada statale 17 dell'Appennino Abruzzese ed Appulo-Sannitico
- Strada statale 85 Venafrana
- Strada statale 87 Sannitica
- Strada statale 157 della Valle del Biferno
- Strada statale 212 della Val Fortore
- Strada statale 627 della Vandra
- Strada statale 645 Fondo Valle del Tappino
- Strada statale 647 Fondo Valle del Biferno
- Strada statale 650 di Fondo Valle Trigno
- Strada statale 652 di Fondo Valle Sangro
- Strada statale 709 Tangenziale di Termoli
- Strada statale 710 Tangenziale Est di Campobasso
- Strada statale 711 Tangenziale Ovest di Campobasso
- Strada statale 751 Fondo Valle del Rivolo

L'unica autostrada che attraversa la regione è l'A14, che lambisce Termoli e i paesi costieri.
Le principali strade statali sono innanzitutto la Statale 16 Adriatica che scorre dal confine con l'Abruzzo a Marina di Montenero, attraversando i comuni di Petacciato, Termoli e Campomarino, per giungere poi in Puglia. Altra strada molto importante è la SS17 che porta da Antrodoco a Foggia passando per l'Appennino. La Statale 85 Venafrana, che da Isernia attraversa i centri di Pescolanciano e Carovilli, l'87 Sannitica che da Napoli porta a Termoli passando per Vinchiaturo e Larino e la 650 Fondo Valle Trigno, che da San Salvo lambisce la valle del fiume Trigno passando per Bagnoli del Trigno, Pietrabbondante e Sessano del Molise.

### Ferrovie

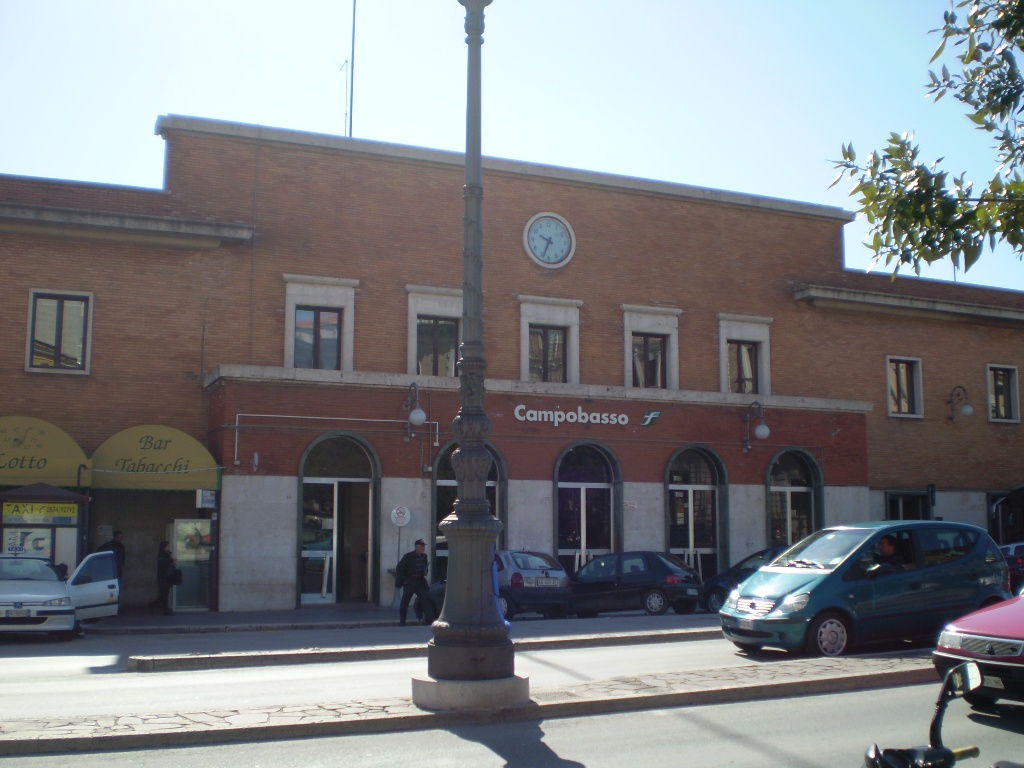
Stazione ferroviaria di Campobasso

L'infrastruttura ferroviaria del Molise si articola nelle seguenti linee: 
- ferrovia Adriatica, Attiva
- ferrovia Benevento-Campobasso, Dismessa nel 2012
- ferrovia Termoli-Campobasso, chiusa per frana nel 2022
- ferrovia Isernia-Campobasso, chiusa per lavori di elettrificazione dal 2018
- ferrovia Isernia-Venafro (con diramazioni per Rocca d'Evandro e Vairano), attiva

## Istruzione

### Università
- Università degli Studi del Molise, fondata nel 1982, ha sede a Campobasso e sedi periferiche a Termoli (CB) e Pesche (IS).
- Università degli Studi di Roma "La Sapienza", presente sul territorio regionale con il Polo Didattico del Molise, che eroga corsi di laurea nelle professioni sanitarie presso le principali strutture sanitarie della regione.
- Università Cattolica del Sacro Cuore, presente con il presidio ospedaliero specialistico Gemelli Molise a Campobasso.

### Alta Formazione Artistica, Musicale e Coreutica
- Conservatorio Lorenzo Perosi, Campobasso.

### Scuole militari
- Arma dei Carabinieri
  - Scuola allievi carabinieri "Eugenio Frate", Campobasso.
- Polizia di Stato
  - Scuola allievi agenti "Giulio Rivera", Campobasso.

## Sanità
Il sistema sanitario regionale è gestito dall'ASREM (Azienda Sanitaria Regionale del Molise), che è presente nel territorio con sette distretti socio-sanitari (Campobasso, Isernia, Termoli, Larino, Venafro, Bojano-Riccia, Agnone) e sei presidi ospedalieri:
- Ospedale "Antonio Cardarelli", Campobasso
- Ospedale "Ferdinando Veneziale", Isernia
- Ospedale "San Timoteo", Termoli (CB)
- Ospedale di comunità "Giuseppe Vietri", Larino (CB)
- Ospedale di comunità "San Francesco Caracciolo", Agnone (IS)
- Ospedale di comunità "Santissimo Rosario", Venafro (IS)

Sono presenti inoltre in ambito specialistico il Responsible Research Hospital di Campobasso, già sede distaccata della facoltà di medicina e chirurgia dell'Università Cattolica del Sacro Cuore, e l'Istituto di Ricovero e Cura a Carattere Scientifico "Neuromed" di Pozzilli (IS).
Si affiancano a queste altre strutture, sia private sia convenzionate con l'azienda sanitaria regionale.

## Cultura

### Arte

#### Epoca romana

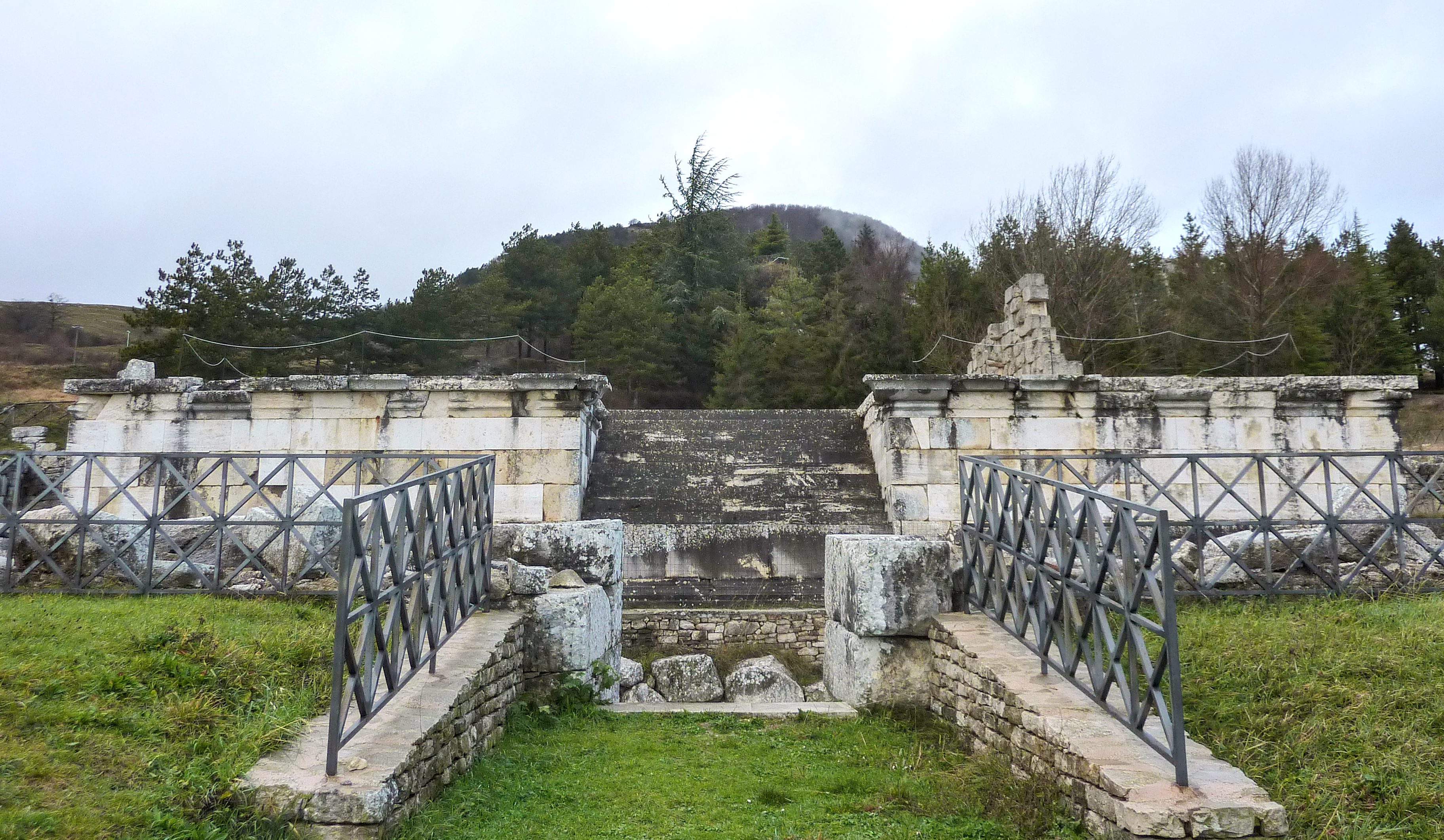
Tempio sannita di Pietrabbondante

La caratteristica principale che distingue e universalizza l'arte molisana è l'architettura: infatti dell'epoca della prima colonizzazione italica dei Sanniti Pentri, si conservano fortificazioni a mura ciclopiche, che servivano a delimitare i territori e le aree sacre attorno ai villaggi, salvo poi divenire punti di guardia e di controllo durante gli scontri con Roma dal IV secolo al I secolo a.C. Gli esempi migliori di muraglie, lunghe anche chilometri poste lungo le dorsali montuose, composte da pietre ciclopiche, sono quelli di Duronia, Baranello, Monte Acero, Venafro, Monte della Civita Superiore di Bojano, Pietrabbondante e Altilia di Sepino.
In seguito alla colonizzazione romana, gran parte del patrimonio architettonico italico è andato irrimediabilmente modificato secondo gli accomodamenti dell'Urbe: le città principali di Venafrum, Bovianum, Aesernia, Saepinum, Bovianum Vetus (Pietrabbondante), Larinum si dotarono di strutture nuove come i fori, i templi della Triade Capitolina, le strade a cardi e decumani, i sepolcri monumentali, e soprattutto i complessi termali e gli anfiteatri, i cui esempi migliori si trovano nei siti archeologici di Larino, Venafro, Sepino e Pietrabbondante.

#### Epoca medievale

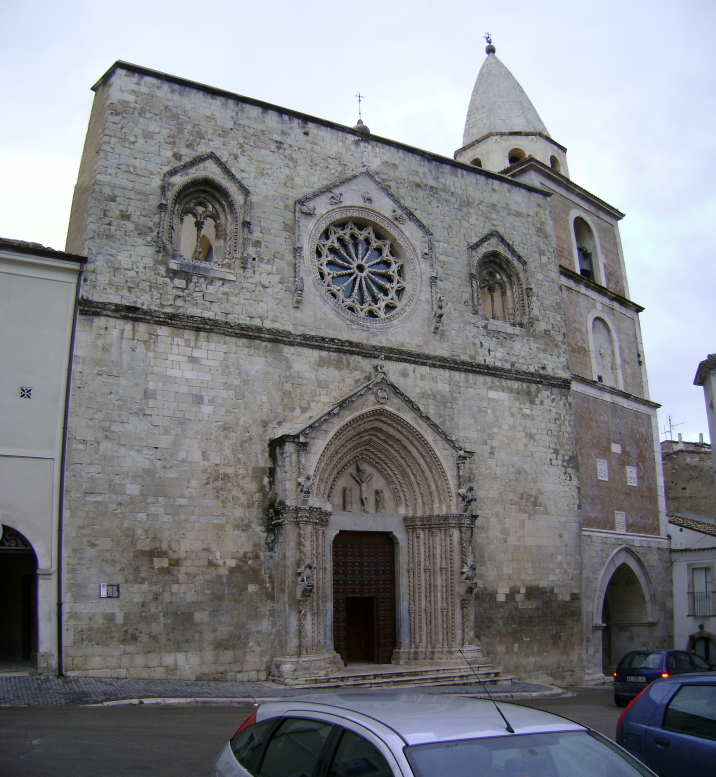
Duomo di Larino, prospetto

Allo sfaldamento dell'Impero Romano, la ricostruzione delle città riprese intorno al X-XII secolo, mentre già dall'epoca longobarda erano state erette nei punti strategici le torrette di vedetta, che poi diventeranno veri e propri castelli fortificati. Al periodo longobardo-franco (VIII-IX secolo) risale l'edificazione dell'importante cenobio dell'abbazia di San Vincenzo al Volturno, che insieme ai monasteri di Cassino e Farfa possedeva gran parte delle terre del centro-sud Italia sino all'Adriatico. Il monastero si presenta alquanto manomesso, privato del complesso di San Vincenzo Maggiore (poi diventato sito archeologico), con in piedi soltanto l'Abbazia Nuova del XIII secolo. La "cripta di Epifanio vescovo" rappresenta il primi importante ciclo pittorico di affreschi della regione, risalente al IX secolo, con le raffigurazioni del martirio di San Lorenzo, della gloria di Epifanio, e della Crocifissione.
Sempre al periodo longobardo risale la costruzione della fortezza di Civita Superiore di Bojano, di Tufara, di Roccamandolfi e di Campobasso (il fortilizio sopra cui nel XV secolo verrà costruito il castello Monforte).
Nel periodo normanno (XII-XIII secolo) furono costruiti altrettanti castelli nella regione, come Castello D'Alessandro di Pescolanciano, il castello angioino di Vastogirardi, il castello normanno di Torella del Sannio (XIII secolo), a pianta trapezoidale con tre torri circolari, il castello di Castropignano, posto in cima al promontorio roccioso che sovrasta il paese e la Valle del Biferno; e poi ancora il Castello Pignatelli di Monteroduni (si presenta nel rifacimento in dimora gentilizia del XV-XVI secolo), quello di Cercemaggiore (in seguito palazzo baronale). Di quest'epoca, abbastanza conservatosi nello stile originario, è il Castello Svevo di Termoli edificato da Federico II nel 1247, insieme alla cinta muraria del borgo vecchio attorno al Duomo. Nell'epoca angioina, vennero eretto i castelli di Colletorto (mirabile è la torre merlata), Civitacampomarano, Venafro (che verrà trasformata nel XV-XVI secolo nel Castello Pandone), Cerro al Volturno, e Riccia (di cui rimane la torre cilindrica).
Dal punto di vista religioso, dal X al XIV secolo i maggiori templi cristiani d'interesse romanico e gotico (malgrado delle manomissioni barocche e neoclassiche negli interni), sono il Duomo di Larino con la mirabile facciata gotica di Francesco Petrini (1319), una delle più rappresentative del gotico molisano, il Duomo di Termoli in stile romanico pugliese, la chiesa di San Giorgio e quella di San Leonardo a Campobasso, poste ai piedi del castello, la chiesa madre di San Giorgio di Petrella Tifernina (1165), e i complessi abbazia di Santa Maria di Canneto a Roccavivara (a guardia della sponda sinistra del Trigno) e di Santa Maria della Strada presso Matrice (CB). Si presume che quest'ultima chiesa fosse stata eretta sopra un tempio romano, con la facciata a salienti decorata con pseudo protiro e due lunette laterali, rosone centrale a raggi, e bassorilievi a motivi animali. Il monumento funebre interno è del XIV secolo, ricavato nella navata sinistra.
La chiesa santuario di Santa Maria di Canneto invece risale al IX secolo, con facciata a spioventi in pietra liscia, col portale romanico e il rosone. L'interno a tre navate absidate ha copertura a capriate, colonne romane provenienti da un tempio, e un pregevole pulpito scolpito in pietra nel 1223, della scuola abruzzese del maestro Ruggero di Guardiagrele (l'autore dei pulpiti di San Clemente a Casauria, Santa Maria in Valle Porclaneta, San Paolo di Peltuino e San Pelino); tale pulpito mostra un parapetto ornato da sette archi, con figure di monaci, la scena dell'Ultima Cena, scolpita su paliotto d'altare.
Dell'epoca gotica (XIV-XV sec) si hanno gli esempi della già citata Cattedrale di Larino, del Duomo di Venafro (anche se si tratta di un rifacimento degli anni '60 eliminando le coperture barocche), e delle chiese parrocchiale di San Silvestro a Montefalcone nel Sannio, l'abbazia di Santa Maria di Faifoli a Montagano, della chiesa di Sant'Erasmo e di Santa Maria del Parco a Bojano (in parte gotica è anche la facciata del Duomo di San Bartolomeo, anche se subì varie distruzioni, in particolare nel 1805 e nel 1943), la chiesa di Sant'Emidio ad Agnone con mirabile portale a ghimberga dello stile dei portali abruzzesi di Vasto, e della parrocchia dei Santi Pietro e Paolo a Tufara (CB).

#### Rinascimento e barocco
In coincidenza con l'umanesimo, nei primi anni del Quattrocento, nel Molise entrò il rinascimento, favorito anche nel campo architettonico dalla necessità di ricostruire alcuni borghi e città distrutte dal terremoto del 1456, come Campobasso soprattutto. Tale terremoto tuttavia distrusse anche opere rinascimentali che erano state già completate, sicché di questo periodo artistico nella regione si contano pochi esemplari, danneggiati irreparabilmente anche dal terremoto del 1805. Timidi esempi di costruzioni rinascimentali si hanno soprattutto nei palazzi signorili di Agnone, nella chiesa di Sant'Antonio abate di Campobasso, e nella chiesa di Santa Maria delle Grazie a Riccia (CB). Fu costruita nel '500, con la facciata decorata da due grandi paraste, portale rettangolare centrale, e in alto la trabeazione formata da architrave, fregio e cornice. Il rifacimento della chiesa madre di San Marco ad Agnone comportò la realizzazione di un portale in stile veneziano, per la presenza di numerose maestranze in loco; a Gildone nella chiesa di Sant'Antonio venne realizzato un dipinto di scuola umbra della Madonna col Bambino tra angeli e santi.

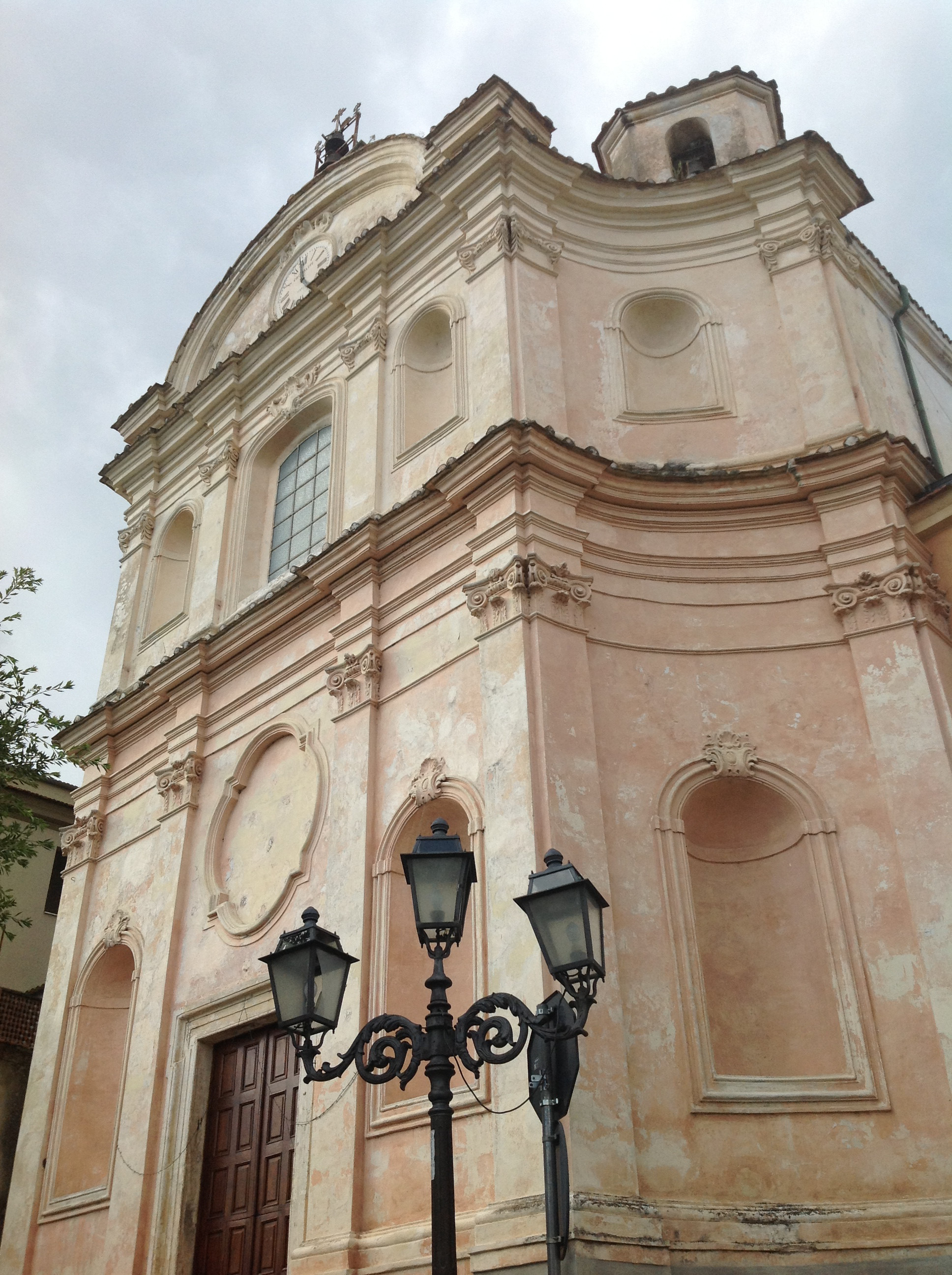
Chiesa del Purgatorio a Venafro

L'epoca rinascimentale in Molise, per quel che rimane, costituisce il fiorire dei palazzi signorili, ricavati per lo più dei castelli medievali. Ne sono testimonianza il Palazzo Santangelo, Nuonno, D'Onofrio, e Apollonio presso Agnone; il palazzo vescovile di Antonio Attilio a Sepino, il Palazzo Carafa di Jelsi, il palazzo marchesale di Fornelli, il palazzo baronale ricavato dal castello ducale di Macchia d'Isernia e quelli di San Martino in Pensilis. In dimore principesche furono trasformati anche i castelli di Ferrazzano, Riccia, Pescolanciano, Carpinone, Bagnoli del Trigno, Monteroduni, Venafro. Per quanto riguarda l'arte sacra, si ricorda innanzitutto la Dormitio Virginis, pittura su tavola presso la chiesa di Santa Maria Assunta di Riccia; l'altare in pietra del 1543 e il fonte battesimale del 1580, situate nella chiesa madre di Lucito (CB); la copia della Sacra Sindone presso la Collegiata di Santa Maria Assunta a Ripalimosani, con la torre campanaria alla cuspide cipollinea del 1532, coeva di altre torri campanarie presenti nel territorio, che hanno affinità soprattutto con i due campanili di Venafro, delle chiese dell'Annunziata e del Cristo Re.
Di questo periodo sono anche la croce in pietra di Castelbottaccio di Antonio De Cristofaro (1550), e quella di San Giovanni in Galdo; nella Cattedrale di Larino sono stati realizzati pannelli lignei dell'Ultima Cena e il "Trasporto di San Pardo a Larino"; nella chiesa madre di Macchia Valfortore si trovano dipinti pregevoli di Antonio Solario, detto "lo Zingaro", opere di lui sono conservate anche a Casacalenda.
Il tardo Rinascimento molisano è caratterizzato dalla figura di Fabrizio Santafede, che realizzò la Natività per la chiesa madre di Casacalenda, mentre la Vergine del Rosario, che era custodita a Lucito, è nel Museo Nazionale d'Abruzzo a L'Aquila; dipinti del XV-XVI secolo di vari autori, alcuni ignoti, si trovano presso l'episcopio e nel Santuario dei Santi Cosma e Damiano a Isernia, e nelle chiese madri di Pesche, Guglionesi, Agnone, e Cerro al Volturno. A Campobasso, presso il Palazzo Magno, si trova una tela del 1592 ritraente Pace tra i Crociati e i Trinitari; affreschi di scuola benedettina si trovano nella chiesa di Santa Maria delle Grotte presso un romitorio nel territorio comunale di Rocchetta a Volturno (IS), così come pitture presso la cripta di San Casto nel Duomo di Trivento (XIV secolo).
Nell'epoca di transizione dal rinascimentale al barocco, l'artista più famoso fu Antonio Solario di Chieti (secondo altri di Civita d'Antino), detto "lo Zingaro". Di origini venete, si ispirò alle tele di Vittore Carpaccio, tra le sue opere ci sono il dipinto della chiesa madre di Casacalenda, ritraente la morte di San Giuseppe; a Montorio nei Frentani nella chiesa di Santa Maria Assunta realizzò l'Assunzione, a Rotello nella chiesa di San Nicola realizzò la Deposizione.
La matrice di fondo della pittura molisana barocca è data dalla scuola di Napoli, Paolo Gmaba fu amico del Solimena, cui si attribuiscono Caduta degli Angeli nella chiesa parrocchiale di Ripabottoni, la tela dell'Immacolata nella Cattedrale di Larino, e Cacciata dei mercanti dal Tempio nel convento di San Francesco, sempre nella stessa città, e La Pietà nella chiesa di San Martino a Castelpetroso. Paolo Gamba (1712-82), molisano di Ripabottoni, realizzò numerosi dipinti per la chiesa parrocchiale del paese natio, lavorando anche in Puglia e Abruzzo, e nel Lazio. Nella chiesa madre di Ripabottoni si conservano le tele della Madonna del Rosario - Maria SS. del Carmelo - San Rocco con gli angeli; altre sue opere sono a Fossalto, Sant'Elia a Pianisi, Colletorto, Agnone nella chiesa convento di San Francesco, poi a Casacalenda presso la chiesa di Santa Croce. Altro pittore molisano barocco fu Benedetto Brunetti di Oratino, che realizzò tele per la chiesa madre dell'Assunta, e per lo splendido oratorio del Carmine, interamente rivestito in legno intagliato e dorato, con tele.

#### Neoclassicismo ed eclettismo

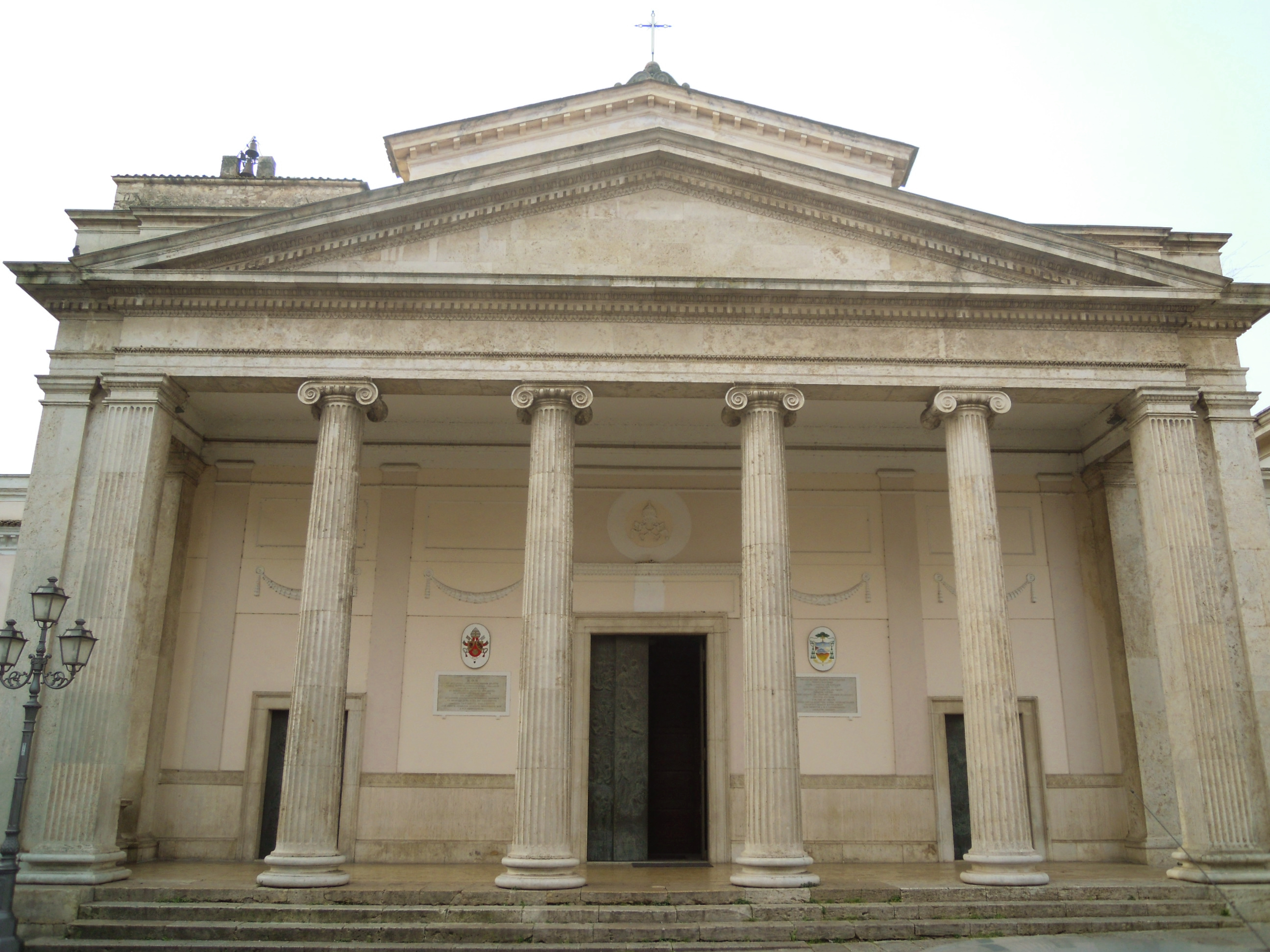
Prospetto della Cattedrale di Isernia

Il periodo neoclassico in Molise è caratterizzato prevalentemente dalla ricostruzione di mezza regione dopo il disastroso "terremoto di Sant'Agata" del luglio 1805, che colpì il Matese, tra Bojano e Benevento. Gli esempi migliori, quasi sempre chiese e palazzi signorili, è la facciata della Cattedrale di Isernia, rifatta da Berardino Musenga: la facciata si rifà alle costruzioni dei templi romani, con pronao ionico, tipico frontone triangolare, mentre l'interno mostra ancora caratteri tardo barocchi, con le tre navate divise da colonnato ionico. Musenga rifece anche la chiesa madre di San Michele a Baranello, anche Campobasso fu interessata da importanti lavori di rifacimento, in particolar modo la Cattedrale della Trinità, e le chiese di San Giovanni del Gelsi e del Sacro Cuore, mentre sorgevano il Palazzo del Convitto, il Palazzo San Giorgio sopra l'ex monastero dei Celestini, il Palazzo Magno, la Prefettura e la Banca di Napoli. Identica sorte di restauro neoclassico subirono il palazzo ducale di Larino, la chiesa di Santa Maria della Croce a Campobasso, e le parrocchiali di Filignano, Montaquila, Vinchiaturo e Trivento (il duomo venne quasi rifatto daccapo, eccettuala la cripta medievale, eretta sopra il tempio di Diana).
Dell'eclettismo molisano (liberty e neogotico), i migliori esempi sono la palazzina sul laghetto di Venafro, e la Basilica santuario di Maria Santissima Addolorata presso Castelpetroso, in puro stile neogotico, eretta nel 1890.

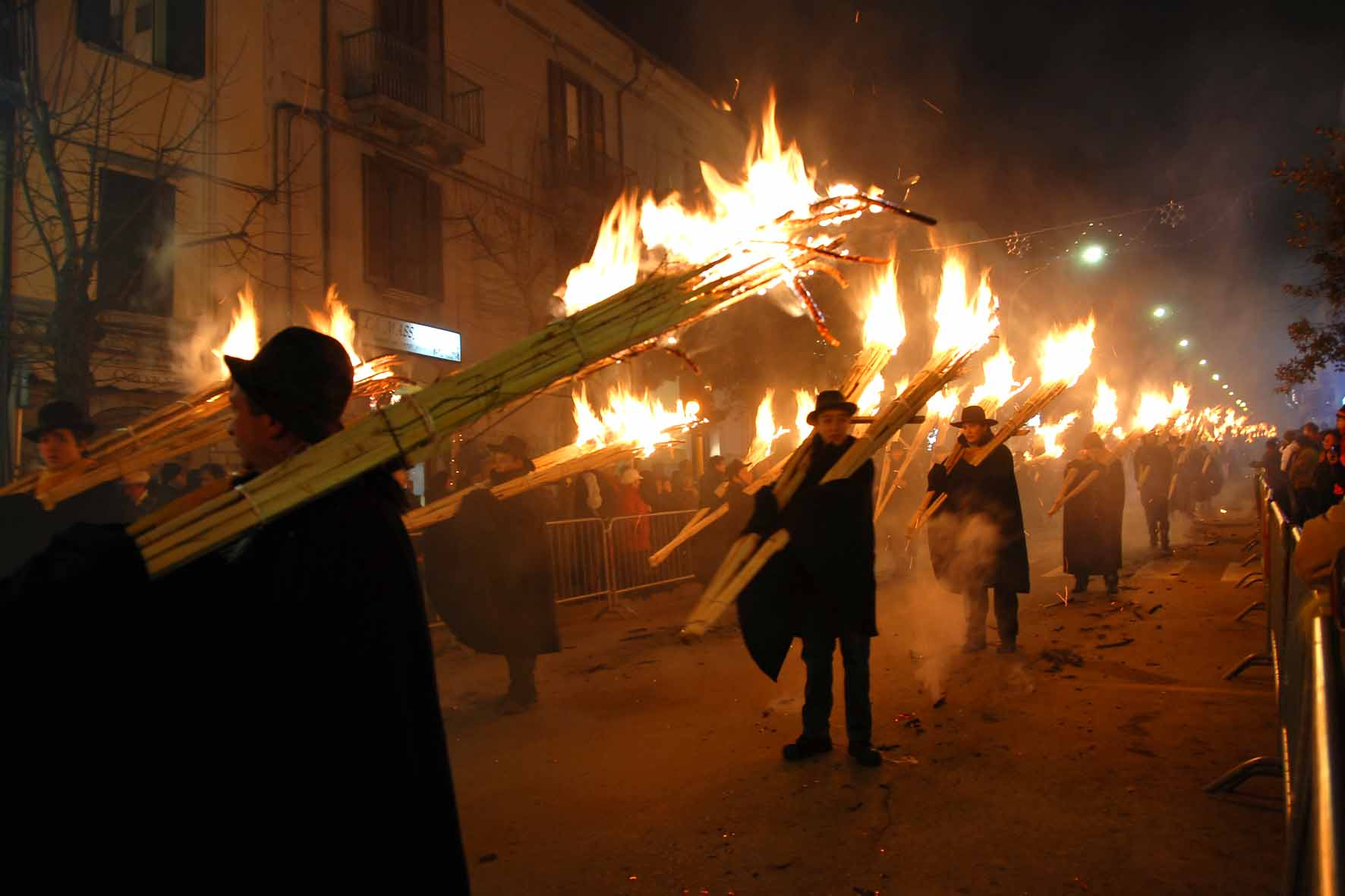
La tradizione della 'Ndocciata della notte della Vigilia di Natale ad Agnone (IS)

### Tradizioni e folclore
In Molise sono assai diffuse le tradizioni di carattere religioso quali le processioni, come quelle del venerdì santo di Campobasso e di Isernia con la sfilata degli incappucciati, il Festival dei Misteri di Campobasso, la regata di San Basso a Termoli (CB), la solenne processione di San Nicandro a Venafro (IS) caratterizzata dal canto dell'inno, la processione di Capracotta (IS) in onore della Madonna di Loreto ogni tre anni, la festa del grano in onore di Sant'Anna a Jelsi (CB), la festa in onore di Santa Cristina a Sepino (CB), la sfilata dei carri di San Pardo a Larino (CB), i carri di Sant'Antonio e l'ultimo sabato di aprile a Santa Croce di Magliano (CB), la festa e il fuoco di Sant'Antonio Abate il 17 gennaio a Palata (CB), Colli a Volturno (IS) e Colletorto (CB), la storica carrese del 30 aprile di San Leo i tradizionali altari di San Giuseppe e la festa di San Biagio a San Martino in Pensilis (CB) nel basso Molise, oltre al caratteristico "Volo dell'angelo" del 1 e 2 luglio a Vastogirardi (IS).

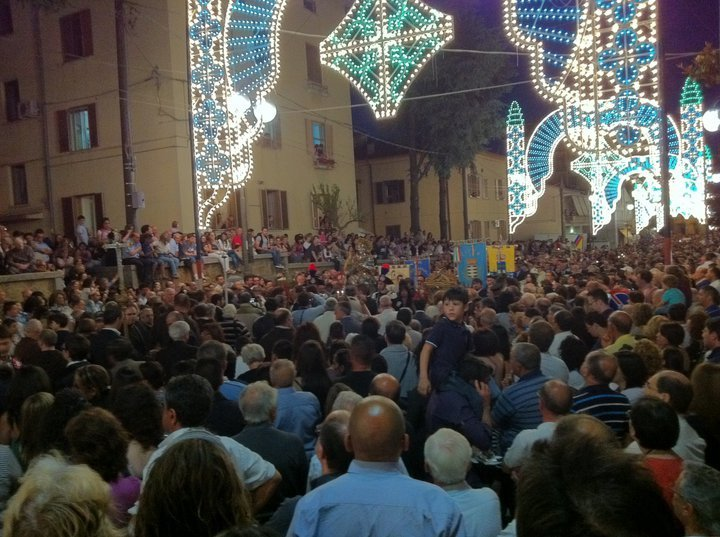
Processione di San Nicandro a Venafro

Dal punto di vista prettamente folcloristico si segnala il Festival della Zampogna di Scapoli (IS), l'Eddie Lang Jazz Festival che si svolge nella cornice del castello Pignatelli di Monteroduni (IS), il Macchia Blues a Macchia d'Isernia, la Pezzata a Capracotta (IS), la 'Ndocciata di Agnone (IS), il Bonefro Rock Festival, la tartufata a Miranda (IS), la festa dell'uva a Riccia (CB), la Via Dolorosa a Colli a Volturno (IS), "gl'Cierv'" a Castelnuovo al Volturno (IS) e Il ballo dell'orso di Jelsi (CB).

### Musica

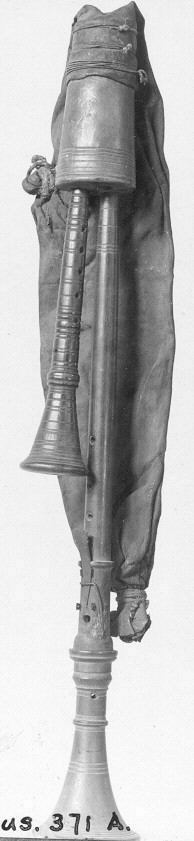
La zampogna, principale strumento musicale popolare del Molise

La musica in Molise ha ancora un'impronta generalmente popolare, basata sulla tradizione secolare della figura dello zampognaro. Gli zampognari in Molise sono particolarmente radicati nel centro di Scapoli (IS), dove esiste anche il Museo del Bufù e della Zampogna, insieme a botteghe artigianali dove si continua la tradizione della fabbricazione di questo strumento musicale. I canti popolari sono diffusi in tutta la regione, mescolati ai balli del saltarello tradizionale, ma anche con i canti delle minoranze slave presenti nella pianura costiera molisana di Ururi e Portocannone. Per questa tradizione nel 1954 Diego Carpitella e Alberto Mario Cirese hanno pubblicato un disco di registrazioni, affinché la tradizione orale della lingua arbereshe non vada perduta in regione.
Altra forma di canto popolare tipico del Molise e del basso Abruzzo è la "maitunata", ossia un gruppo di stornelli cantati per occasioni, completamente improvvisati, ma racchiusi in un preciso schema metrico e tematico. La maitunata è generalmente diffusa a Campobasso, Sepino e Tufara. La città di Campobasso è inoltre sede dell'orchestra sinfonica regionale e del conservatorio di musica "Lorenzo Perosi".

### Teatro
Le prime forme di tradizione teatrale molisana si hanno dai reperti archeologici rinvenuti a Larino, Pietrabbondante, Venafro e Sepino, quando dal I secolo a.C. i Romani costruirono i teatri e anfiteatri per spettacoli circensi e di tragedie classiche. Successivamente bisognerà aspettare il XVIII secolo, quando i teatri esistevano solamente presso le cappelle di alcuni palazzi nobiliari, il più antico dei quali il seicentesco teatrino del Castello Pandone di Venafro. Dall’Ottocento il teatro divenne d’uso mondano, e si formarono le prime compagnie teatrali locali, che misero in scena gli spettacoli in voga che si componevano nella Capitale. Tra i più grandi teatri del Molise si annovera il Teatro Savoia di Campobasso, seguito dal piccolo Teatro del Loto di Ferrazzano (uno dei più piccoli d’Italia), e dal Teatro Italo-Argentino di Agnone, costruito nel primo ‘900 lungo il corso principale.
La compagnia teatrale principale molisana è il “Teatro Stabile del Molise”.
Qui sono riportati i Teatri del Molise:
Provincia di Campobasso
- Teatro Savoia di Campobasso
- Teatro Lumiere di Termoli
- Teatro Risorgimento di Larino
- Teatro comunale di Bojano
- Teatro del Loto di Ferrazzano
- Teatro K di Casacalenda

Provincia di Isernia
- Auditorium X settembre 1943 di Isernia
- Teatro Italo-Argentino di Agnone
- Teatro comunale di Colli a Volturno

### Letteratura
Non si attesta la presenza di scrittori e poeti molisani nell'epoca del dominio Sannita dei Pentri; tuttavia il territorio allora detto "Samnium" compare nelle opere dei principali storiografi romani Tito Livio, Plinio il Vecchio, Tacito soprattutto per la parte storica riguardante le "guerre sannitiche". Anche i greci naturalizzati romani Diodoro Siculo, Strabone, Claudio Tolomeo, Polibio fecero alcuni riferimenti, principalmente a carattere etno-antropologico, sul Molise nello specifico citando nelle loro opere la città di Venafro esaltandone il clima mite e salubre, l'eccellente olio e la produzione di materiali edilizi.

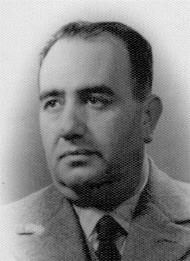
Francesco Jovine

Nell'epoca medievale la letteratura in Molise assume la connotazione dei canti e dei laudari composti da preti, e da documenti notarili. Nel campo della storiografia, l'esempio più importante del XII secolo è il Chronicon Vulturnense di un tal monaco Giovanni, riguardante la storia dell'abbazia di San Vincenzo al Volturno dalla fondazione carolina (IX secolo) sino all'XI, permettendo così un'importante ricostruzione anche dal punto di vista archeologico delle vicende del cenobio, uno dei principali dell'Italia meridionale sino al XV secolo. Nel Medioevo pieno si hanno poche testimonianze cronachistiche sul Molise, principalmente si tratta di regesti e privilegi redatti da notai e protonotai, che verranno raccolti per le opere storiografiche del XVII-XVIII secolo.
Tra questi storici moderni il più illustre è Domenico La Porta, che ha scritto Historia della Contea di Molise, pubblicato 2015, mentre il cardinale Anton Ludovico Antinori negli Annali degli Abruzzi (1771) menzionò il Molise in base ad alcuni fatti storici accaduti nel Medioevo, legati all'Abruzzo. Poi viene Raffaello Genari con la sua Historia della Città e Regno di Napoli (1750), dove si fa menzione in alcuni capitoli anche di zone della provincia di Terra di Lavoro, che oggi si trovano in Molise.
Dal punto di vista della ricerca letteraria, i poeti e i romanzieri più famosi del Molise sono stati Francesco Jovine, noto nel panorama nazionale per il libro Le terre del Sacramento, Benito Jacovitti per aver creato il fumetto di Cocco Bill, poi Laura Vitone (poetessa crepuscolare ottocentesca), Giuseppe Jovine e Vincenzo Rossi, poeti decadentisti, e infine Nicola Iacobacci, che nelle sue poesie recupera i miti e le tradizioni molisane, alternando l'ambientazione di città-campagna. Nell'ambito della letteratura dialettale si ricordano Giuseppe Altobello detto "Minghe Cunzulette", Michele Cima, Domenico Sassi ed Eugenio Cirese.

### Cinema
- Due mogli sono troppe di Mario Camerini (1950), girato quasi interamente a Colli a Volturno.[40]
- La legge è legge di Christian-Jaque (1958), girato interamente a Venafro.[41]
- ...continuavano a chiamarlo Trinità di E.B. Clucher (1971), con alcune scene girate a Venafro.
- Il prefetto di ferro di Pasquale Squitieri (1977), con alcune scene girate a Colli a Volturno.[42]
- I magi randagi di Sergio Citti (1996), con alcune scene girate a Rocchetta a Volturno, Sesto Campano e Venafro.[43]
- Non ti muovere di Sergio Castellitto (2004), con alcune scene girate a Bojano, Oratino e Sepino.[44]
- Il sole dei cattivi, di Paolo Consorti (2013), con alcune scene girate a Larino.[45]
- Sole a catinelle di Gennaro Nunziante (2013), con alcune scene girate a Petrella Tifernina, Sepino, Casacalenda, Limosano e Provvidenti.[46]
- Il viaggio di Alfredo Arciero (2017), girato sulla tratta ferroviaria Carpinone - Sulmona e in diverse località molisane come Campobasso, Isernia, Ripalimosani, Limosano, Sepino, San Pietro Avellana, Vinchiaturo e Bagnoli del Trigno.

## Monumenti e luoghi d'interesse

### Città d'arte

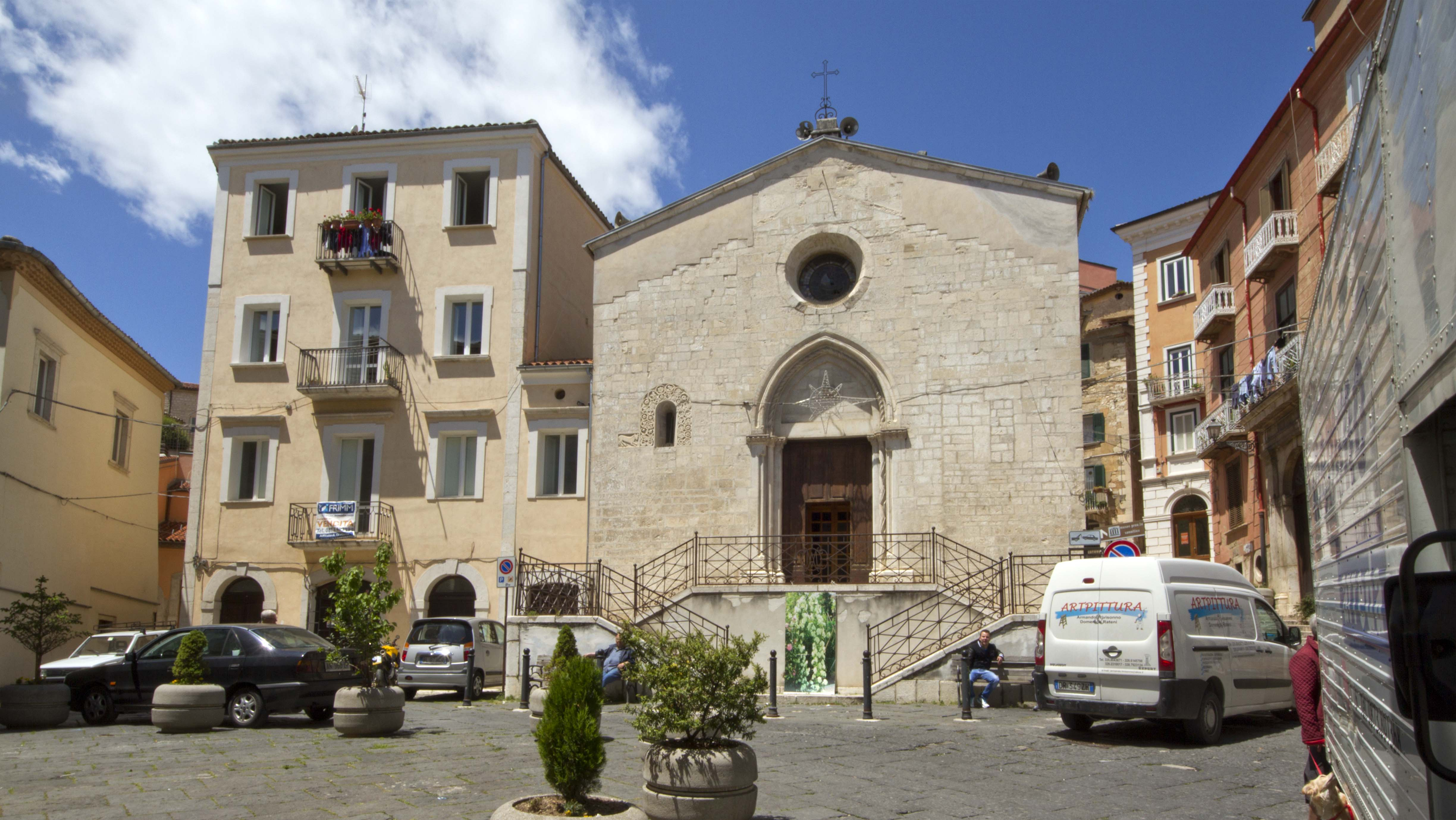
Campobasso, Piazza San Leonardo

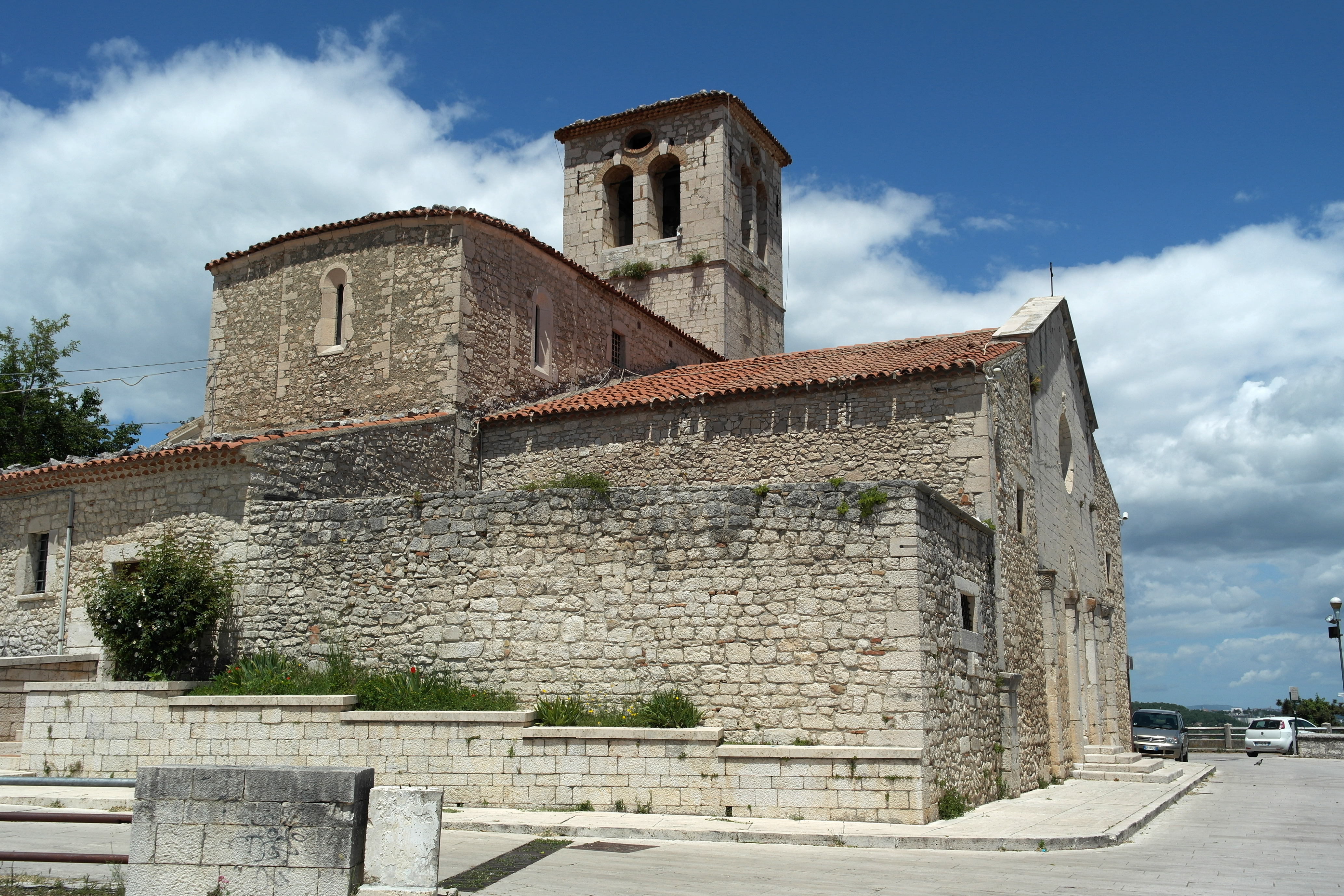
La chiesa di San Giorgio

- Campobasso: città di origini sannite, si sviluppò in epoca romana e fu ricostruita dai Normanni che edificarono il castello sopra una torre di guardia, in cima al monte che sovrasta l'abitato storico. Campobasso ebbe pieno sviluppo nel Medioevo dal XIII secolo in poi, e venne ricostruita con un'ampia cinta fortificata voluta da Nicola Monforte dopo il disastroso terremoto del 1456, il quale riedificò anche l'attuale Castello Monforte a guardia della cittadella. Il centro di Campobasso si divide in due nuclei storici: quello medievale che si arrampica sul monte del castello, e il nuovo centro di Gioacchino Murat fatto costruire dopo il 1805, alle porte del paese vecchio, dove si trovano la centralissima Piazza Pepe, la Piazza e il Corso Vittorio Emanuele e il corso Mazzini.
In cima alla montagnola si erge il quattrocentesco castello con il santuario della Madonna del Monte (o Santa Maria Maggiore, frequentata anche da Padre Pio), e dalla fortezza partiva la cinta muraria che abbracciava tutto il nucleo medievale, demolita dal sisma del 1805 e inglobata nelle case, dove è ancora è possibile vedere alcune porte di ingresso allineate con le torri (Porta Sant'Antonio a ovest, Porta San Nicola a sud-ovest, Porta Mancina a sud-est e Porta San Paolo a est). Dopo il terremoto del 1456 il centro nevralgico della vita cittadina è divenuta la piazzetta con la chiesa di San Leonardo, a differenza della parte di sopra con la chiesa di San Bartolomeo e l'ancora più periferica chiesa romanica di San Giorgio, usata come sepolcro dei cittadini e delle famiglie illustri. Diversi sono i palazzi rinascimentali e settecenteschi, come il Palazzo Japoce, il Palazzo Angioino, il Palazzo Mazzarotta sede del museo sannitico di Campobasso. Scendendo sempre più in basso si trovano il Teatro Savoia accanto l'ottocentesca Cattedrale della Santissima Trinità e il Palazzo Magno. In Piazza Vittorio Emanuele si trovano diversi edifici progettati insieme ai principali decumani della città a scacchiera, come il Palazzo San Giorgio (comune, ricavato dall'ex monastero dei Celestini), il Palazzo della Banca d'Italia, il Banco di Napoli e il Convitto Nazionale "Mario Pagano".

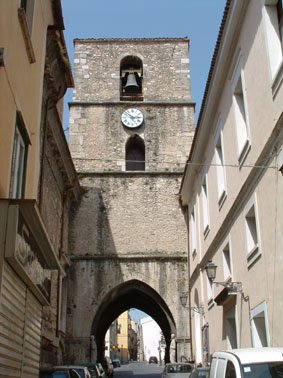
Isernia, scorcio dell'arco San Pietro

- Isernia: città antica, risorse nel Medioevo divenendo una delle città più importanti molisane. Il nucleo antico, benché non più racchiuso tra le mura, presenta ancora le caratteristiche originali, malgrado i bombardamenti del 1943 che distrussero il rione dell'attuale Piazza Celestino, dove si trovava la presunta casa natale di Pietro da Morrone, accanto alla medievale Fontana Fraterna. Il borgo si sviluppa a ellisse, delimitato al centro dal corso Marcelli che sbocca in piazza della Cattedrale di San Pietro, in stile barocco-neoclassico, dove si affacciano le facciate della chiesa di Santa Chiara, dell'ex convento di San Francesco, del Palazzo d'Avalos e dell'ex Complesso di Santa Maria delle Monache.
Il centro nuovo si è sviluppato a nord intorno a Piazza Tedeschi, dove si trovano il parco delle Rimembranze, il complesso del Sacro Cuore e i principali palazzi degli uffici amministrativi.
Nei pressi del centro si trovano anche l'eremo dei Santi Cosma e Damiano e il parco archeologico di "Isernia La Pineta".Castello Pandone (veduta laterale)

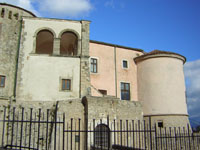
Castello Pandone (veduta laterale)

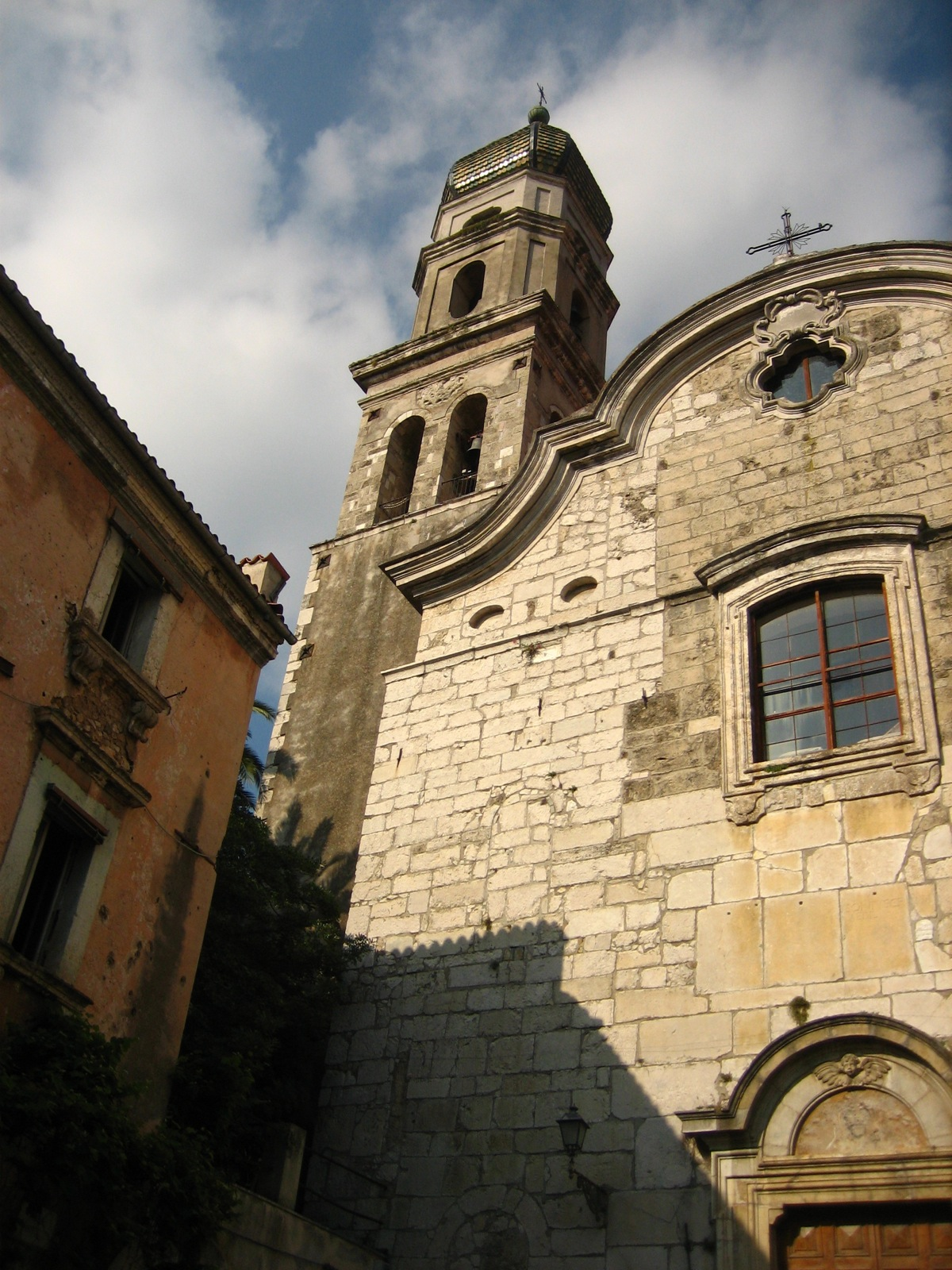
Chiesa dell'Annunziata (Venafro)

- Venafro (IS): è una delle città più antiche del Molise, posta in un punto fondamentale di comunicazione con Caserta, Napoli e Roma. Fu città dei Sanniti, come dimostrano i ritrovamenti presso il monte Santa Croce (la Rocca Saturno) effettuati nel 2002 dall'archeologo locale Franco Valente. Quando nel I secolo a.C. fu conquista dai romani, Venafro cambiò completamente aspetto ed è possibile rintracciare alcuni manufatti antichi conservatisi, come l'anfiteatro romano che sorgeva fuori dal perimetro murario e il teatro presso il Castello Pandone, le terme, le ville signorili e le testimonianze conservate nel Museo Archeologico Nazionale di Santa Chiara. Anche la pianta della città è frutto della ricostruzione romana, con il nuovo sistema viario formato da cardi e decumani (via Plebiscito, Via Cavour, via Porta Guglielmo, Corso, Garibaldi, Via Amico da Venafro, Via Duomo, Via del Carmine, via Mura Ciclopiche, Largo Torre del Mercato).
Fu costruito anche un acquedotto romano, che prelevava le acque dalla sorgente del Volturno, distribuendola non solo alle ville, ma anche ai lotti della centuriazione. L'acquedotto di Venafro è in opera cementizia, con pareti interne ricoperte da intonaco levigato, avente larghezza di 65 cm per altezza di 160 cm.
Dopo il dominio romano, Venafro fu conquistata dai Longobardi, che edificarono la primitiva Cattedrale presso il colle Sant'Angelo, insieme a una torre di vedetta denominata "Torricella". Nei secoli successivi Venafro godette sempre dei benefici dei signori che si succedevano al potere, tra cui i napoletani Pandone, che riedificarono l'imponente castello che sovrasta la cittadella. 
Il centro storico ha un aspetto stilistico settecentesco, con mirabili esempi del barocco napoletano evidenti sia nelle strutture palaziali che nelle chiese, delle quali la chiesa dell'Annunziata risulta essere, insieme alla chiesa del Gesù, l'esempio più riuscito. In posizione decentrata si trova la Cattedrale di Santa Maria Assunta, di origini romaniche, ristrutturata nel Settecento in stile barocco, e ripristinata con interventi massicci negli anni '60 nell'ipotetico stile medievale. Nei dintorni sorgono altre costruzioni di rilievo, come la Basilica e il Convento di San Nicandro, la chiesa di San Francesco, la chiesa di Sant'Agostino, la chiesa del Carmine e numerose altre chiese, Palazzo Caracciolo conosciuto popolarmente con il nome di "Torre del Mercato", il Cimitero Militare Francese, la Palazzina Liberty.

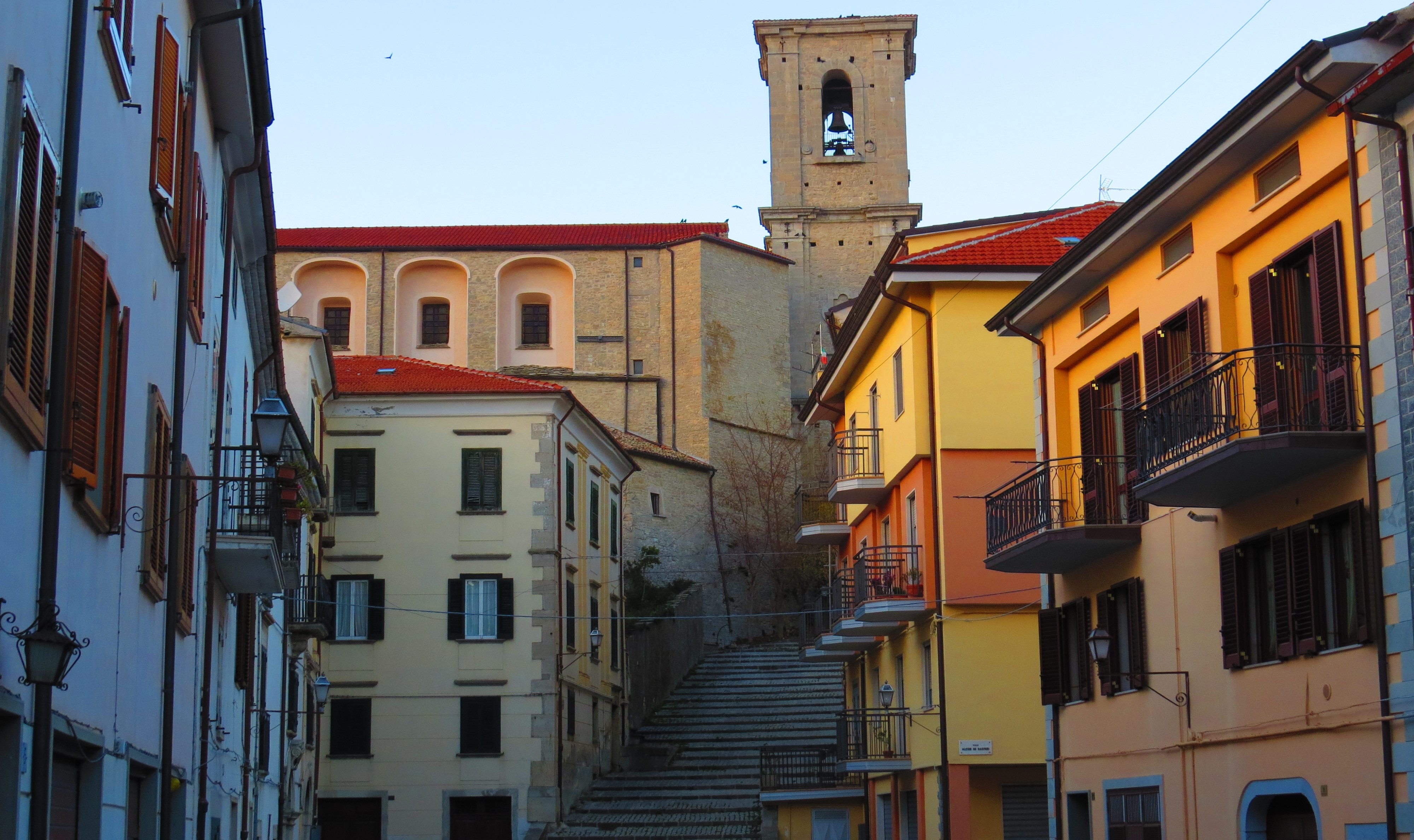
Scorcio di Agnone, la chiesa di Sant'Antonio

- Agnone (IS): la cittadina posta al confine con l'Abruzzo, è stata ricostruita nel Medioevo con un sistema murario difensivo, benché un villaggio esistesse sin dall'era dei Sanniti. La città ebbe da subito un fiorente commercio delle materie prime, tanto che aveva contatti perfino con i Veneziani, come dimostrano i palazzi gentilizi, che imitano le caratteristiche dell'edilizia civile della Serenissima. Nel XIII secolo circa venne fondata la nota "Pontificia fonderia di campane Marinelli", che fabbrica ancora i bronzi per i campanili delle chiese dapprima italiane, e adesso anche per le altre nel mondo. Benché il perimetro murario non si sia conservato, sono ancora riconoscibili gli slarghi con le scomparse porte di accesso. Il borgo antico è delimitato al centro dal corso Vittorio Emanuele II, accessibile da Porta Maggiore, e dal corso Garibaldi, situato all'estremo sud del paese, dove si trovano le antiche chiese di San Pietro, il monastero di San Francesco e San Marco Evangelista, la chiesa più antica della città. Altre strutture religiose di notevole rilievo stilistico (esternamente gotiche e internamente barocche), sono la chiesa di Sant'Antonio abate (la più grande di Agnone) e la chiesa di Sant'Emidio, protettore contro i terremoti, che per secoli afflissero la cittadina. La Fonderia Marinelli si trova nella moderna città tardo-ottocentesca, sviluppatasi presso le campagne che erano di proprietà del monastero di San Bernardino e di Santa Maria a Maiella.

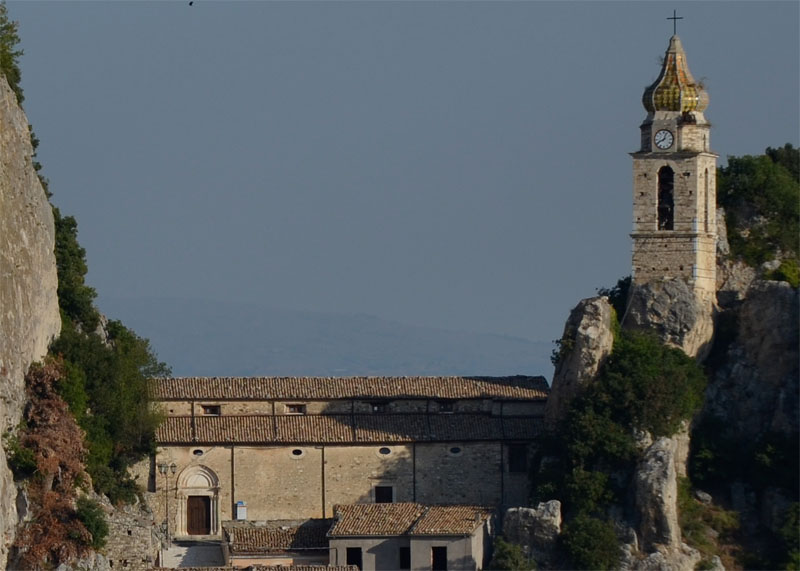
Panorama di Bagnoli del Trigno, la chiesa di San Silvestro

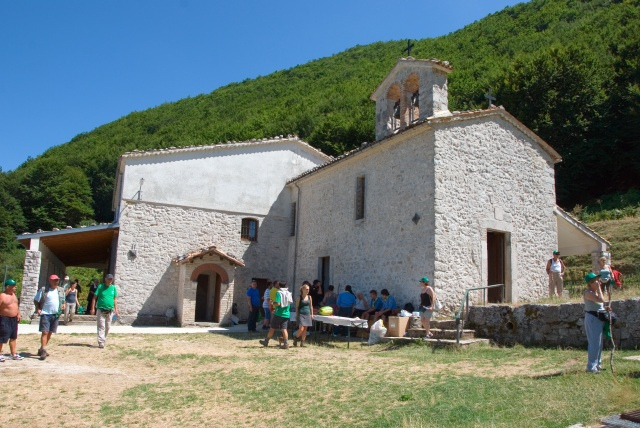
Eremo di Sant'Egidio a Bojano

- Bagnoli del Trigno (IS): piccolo borgo situato a poca distanza da Agnone, sviluppatosi nel Medioevo come insediamento fortificato per il controllo della vallata, e successivamente nel tardo Settecento estesosi più a valle. Nella parte più antica, aggrappata a una montagna spaccata in due corni, si trovano le case pastorali inframmezzate a chiesette, come quella di Santa Caterina, mentre sopra i picchi della montagna torreggiano il Castello Ducale Sanfelice e la chiesa di San Silvestro. La parrocchia è nella parte bassa del paese, tardo-ottocentesca, dedicata all'Assunta. Nel paese il 18 agosto si svolge la festa rievocativa "Frammenti d'Antico", in cui si celebrano i costumi e le abitudini paesane dal Medioevo sino al Settecento mediante serate a tema e sfilate lungo il corso principale.
- Bojano (CB): la città, posta alle porte del Matese e della provincia di Benevento, è una delle più antiche del Molise, fondata dagli italici Sanniti. L'antica Bovianom aveva riti e tradizioni religiose proprie, quando dal III secolo a.C. si trovò a combattere nelle guerre sannitiche contro Roma, vincendo inizialmente presso le Forche Caudine, e successivamente venendo attaccata in vari scontri, dalla seconda guerra fino alla terza, quando la città capitolò definitivamente. Con la definitiva conquista romana, la città cambiò nome in Bovianum e venne riedificata alla romana, i cui monumenti sono scomparsi, essendo andato perduto anche gran parte dell'impaginato medievale della connotazione urbana, a causa di vari disastrosi terremoti, ultimo dei quali quello di Sant'Anna, che ha danneggiato anche la Cattedrale di San Bartolomeo. Bojano infatti fu sede diocesana sin dal VI secolo, favorita dal governo longobardo di Benevento, ed era sorvegliata e ben protetta dal castello di Rocca di Civita Superiore, che ebbe vari proprietari dopo Federico II, dai Pandone agli Aragonesi, fino alla rovina totale dopo il 1805.
Il terremoto distrusse anche le porte con le mura che cingevano la città e Bojano si presenta come una cittadina ottocentesca, con abitazioni e chiese di stampo neoclassico, conservando solo alcuni sparuti esempi di barocchismo e goticismo, principalmente nelle strutture palaziali primarie (il Palazzo Ducale, il Palazzo del Museo Civico) e nelle chiese (il Duomo, Santa Maria a Prato e Sant'Emidio).
L'abitato di Civita Superiore che troneggia sopra il Monte Crocella, affiancato dagli eremi medievali di San Michele e Sant'Egidio, era anch'esso cinto da mura, in parte ancora conservate, ed è caratterizzato da semplici case pastorali intervallate da due piazze con le chiese maggiori, delle quali la parrocchia è di San Giovanni. Poco più in alto si erge la pianta dell'antico Castello Pandone, le cui origini risalgono alle fortificazioni sannite.

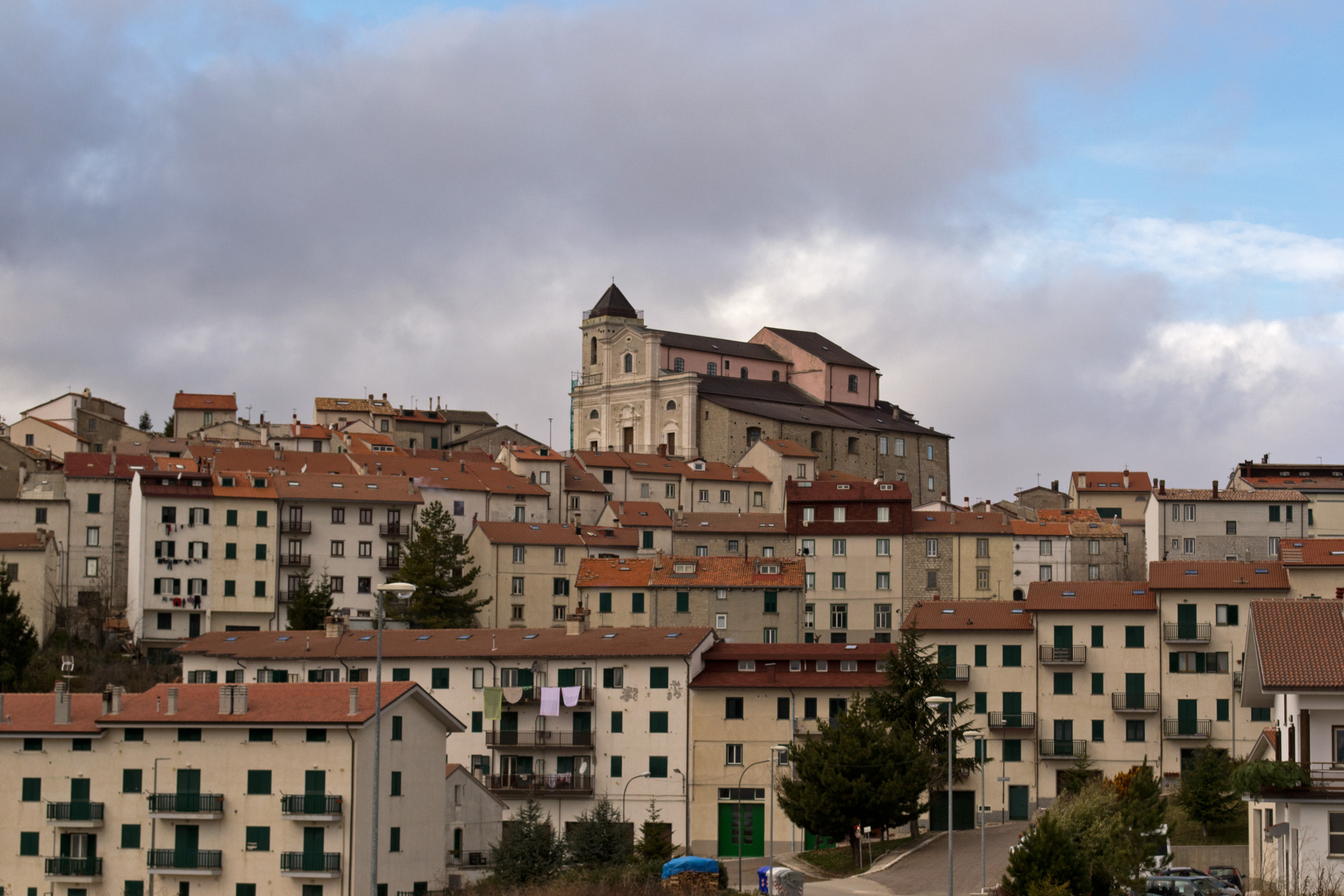
Capracotta

- Castropignano (CB): piccolo borgo che si erge presso la cresta di un monte, separato dall'antico castello medievale. Il castello sarebbe stato costruito sopra una fortificazione sannita del IV secolo a.C., anche se l'area fu frequentata anche nel Neolitico. Il presidio di origine longobarda fu ampliato dai normanni e andò in cessione ai De Sangro-Lucera, successivamente trasformato nel XVII secolo in residenza nobiliare. Una leggenda vuole che il castello (danneggiato da incuria e dai bombardamenti del 1943), avesse 365 stanze, cambiate ciascuna per ogni giorno dell'aqnno dai proprietari. Nel borgo antico le case sono di pietra, caratterizzate dall'impronta del rifacimento settecentesco per le varie necessità che si andavano a sommare secolo dopo secolo. Le chiese più importanti sono quelle del Santissimo Salvatore e di Santa Lucia.
- Capracotta (IS): piccolo borgo non lontano da Agnone, Capracotta è stata fondata come castello fortificato nel Medioevo, e mantenne l'aspetto antico fino alla devastazione del 1943, quando venne distrutta dai nazisti in fuga sulla linea Gustav. Il paese, ricostruito quasi completamente seguendo l'antico schema originario di case combatte e sobrie, per sopportare il peso della neve, ha scoperto dagli anni '50 la vocazione turistica dello sci e delle escursioni montane, divenendo il secondo comprensorio sciistico del Molise dopo Campitello Matese. Il piccolo borgo ha pianta ellittica, con la parte più alta dominata dalla chiesa barocca di Santa Maria Assunta, circondata dalle case. Una via conduce al serpentone della periferia, dove si trovano la chiesa di Sant'Antonio e la villetta comunale.

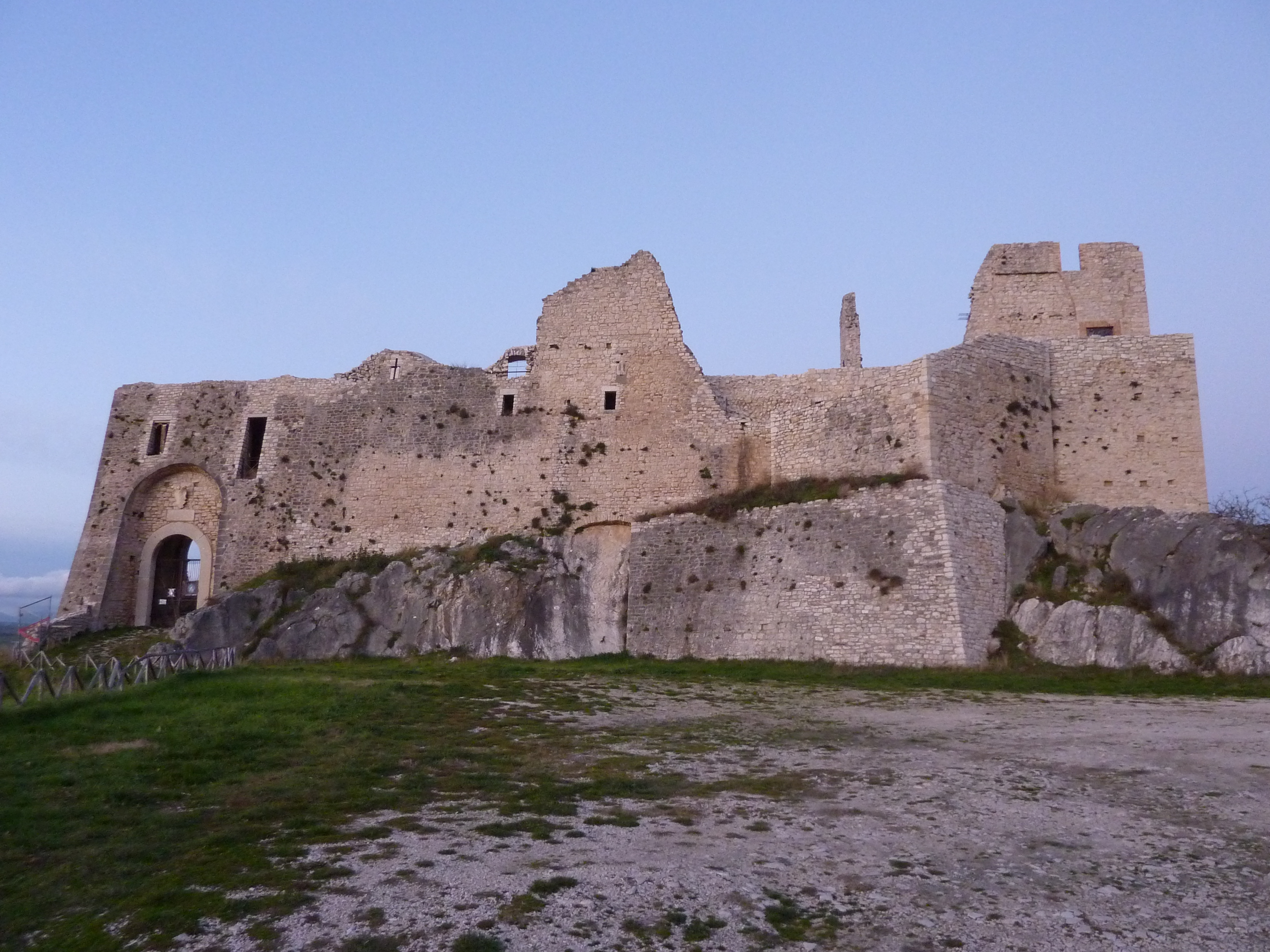
Castropignano, il Castello d'Evoli

- Castel San Vincenzo (IS): si trova in una zona montuosa con il fulcro centrale nel lago San Vincenzo, posto tra i comuni di Castel San Vincenzo, Rocchetta a Volturno e Cerro al Volturno. In origine questi castelli erano i feudi della potente abbazia di San Vincenzo al Volturno, ancora esistente, benché reliquia di un complesso monastico molto più vasto, andato quasi distrutto, e recuperato nel percorso archeologico di "San Vincenzo Maggiore - Cripta di Epifanio".
Oltre il contesto naturale della riserva lacustre e la chiesa di San Vincenzo al Volturno, il centro conserva ancora la caratteristica di borgo medievale fortificato, accessibile da un arco d'ingresso, e diviso in due principali rioni, quello della chiesa di San Martino e il secondo della chiesa di Santo Stefano.

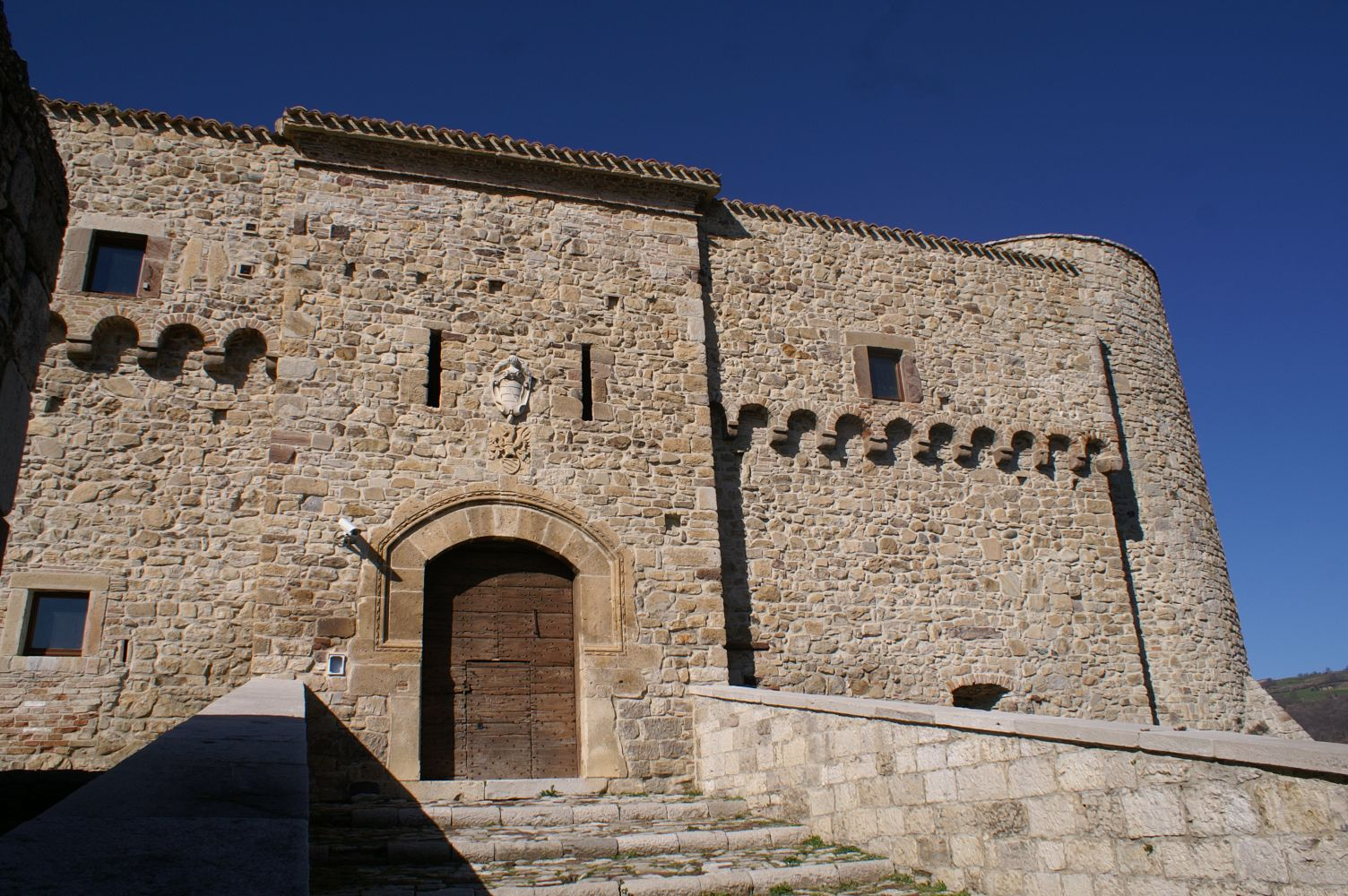
Civitacampomarano, il Castello Angioino

- Civitacampomarano (CB): di origine incerta, forse sannita, il nome "Campomarano" risale al 999 d.C., quando l'imperatore Ottone III confermò la donazione della chiesa di Sant'Angelo al borgo, realizzata nell'870 dal principe longobardo Arechi II in favore della basilica di Santa Sofia di Benevento. Il borgo si sviluppò attorno all'antico castello svevo, poi angioino, fregiandosi del titolo di "civitas". Tra le bellezze del paese c'è proprio il monumentale castello medievale, che si trova dietro la chiesa di Santa Maria Maggiore, semi-distrutta da una frana, di cui resta il torreggiante campanile. Altre chiese sono quella di San Giorgio e della Madonna delle Grazie, mentre per quanto riguarda l'architettura civile si trovano a Civitacampomarano una casa mercantile rinascimentale e l'abitazione che dette i natali al patriota Vincenzo Cuoco.

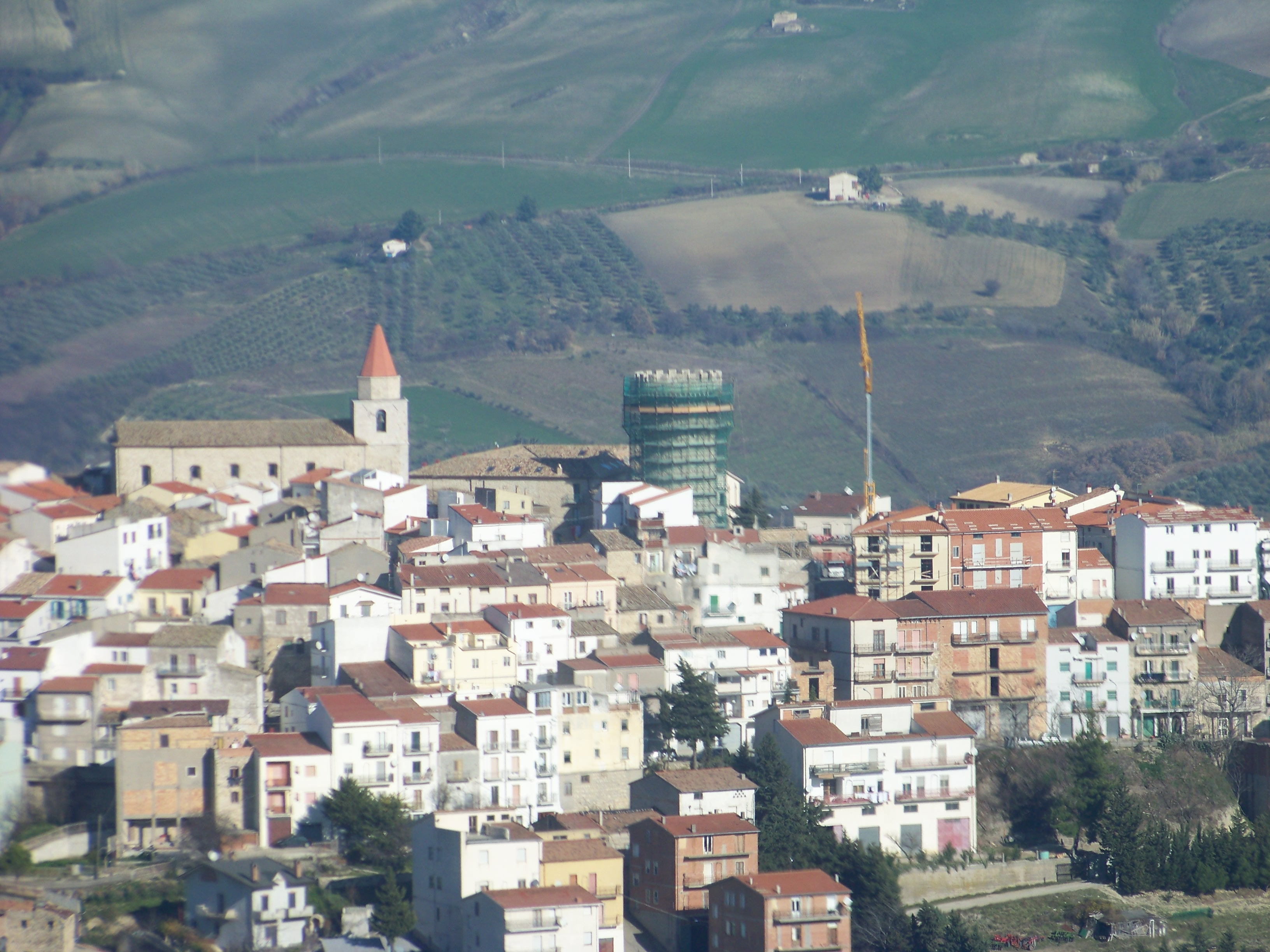
Colletorto

- Colletorto (CB): la prima menzione ufficiale del paese si ha in un documento del 1320 degli angioini,m dove viene chiamato "Collis Tortus". Dopo il periodo della casa D'Angiò, nel Quattrocento il borgo divenne proprietà della regina Giovanna II di Napoli, la quale realizzò l'imponente torre cilindrica che ancora sovrasta l'abitato, divenendone il simbolo, e riedificò l'antico castello, trasformandolo in palazzo di rappresentanza, situato esattamente tra la torre e la chiesa parrocchiale di San Giovanni Battista. Il borgo è molto variegato e offre altri monumenti non meno importanti d'interesse architettonico, come la chiesa del Purgatorio dai campanili gemelli, il convento di Sant'Alfonso Maria dei Liguori e la chiesetta di Santa Maria di Laureto.
- Frosolone (IS): paese noto per la produzione artigianale di coltelli, conserva molto bene il nucleo medievale-settecentesco ancora racchiuso in parte della mura, specialmente nella zona del Palazzo D'Alena (l'antico castello). Il corso Vittorio Emanuele divide in due il borgo, passando per il piazzale del Duomo di Santa Maria Assunta, ed è costituito da eleganti casette in pietra; altri edifici di interesse dentro le mura sono la chiesa di San Pietro e di San Rocco, mentre nella parte moderna si trovano il Museo dei Coltelli e l'ottocentesca Fontana dell'Immacolata.

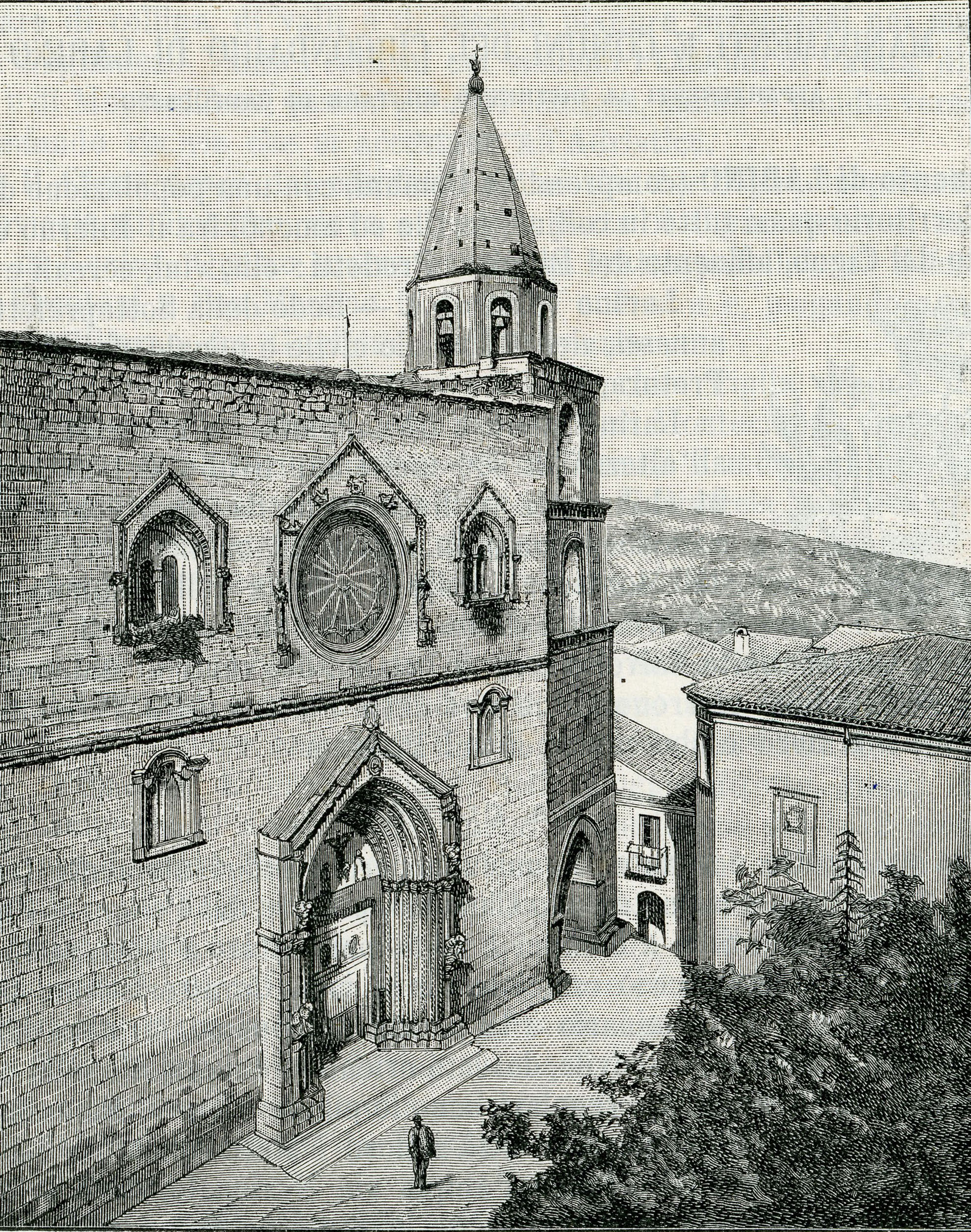
Incisione antica del Duomo di Larino

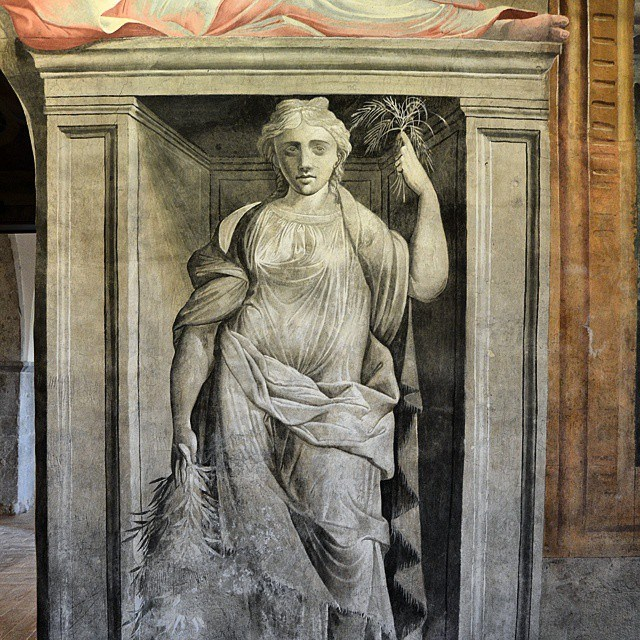
Affresco femminile nel castello di Gambatesa

- Gambatesa (CB): sorge su un villaggio romano, dove sono state rinvenute monete e armi. Il villaggio fu saccheggiato dai barbari dopo la caduta romana, e nel XIII secolo fu riedificato, prendendo il nome dal signore Riccardo di Gambatesa, del casato angioino, che prese il potere nel castello medievale. Avendo due figlie, ottenne che il nipote Riccardello, figlio di Sibilia e Giovanni Monforte di Campobasso, aggiungesse al cognome quello paterno, dando inizio a un nuovo casato. Essendo per vari secoli, fino al XVIII secolo, roccaforte dei Di Capua, che dettero il proprio nome al castello, Gambatesa nel 1799 divenne municipio. Conserva l'impianto urbano medievale-settecentesco, arroccato attorno al Castello, esternamente ancora di fattezze medievali, ma all'interno trasformato in palazzo gentilizio, ricco di notevoli affreschi rinascimentali, raro esempio conservatosi nelle strutture signorili in Molise. La chiesa principale, barocca, è dedicata a San Bartolomeo.
- Guglionesi (CB): si trova nei pressi della costa molisana, e fa parte di quel comprensorio di borghi molisani che nel XV secolo ha risentito degli influssi orientali-slavi e croati, che ne hanno contaminato lo stile di vita culturale e architettonico per quanto riguarda i palazzi e le chiese principali. L'impianto circolare dimostra che il borgo fu fortificato attorno all'antico castello centrale, scomparso, ma ciò che risalta subito all'occhio è il connubio di architettura religiosa-civile settecentesca tra tradizione centro-italiana e quella della penisola balcanica. Un esempio primario è la Collegiata di Santa Maria Maggiore, ricostruita più volte, e presentante un impianto settecentesco, con opere di Michele Greco da Valona, e la cripta gotico-romanica dove si trova il reliquiario del patrono Sant'Adamo.
Altri esempi architettonici, dove intervenne anche la mano mediatrice dello stile romanico pugliese, sono la chiesetta di San Nicola e la chiesa di Sant'Antonio di Padova, in un originale compendio di romanico-gotico molisano.
- Larino (CB): città di fondazione dei Frentani, fu conquistata dai Romani, la cui eredità massima è l'anfiteatro di "Larinum" ai piedi del paese medievale, inglobato in una discutibile area di espansione moderna. Larino rinacque durante il Medioevo, e molti sono gli esempi dell'architettura gotica locale, primo tra tutti la facciata del Duomo di San Pardo, costruita da Francesco Petrini di Lanciano, poi il Palazzo Ducale, la chiesa di Santo Stefano e di San Giuseppe, benché queste siano state modificate nel Settecento. Di architettura barocca il miglior esempio larinese è il convento di San Francesco dei Cappuccini nella zona periferica, insieme all'ex monastero di Santa Maria delle Grazie, il cui convento è stato demolito per un centro convegni di discutibile qualità artistica moderna. A Larino molto celebre è la festa patronale di San Pardo, dove viene proposta una sfilata di carri trainati da bovi nel centro antico.
- Montefalcone nel Sannio (CB): l'etimologia del nome non è ancora chiarita; si sa che nel 1869 il comune fu autorizzato a aggiungere "del Sannio" per differenziarlo da casi di omonimia. Il ritrovamento di monete italiche sul Monte Rocchetta ha fatto supporre che ivi sorgesse la "Maronea" dei Sanniti, espugnata dal console Marcello nel 212 a.C. Nel periodo angioino fu feudo della famiglia Cantelmo, poi degli Accursio. Nel 1381 il territorio fu concesso agli Zurlo che lo tennero fino al 1495, venendo aggregato al feudo di Guglionesi. Nel borgo settecentesco da vedere sono la chiesa madre di Santo Stefano e il Palazzo baronale.
- Monteroduni (IS): città sannita, fu conquistata nel VI secolo dai Longobardi i quali vi costruirono il castello. Nel 1193 il paese fu distrutto dagli scontri dei signori locali contro i Normanni, e lo stesso avvenne nella guerra contro gli Svevi. Dal XIII secolo il paese fino al 1806, fu feudo di Pignatelli principi di Napoli, che si stabilirono nel castello, ristrutturandolo a dimora gentilizia; il castello è il monumento simbolo di Monteroduni, insieme al borgo antico, dove si trova l'ottocentesca chiesa di San Michele.

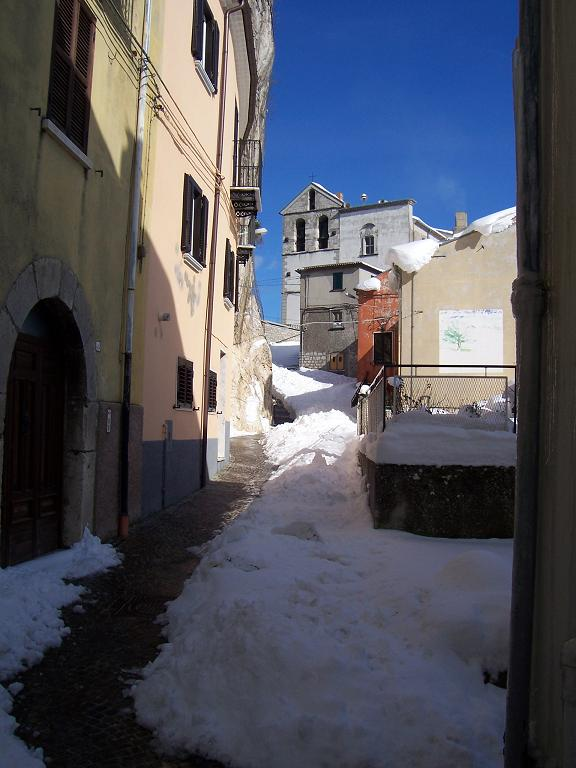
Scorcio di Pietrabbondante: il palazzo baronale e la chiesa di Santa Maria Assunta

- Oratino (CB): piccolo paese vicino a Campobasso, nominato uno dei "Borghi più belli d'Italia", caratterizzato da una pianta circolare con stradine a spirale che giungono nella piazza centrale del Palazzo Ducale. La chiesa principale è dedicata all'Assunta, ma appena fuori dall'antico perimetro murario si trova uno degli esempi più interessanti del barocco molisano, nell'oratorio della Madonna delle Grazie.
- Pietrabbondante (IS): antica città-santuario dei Sanniti, vi si trovano, appena fuori dall'abitato medievale, le rovine del sacro complesso templare e teatrale all'ellenistica, del II secolo a.C., principale attrazione del paese. Il borgo antico è stato ricostruito nel Medioevo presso una cresta rocciosa, dove si trovano la torre del castello e la chiesa di Santa Maria Assunta, monumenti primari.
- Riccia (CB): il borgo aveva origini sannite, e si sviluppò nel Medioevo. Nel 642 vi pervennero gli Schiavoni, scampati all'eccidio del duca Rodoaldo nella battaglia dell'Ofanto, successivamente il feudo fu dominio dei De Capua di Altavilla, che edificarono il castello, di cui è rimasta solo la torre centrale delle originali otto. I feudatari avevano anche il privilegio di coniare moneta, essendo ancora conservato il palazzotto della Zecca. Nel 1397 il principe Andrea Di Capua condusse nel castello la moglie Costanza di Chiaromonte, ripudiata dal re Ladislao di Durazzo. Il borgo dunque presenta una connotazione prettamente rinascimentale-settecentesca, frutto del periodo secolari di forte sviluppo dovuto alla famiglia De Capua; si divide in due principali nuclei: uno più piccolo, dominato dalla torre del castello e dalle chiese dell'Annunziata e della Madonna delle Grazie, e il secondo di fondazione tardo settecentesca, più esteso, sorto attorno ai feudi del convento dell'Immacolata Concezione.
- San Martino in Pensilis (CB): la nascita del borgo risale al 1110 circa, quando era un villaggio attorno alla chiesa madre di San Martino, realizzata dagli abitanti di Cliternia Frentana (Campomarino) sfuggiti dalla costa per evitare attacchi barbarici. Con i Normanni, San Martino fece parte della Contea di Loritello, donata poi all'abbazia di Montecassino nel 1182, ed entrata nel ducato di Benevento. I signori di San Martino furono i Conti di Montagano, venne poi venduta nel XIV secolo agli Orsini e poi a Giovanna di Durazzo, che detenne il feudo fino al 1433. Il paese presenta una connotazione settecentesca, che mostra evidenti tracce del passato medievale; i monumenti maggiori sono la chiesa di San Martino, ricostruita in solenne aspetto settecentesco, e il Palazzo baronale, dove si trovava l'antico castello.

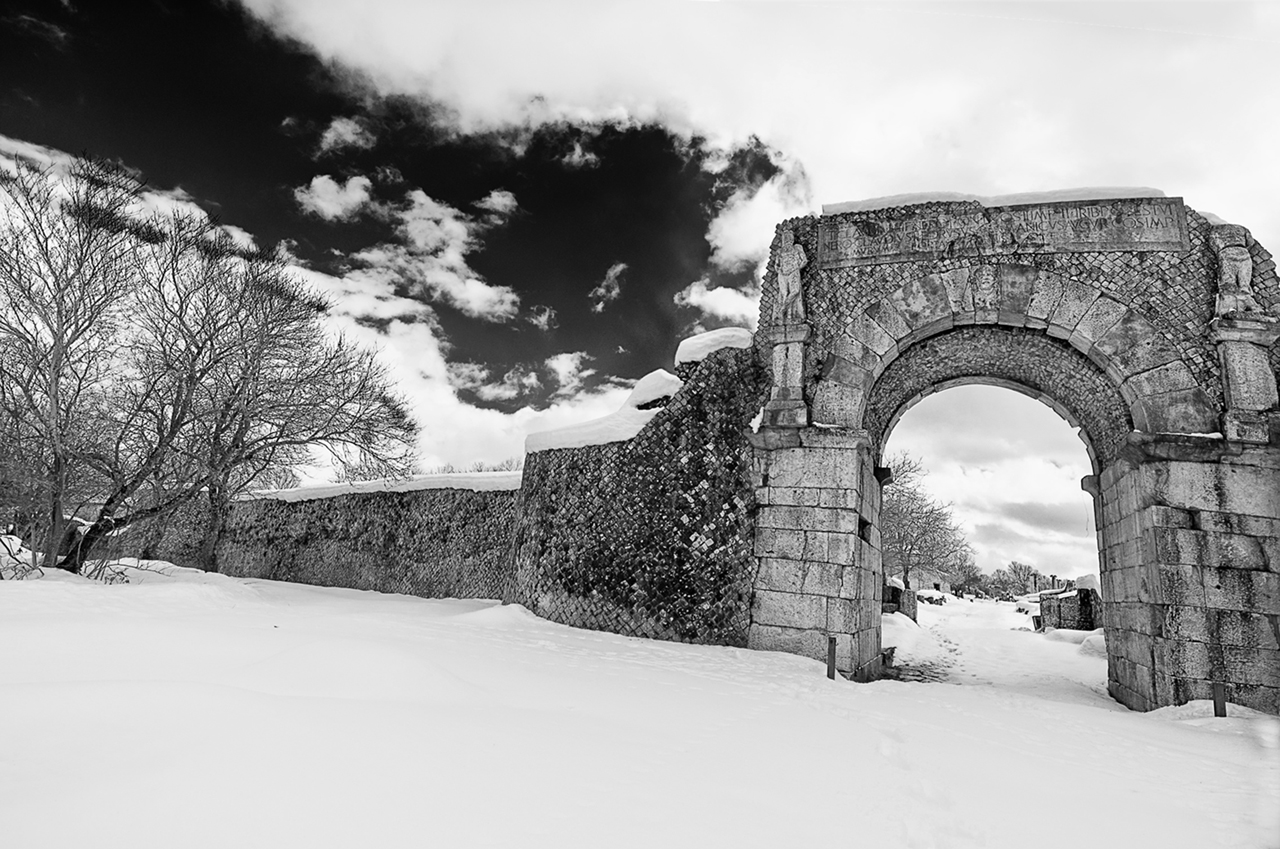
Porta Boiano, ingresso a Saepinum

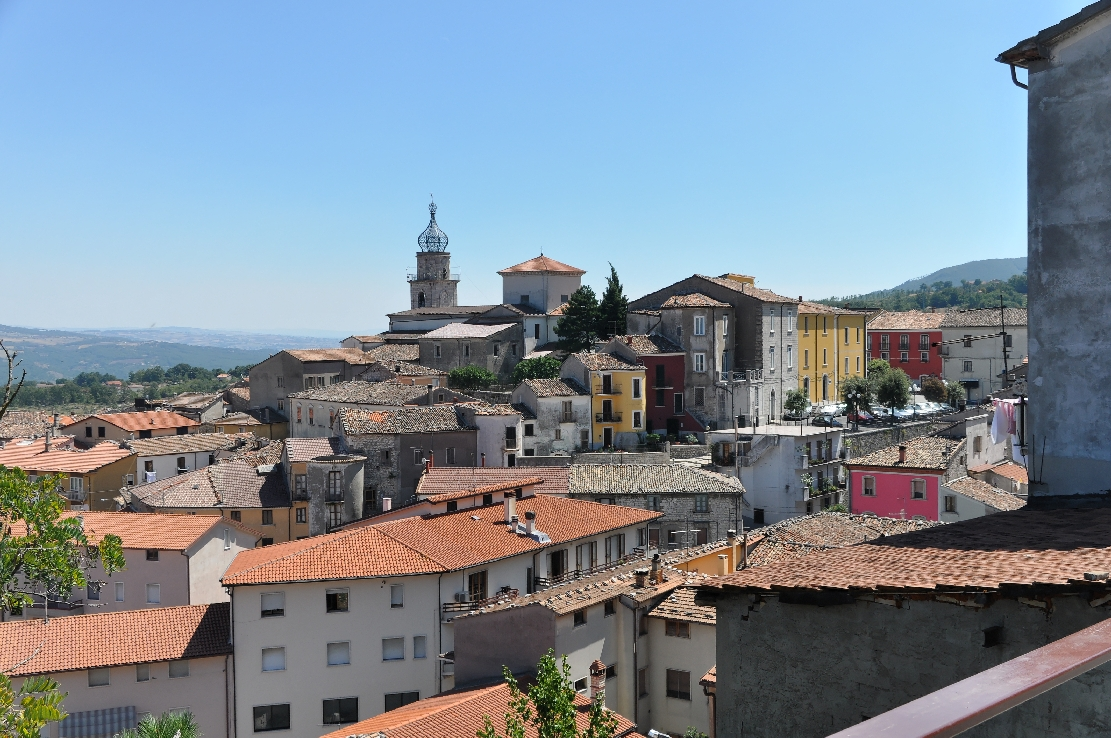
Veduta di Sepino

- Sepino (CB): ha origini antichissime ed è una delle città meglio conservate del Molise, divisa in due nuclei ben distinti: l'abitato italico di Altilia - Saepinum, detto anche "Terravecchia", e il nuovo nucleo medievale sorto più a valle. L'antica fortezza di Altilia divenne nota nella terza guerra sannitica quando cadette sotto il potere romano, e il villaggio fu ampliato alla maniera dell'Urbe con un cardo e un decumano, insieme al perimetro murario a pianta quadrangolare con tre porte di accesso, ancora molto ben conservate. La vecchia città romana comprendeva un foro, un teatro, dei templi, una fontana monumentale detta Fonte del Grifo, e un mausoleo dedicato a Ennio Marso. Il villaggio crebbe d'importanza con il principato di Augusto, fino ad essere abbandonato durante le invasioni barbariche affinché gli abitanti si proteggessero dentro le mura di un nuovo presidio fortificato. La zona di Terravecchia però rimase sempre rifugio di pastori, e le antiche abitazioni vennero riedificate come case pastorali; tale perpetua frequentazione dell'abitato non permise lo spoglio delle opere principali, come solitamente è accaduto a Roma e in altre città, tanto che l'impianto urbanistico è perfettamente leggibile e ben conservato.
Il nuovo abitato medievale fu fondato dai Longobardi, rimanendo sotto il ducato di Benevento fino al IX secolo. Rinacque come "Castellum Sepini", anche se l'antica fortificazione è successivamente scomparsa. Nell'abitato medievale notevoli sono i monumenti, come la chiesa di Santa Cristina, anticamente di rito cristiano-ortodosso, poiché nel paese risentì di una forte presenza bulgara, la chiesa di Santa Maria Assunta, la chiesa di Sant'Agostino e quella di San Lorenzo, tutte medievali, ma con rifacimenti barocchi.
Suggestiva è anche la Piazza Nezario Prisco, che offre scorci di abitazioni civili settecentesche in stile napoletano.

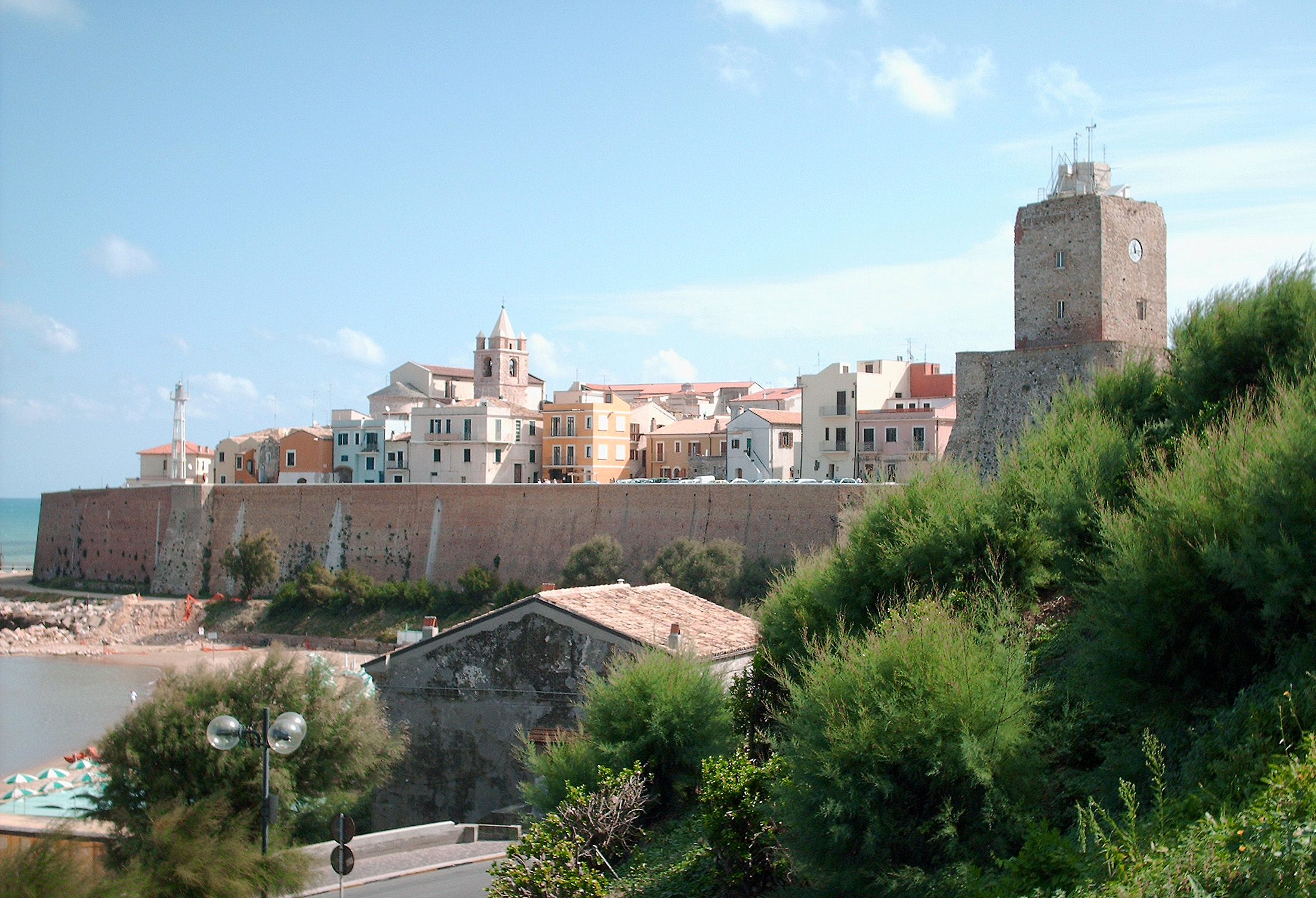
Termoli

- Termoli (CB): la città è la più grande della costa molisana, fondata dai Normanni e accresciuta grazie alle concessioni di Federico II di Svevia. Il fiorente sviluppo dei commerci marittimi rese Termoli per secoli una città cardine della costa nelle comunicazioni tra gli Abruzzi e le Puglie, anche se svariate volte andò in guerra contro le principali repubbliche marinare italiane, tra cui Venezia. Inoltre in numerosi casi fu saccheggiata dagli Ottomani, tra cui il sacco del 1566, conclusosi con un intervento miracoloso, per cui si edificò la chiesetta di Santa Maria della Vittoria su un colle vicino alla città.
Nell'800 il borgo si sviluppò fuori dalle mura, venendo caratterizzato da una moderna edilizia neoclassico-umbertina, fino all'espansione industriale dei giorni nostri.
Il borgo antico è ancora racchiuso dentro le mura, proteso verso il mare, fortificato da due torri e dal gigantesco bastione del Castello svevo, con torretta dell'orologio. Al centro della cittadella sorge la Cattedrale di Santa Maria della Purificazione, in stile romanico pugliese, che conserva le reliquie di San Basso da Lucera e di San Timoteo, discepolo di Paolo di Tarso.
- Trivento (CB): sorto come piccolo villaggio sannitico, il nuovo borgo si sviluppò molto presto dopo la caduta di Roma, poiché divenne una delle prime sedi vescovili del Molise, nel ducato di Benevento. La Cattedrale dei Santi Nazario e Celso venne ricostruita nel XII secolo, con la cripta, si suppone, fondata sopra un tempio romano, ed era protetta dall'imponente castello situato in cima al paese medievale, divenuto palazzo baronale. Il paese conserva l'aspetto medievale, benché abbia le case ristrutturate in stile settecentesco, e oltre alla Cattedrale con l'annesso episcopio, sono da vedere la chiesa di Santa Croce e l'ex convento di Sant'Antonio.

### I borghi di minoranza croata

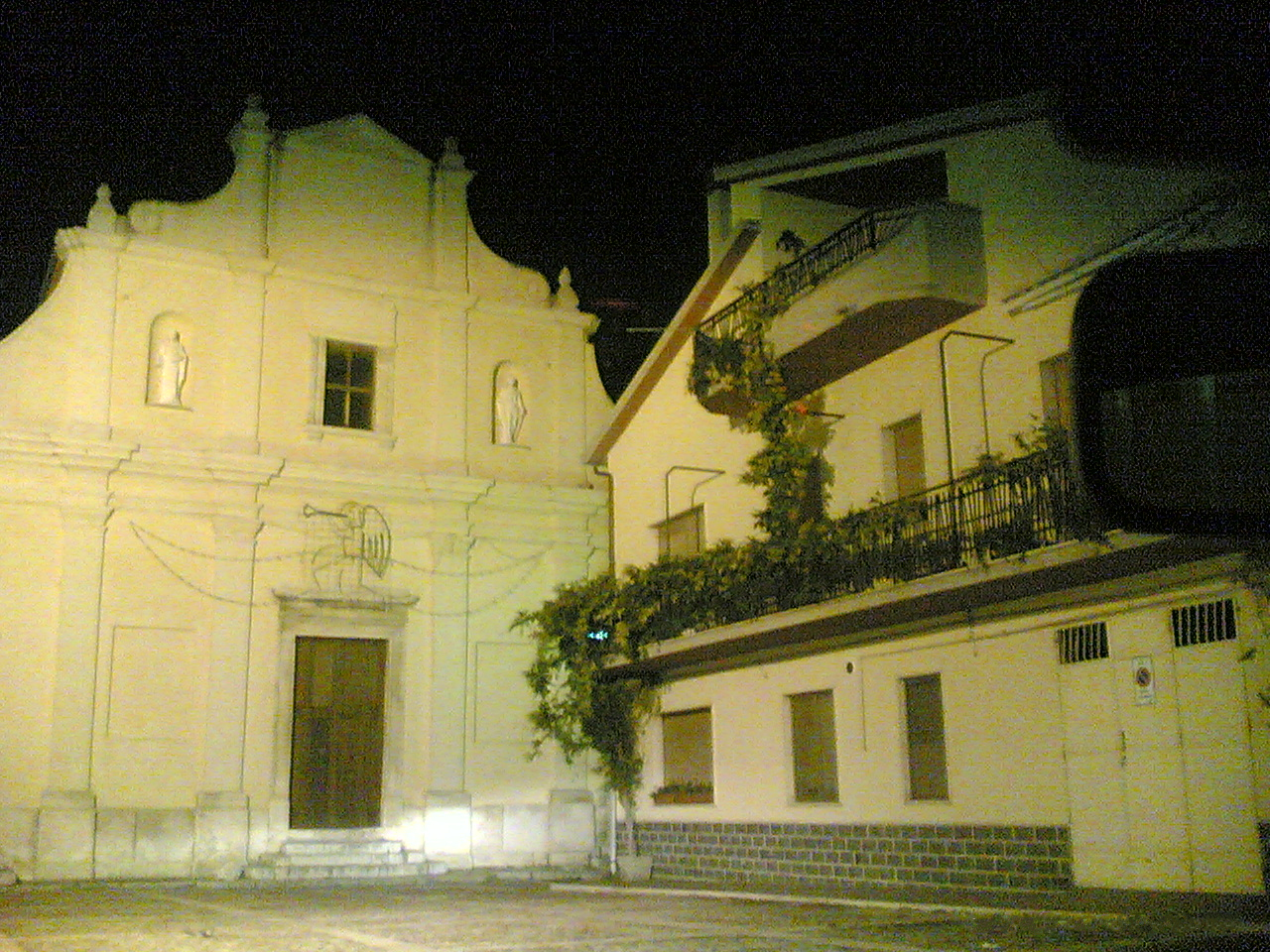
Chiesa della Madonna delle Grazie a Ururi

Dopo il terremoto del 1456, molti paesi della costa molisana furono gravemente danneggiati e si spopolarono (soprattutto dopo la peste del 1495; in seguito vennero riabitati dagli esuli provenienti dai Balcani, in fuga per il sacco di Costantinopoli del 1453. Tali minoranze erano chiamate dagli italiani "schiavoni", poiché di ceppo linguistico slavo, ma in realtà si tratta di croati e arbëreshë dell'Albania. Essi si stabilirono nella costa di Termoli, fondando ex novo borghi andati distrutti, come Sant'Elia a Pianisi, Portocannone, Ururi, Santa Croce di Magliano, Montecilfone di lingua arbëreshë oltre che Montemitro, San Felice del Molise ed Acquaviva Collecroce, San Giacomo degli Schiavoni di lingua croata.
La convivenza tra italiani e "schiavoni" fu sempre pacifica, fino all'assimilazione completa delle nuove tradizioni di rito ortodosso portate dai Balcani, affinché la tradizione locale continuasse. Oltre alle tradizioni popolari, anche al livello urbanistico i borghi della costa molisana di fondazione arbëreshë si differenziano dai classici italiani, poiché sono molto più simili a quelli pugliesi, composti da una piazza principale molto ampia con la chiesa e dai decumani a scacchiera. Soltanto Sant'Elia a Pianisi e Portocannone si differenziano da questo semplicissimo schema urbanistico, poiché i villaggi esistevano già prima della colonizzazione: Portocannone presenta l'impianto più antico come un agglomerato di case accessibili da un arco o porta d'ingresso, e si chiama Borgo Costantinopoli, mentre Sant'Elia ha connotazioni di abitato medievale con vie intersecate e attorcigliate alla piazza principale.
Le chiese a rito cristiano ortodosso nei borghi di fondazione sono la chiesa greca di San Giacomo degli Schiavoni, la chiesa dei Santi Pietro e Paolo a Portocannone, la chiesa di Santa Maria Nova a Palata e la chiesa della Beata Vergine delle Grazie a Ururi.

### Cattedrali e basiliche

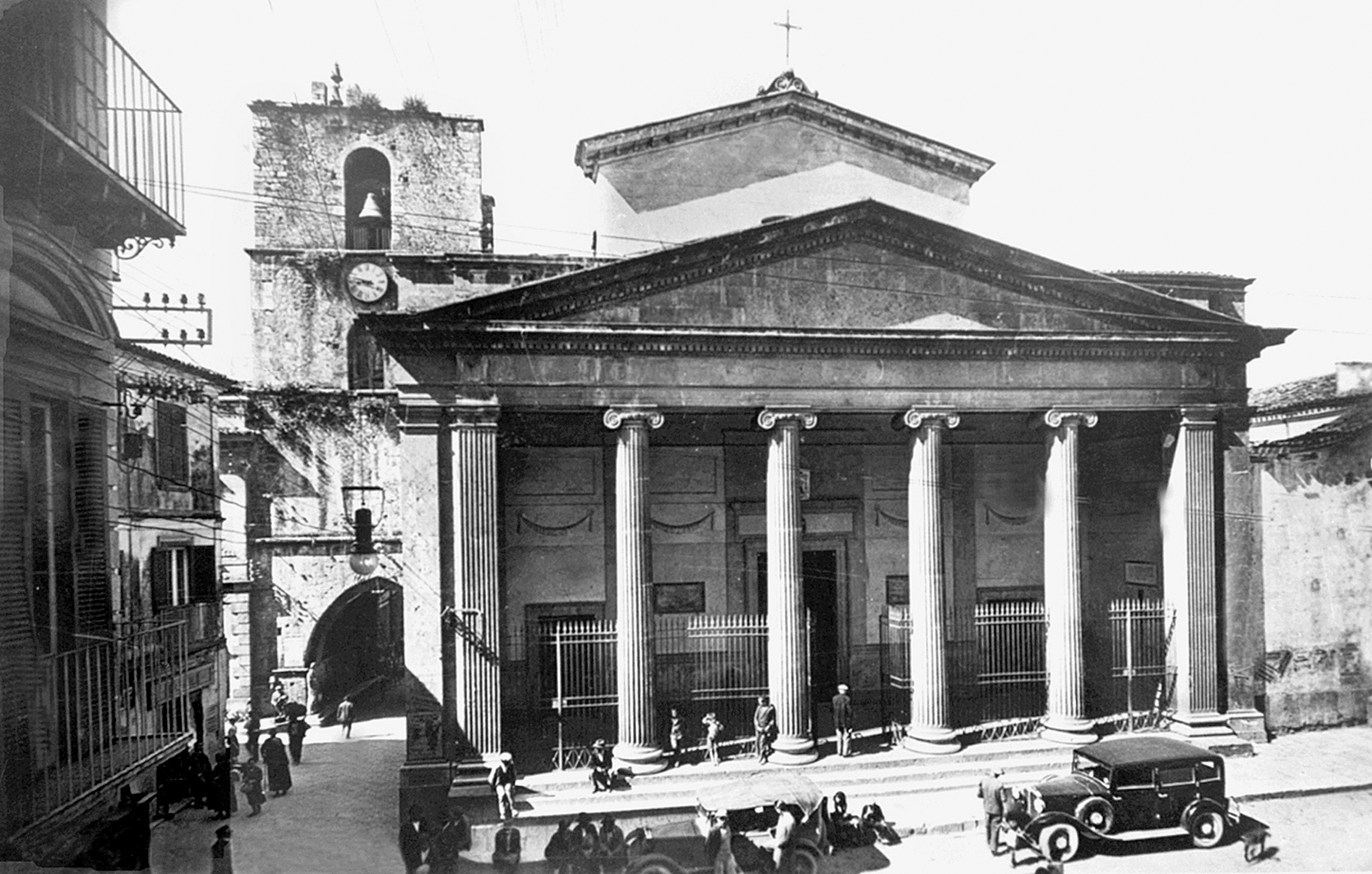
Cattedrale di San Pietro a Isernia nel 1925

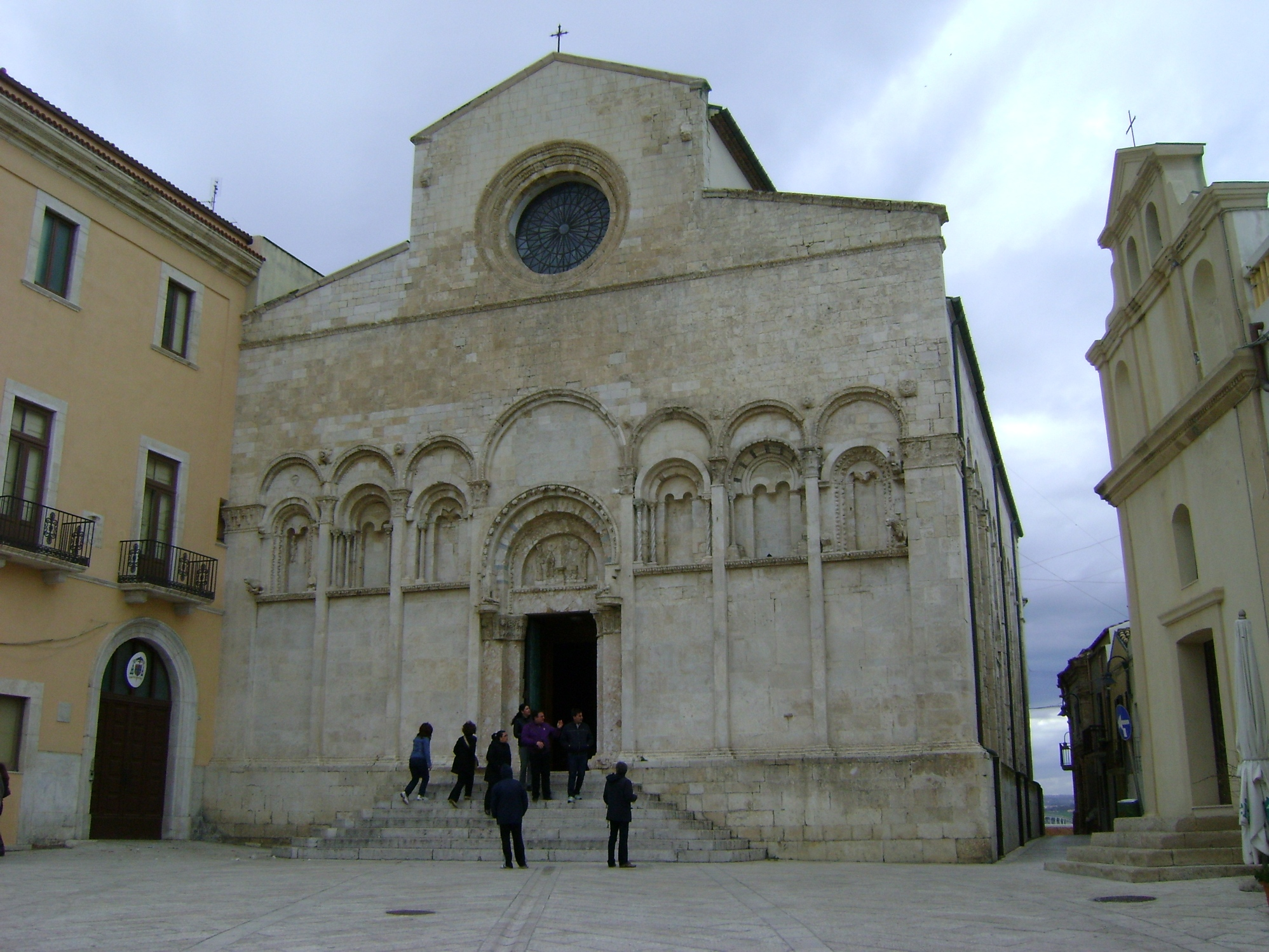
Cattedrale di Santa Maria della Purificazione a Termoli

- Cattedrale metropolitana della Santissima Trinità a Campobasso
- Cattedrale di San Pietro Apostolo a Isernia
- Concattedrale di San Bartolomeo a Bojano (CB)
- Concattedrale di Santa Maria Assunta e San Pardo a Larino (CB)
- Cattedrale di Santa Maria della Purificazione a Termoli (CB)
- Cattedrale dei Santi Nazario, Celso e Vittore a Trivento (CB)
- Concattedrale di Santa Maria Assunta a Venafro (IS)
- Basilica dei Santi Nicandro, Marciano e Daria a Venafro (IS)
- Basilica Santuario di Maria Santissima Addolorata a Castelpetroso (IS)

### Santuari e abbazie

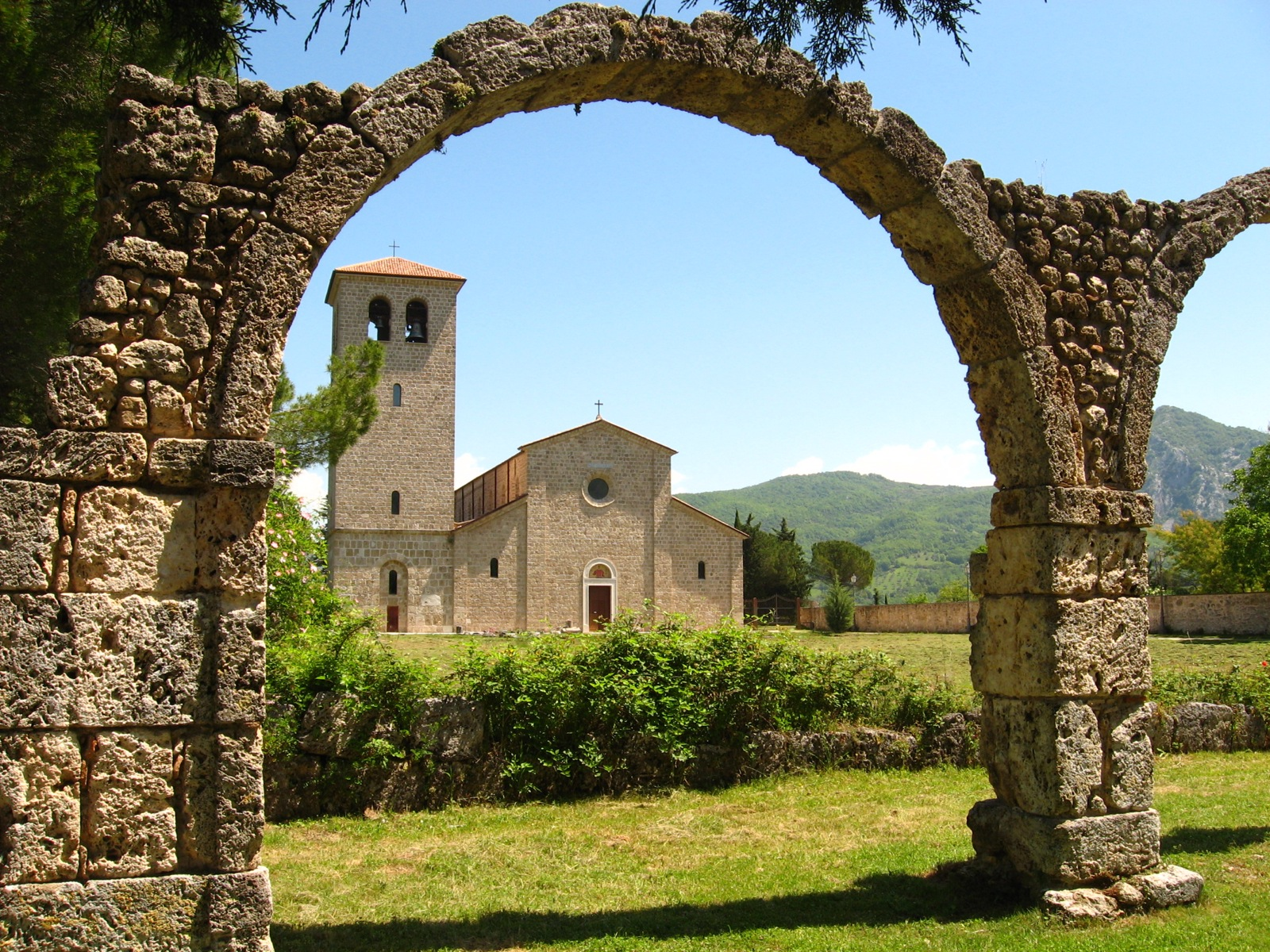
Badia di San Vincenzo al Volturno

- Santuario di Maria Santissima Incoronata del Monte a Campobasso
- Santuario della Madonna Grande a Campomarino (CB)
- Santuario della Madonna in Saletta a Castel del Giudice (IS)
- Abbazia di San Vincenzo al Volturno a Rocchetta a Volturno (IS)
- Santuario della Madonna della Libera a Cercemaggiore (CB)
- Ex Monastero di San Benedetto De Jumento Albo di Civitanova del Sannio (IS)
- Collegiata di Santa Maria Maggiore di Guglionesi (CB)
- Chiesa di Santa Maria della Strada di Matrice (CB)
- Abbazia di Santa Maria di Faifoli a Montagano (CB)
- Santuario della Madonna del Canneto a Roccavivara (CB)
- Monastero Ex Abbazia di Sant'Elena a San Giuliano di Puglia (CB)
- Convento dei Padri Cappuccini a Sant'Elia a Pianisi (CB) - luogo di visita di Padre Pio
- Convento di San Nicandro a Venafro (IS)
- Monastero di Santa Maria di Monteverde a Vinchiaturo (CB)
- Santuario della Madonna di Santa Giusta a Palata (CB)

### Castelli e borghi fortificati

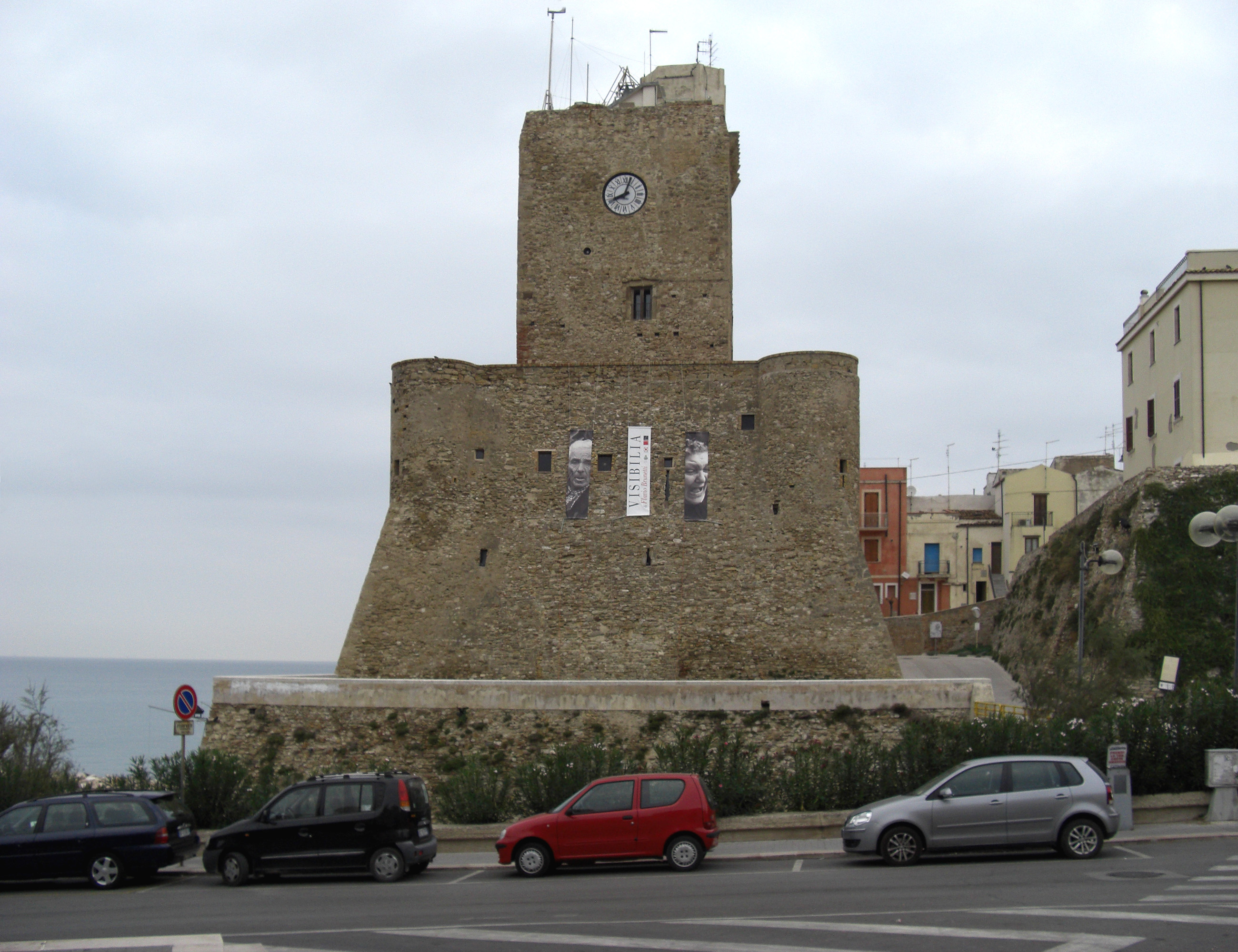
Castello svevo di Termoli

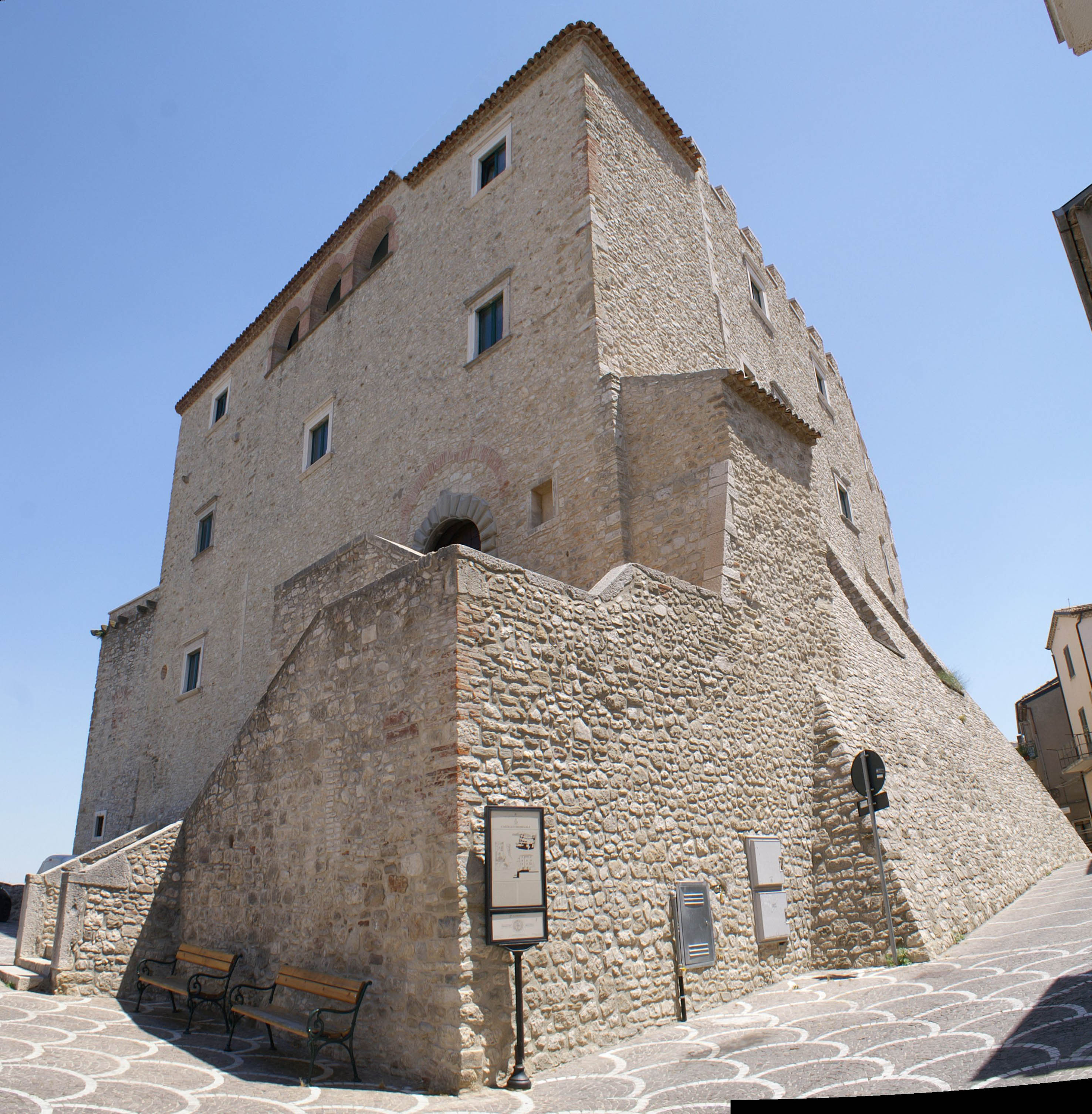
Castello Dei Capua a Gambatesa

- Castello Longobardo di Macchiagodena (IS)
- Castello medievale di Bagnoli del Trigno (IS)
- Castello normanno, poi Pandone (resti) a Bojano (CB)
- Castello Caldora di Carpinone (IS)
- Castello angioino di Civitacampomarano (CB)
- Castello Carafa di Ferrazzano (CB)
- Castello di Capua a Gambatesa (CB)
- Castello Pandone a Venafro (IS)
- Castello Pandone a Cerro al Volturno (IS)
- Castello Pignatelli a Monteroduni (IS)
- Castello Pandone a Vastogirardi (IS)
- Castello D'Alessandro a Pescolanciano (IS)
- Palazzo ducale di Larino (CB)
- Borgo antico di Limosano (CB)
- Torre Angioina di Colletorto (CB)
- Castello svevo di Termoli (CB)
- Castello di Torella del Sannio (CB)

### Musei
Tra i più importanti:
- Museo sannitico di Campobasso (Campobasso)
- Museo nazionale del Molise (Venafro)
- Museo Archeologico Nazionale di Santa Chiara (Venafro)
- Museo Winterline (Venafro)
- Complesso Monumentale di Santa Maria delle Monache (Isernia)
- Museo Internazionale della Campana "Giovanni Paolo II" (Agnone)
- Museo Civico (Bojano)
- Museo di arte contemporanea di Termoli (Termoli)
- Museo del castello di Torella del Sannio
- Museo internazionale della zampogna (Scapoli)
- Museo dell'Abbazia di San Vincenzo al Volturno (Castel San Vincenzo)
- Museo internazionale delle guerre mondiali (Rocchetta a Volturno)

### Siti archeologici
- Acquedotto romano a Isernia
- Isernia La Pineta a Isernia

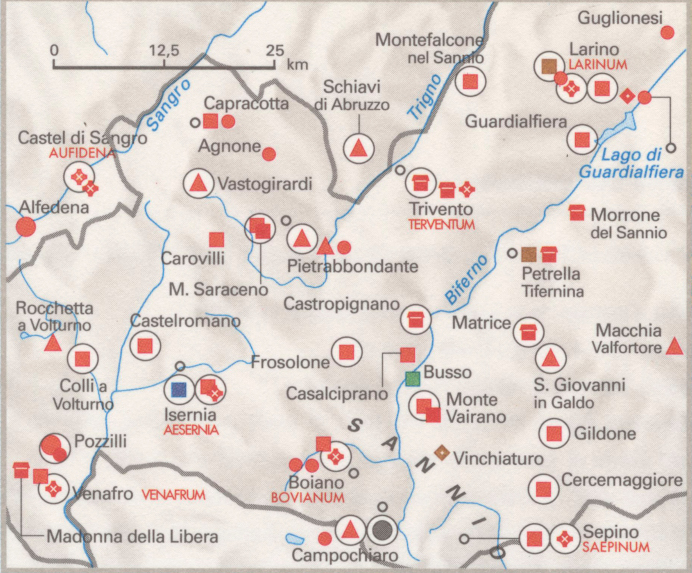
Siti archeologici del Molise

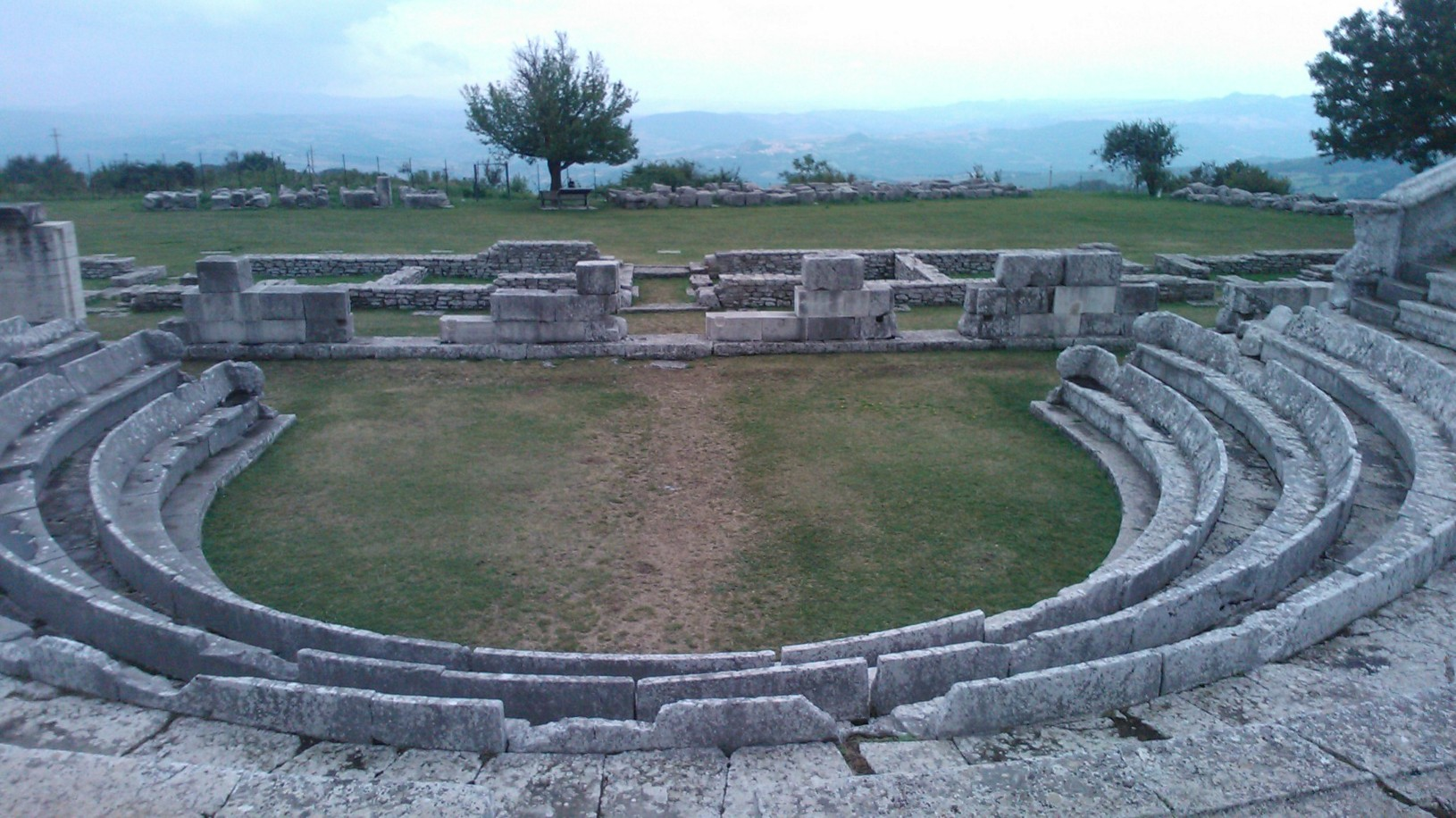
Il Teatro Sannitico di Pietrabbondante

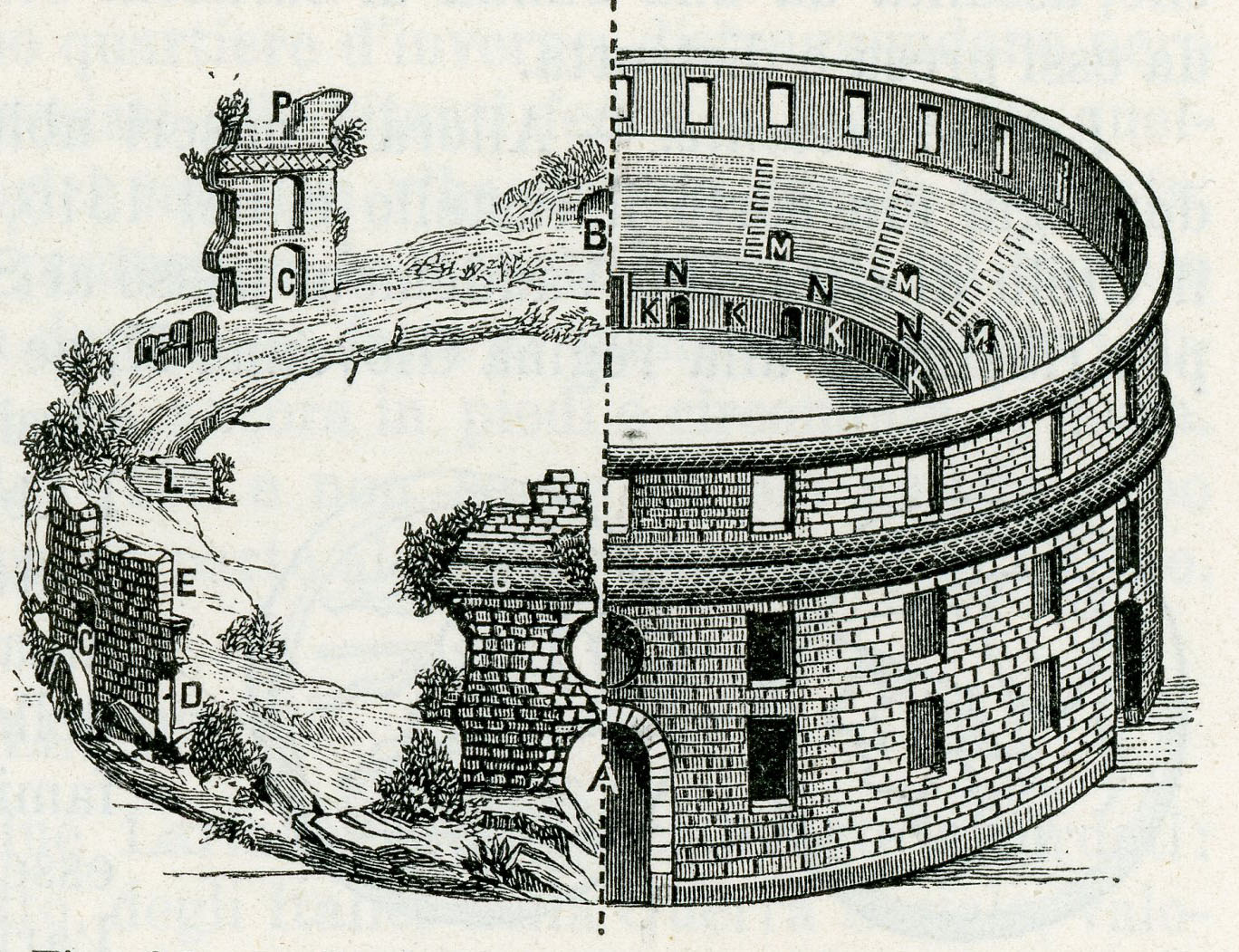
L'anfiteatro di Larino in una ricostruzione del 1740

- Monte Vairano a Baranello (CB) e Busso (CB)
- Arx Calela a Casacalenda (CB)
- Geronio a Casacalenda (CB)
- Abbazia di San Vincenzo al Volturno a Castel San Vincenzo (IS) e Rocchetta al Volturno (IS)
- Cliternia Frentana vicino a Larino (CB)
- Larinum a Larino (CB)
- "Bovianum Vetus" e complesso teatrale a Pietrabbondante (IS)
- Tempio italico di San Giovanni in Galdo (CB)
- Saepinum a Sepino (CB)
- Terravecchia (Saepins) a Sepino (CB)
- Tempio Italico di San Pietro dei Cantoni a Sepino (CB)
- Acquedotto romano a Venafro (IS)
- Mura ciclopiche sannitiche, resti di Acquedotto romano e di villa romana a Colli a Volturno (IS)
- Teatro romano a Venafro (IS)
- Anfiteatro romano a Venafro (IS)
- Acquedotto augusteo a Venafro (IS)
- Rovine romane di Venafro (IS)
- Sepolcreto e villa rustica di Piana Quadrata a San Giuliano di Puglia (CB)
- Villa romana e necropoli a Morrone del Sannio (CB)
- Resti abbazia Casalpiano Morrone del Sannio (CB)

### Riserve naturali
- Parco nazionale d'Abruzzo, Lazio e Molise
- Parco regionale agricolo storico dell'olivo di Venafro
- Riserva naturale regionale Guardiaregia-Campochiaro (Oasi WWF)
- Riserva naturale di Collemeluccio - Riserva naturale di Montedimezzo (Riserva MAB UNESCO Collemeluccio-Montedimezzo Alto Molise)
- Riserva naturale Pesche
- Riserva naturale Torrente Callora
- Parco Fluviale del Volturno a Colli a Volturno
- Oasi Lipu di Casacalenda

## Cucina

### Prodotti agroalimentari
Quella molisana è una cucina molto varia, e può vantare, secondo la revisione del ministero delle politiche agricole alimentari e forestali, 159 prodotti agroalimentari tradizionali.

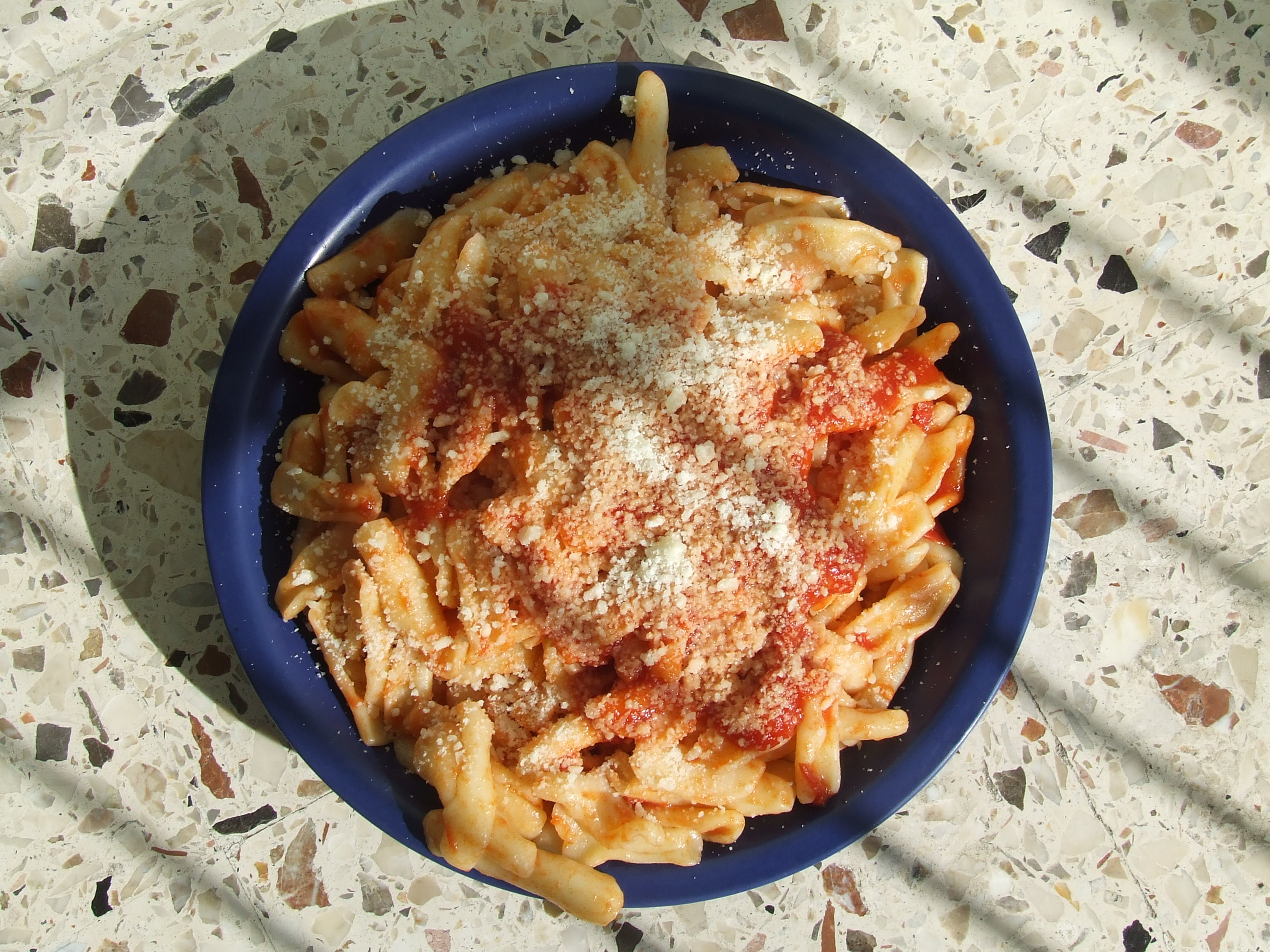
Un piatto di cavatelli

Tra i prodotti più importanti vi sono le varietà di olio extravergine dal sapore soave consumato anche crudo su insalate e crostini. Sempre a proposito dell'olio d'oliva, molti paesi fanno parte dell'associazione "Città dell'olio", con sede a Larino (CB).
Notevole è il settore produttivo della pasta. Questo vede come punta il pastificio La Molisana di Campobasso attivo dal 1912, rilanciato nel 2011 dopo un periodo di crisi, ma da citare sono il Colavita, sempre del capoluogo, e un certo numero di piccoli pastifici artigianali. Un tipo di pasta fresca tipica sono i cavatelli (in molisano, cavatiélle/cavàte), ottenuto con una sfoglia senza uova, che è una delle più importanti specialità della regione Molise e del suo capoluogo Campobasso.
Grande importanza è data alla produzione di latticini e di formaggi: il caciocavallo di Agnone (IS) e quelli di Vastogirardi (IS) e di Frosolone (IS), la treccia di Santa Croce di Magliano (CB), le mozzarelle di Bojano (CB), e le mozzarelle di bufala DOP che in Molise sono prodotte esclusivamente nel comune di Venafro (IS).
Per ciò che riguarda i salumi, nel Molise vengono prodotti da alcuni insaccati, come la soppressata (cenni storici della produzione della soppressata del Molise risalgono al 1816).

### Piatti tipici
Molto importante e buono il brodetto di pesce di Termoli (CB) (du' bredette). Un preparato tipico del basso Molise, specialmente a San Martino in Pensilis (CB), è la pampanella, carne di maiale cotta al forno con alcune spezie e molto peperoncino rosso sia dolce che piccante.
La Tradizionale Frittata di Pasqua, preparata con centinaia di uova unite a prosciutto, formaggio e coratella, è tipica della Valle del Volturno, in provincia di Isernia, ed in particolare a Colli a Volturno, Montaquila e Fornelli.
Fra i dolci sono tipiche le ferratelle, simili ai waffel tedeschi, ma con l'aggiunta di semini di finocchio. I caragnoli e rosacatarle o rosacatarre, intinte nel miele, sono dolci tipici natalizi.

### Vini
Tra i vini si segnalano le DOC Tintilia del Molise, Biferno bianco, Biferno rosato, Biferno rosso, Biferno rosso riserva, Pentro di Isernia bianco, Pentro di Isernia rosato, Pentro di Isernia rosso, e Molise.

## Sport

### Calcio
Cinque anni di Serie B, uno stadio da 25.000 posti e una prestigiosa partita vinta con la Juventus, fanno del Campobasso la squadra più importante della regione.

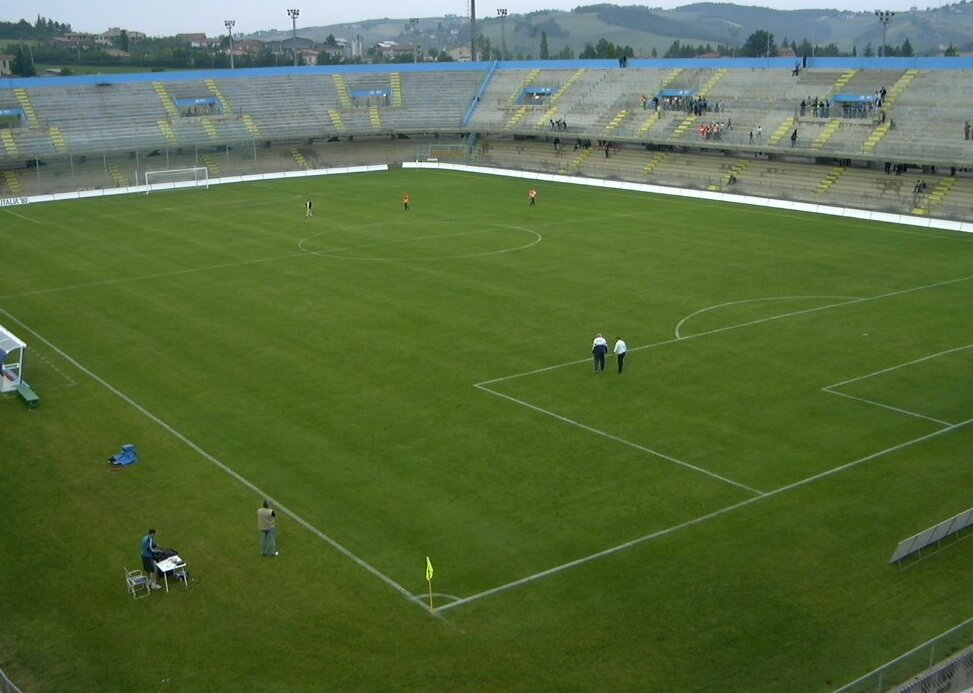
Stadio Nuovo Romagnoli a Campobasso

L'esordio nella serie cadetta avvenne nel 1982, con i molisani che alla prima giornata bloccarono la Lazio all'Olimpico di Roma. Il 27 febbraio 1983 il Campobasso andò a San Siro per affrontare il Milan e ne uscì indenne, con un prestigioso 0-0. Nell'11º turno del campionato 1983-84, il Campobasso superò 1-0 l'Arezzo con la rete di D'Ottavio e si isolò al comando della serie cadetta, dove restò per tre settimane.
La partita più importante della storia del Campobasso fu però un'altra, quella del 13 febbraio 1985: in quella data il Campobasso inaugurò lo stadio Nuovo Romagnoli di contrada Selvapiana affrontando la Juventus di Platini e Boniek, in un match valido per l'andata degli ottavi di finale di Coppa Italia. 40.000 spettatori accompagnarono il goal di Ugolotti deviato da Stefano Pioli, con il quale il Campobasso di Bruno Mazzia sconfisse la Juventus di Giovanni Trapattoni.
La parentesi in Serie B del Campobasso ebbe inizio con la Lazio, e con la Lazio finì. Nel 1987 furono infatti i biancocelesti a vincere lo spareggio play-out del San Paolo di Napoli contro il Campobasso, il 5 luglio 1987, con una rete di Fabio Poli. Da quel giorno i molisani non fecero più ritorno in Serie B.
Per il calcio femminile l'Monti del Matese Bojano è riuscita ad arrivare in Serie A partecipando al campionato 2005-2006 dopo aver vinto consecutivamente i campionati di B e di A2. In serie A chiuse all'8º posto, ma al termine della stagione si scioglie. Da allora nessun'altra squadra molisana è arrivata nel massimo campionato nazionale.

### Pallacanestro
Il Molise ha ospitato diverse squadre di basket che sono arrivate, nel corso del tempo, nella Serie B, come il Nuovo Basket Campobasso, l'Isernia e il Dynamic Venafro. Nel 2017 nasce a Campobasso, grazie alla spinta dell'azienda La Molisana, una squadra femminile, la Magnolia Basket Campobasso, che dopo tre anni di A2 nel 2020 è ripescata in A1, confermandosi per le stagioni successive ad alti livelli ed ospitando le Final Eight di Coppa Italia nel 2019 per l'A2 e nel 2023 per l'A1.

### Libri
- Sammartino A., Ali tagliate – Parole di un libro incompiuto/Podrezana krila – Rije i nedovršene knjige (volumetto bilingue, in italiano e croato, a ricordo di Agostina Piccoli), Cannarsa Editore, Vasto 1999, pag. 63.
- Cfr. Registro delle deliberazioni consiliari del Comune di Acquaviva Collecroce per l'anno 1896, esistente presso il locale archivio comunale. Cultura e immagini dei gruppi linguistici di antico insediamento presenti in Italia.
- Cfr. Bosio G., Dell'istoria della sacra Religione et illustrissima Militia di San Giovanni Gierosolimitano, Stamperia Apostolica Vaticana, Roma, 1594 in "Bibliografia sui Croati del Molise", raccolta e pubblicata dal redattore del periodico Naš jezik/La nostra lingua, Mario Spadanuda, sul n. 4 del 1970.
- Milan Rešetar, Le colonie serbocroate nell'Italia meridionale [Die serbokroatischen Kolonien Süditaliens], a cura di Walter Breu e Monica Gardenghi, Campobasso, 1997, 2001  [1911].
- Giovanni Zarrilli, Il Molise dal 1789 al 1900, Campobasso, Edizioni del Rinoceronte, 1984.
- Marcello Rotili, Il Molise e l'archeologia medievale: nuovi dati e prospettive di ricerca (PDF), in Il Molise medievale archeologia e arte, Firenze, All'insegna del giglio, 2010,  pp. 153–161, ISBN 978-88-7814-417-0.
- Angela Di Niro, Mariachiara Santone e Walter Santoro, Carta del rischio archeologico nell'area del cratere (PDF), Ripalimosani, Soprintendenza per i beni archeologici del Molise, 2010.

### Riviste
- (EN) Carlo Peretto, Julie Arnaud, Jacopo Moggi-Cecchi, Giorgio Manzi, Sébastien Nomade, Alison Pereira, Christophe Falguères, Jean-Jacques Bahain, Dominique Grimaud-Hervé, Claudio Berto, Benedetto Sala, Giuseppe Lembo, Brunella Muttillo, Rosalia Gallotti, Ursula Thun Hohenstein, Carmela Vaccaro, Mauro Coltorti e Marta Arzarello, A Human Deciduous Tooth and New 40Ar/39Ar Dating Results from the Middle Pleistocene Archaeological Site of Isernia La Pineta, Southern Italy, in PLOS One, 2015, DOI:10.1371/journal.pone.0140091. URL consultato il 26 luglio 2025.